# تیم ملی فوتبال ایران
تیم ملی فوتبال ایران یک تیم فوتبال بین‌المللی است که به نمایندگی از ایران به میدان می‌رود و زیر نظر فدراسیون فوتبال ایران فعالیت می‌کند. مرکز ملی فوتبال ایران، میزبان تمرین این تیم و دیگر رده‌های تیم ملی فوتبال ایران است. نخستین بازی رسمی تیم ملی نیز در ۳ شهریور ۱۳۲۰ در کابل و برابر افغانستان انجام شد که با تساوی به پایان رسید. ورزشگاه امجدیه نخستین ورزشگاه خانگی این تیم بود و از سال ۱۳۵۳ و گشایش ورزشگاه آزادی برای میزبانی بازی‌های آسیایی ۱۹۷۴، تیم ملی در این ورزشگاه از حریفان خود میزبانی می‌کند.
تیم ملی ایران از سال ۱۹۷۴ در رقابت‌های مقدماتی جام جهانی فوتبال شرکت کرد و در دوره‌های ۱۹۷۸، ۱۹۹۸، ۲۰۰۶، ۲۰۱۴، ۲۰۱۸ و ۲۰۲۲ موفق به حضور در مرحلهٔ گروهی این بازی‌ها شده است. این تیم تا سال ۱۹۷۸ در مسابقات مقدماتی المپیک شرکت کرد و در المپیک‌های ۱۹۶۴ توکیو، ۱۹۷۲ مونیخ و ۱۹۷۶ مونترال موفق به راه‌یابی به مرحلهٔ گروهی شد. از المپیک ۱۹۹۲ بارسلون، تیم امید ایران در این بازی‌ها شرکت کرد.
تیم ملی فوتبال ایران از قدرتمندترین تیم‌های آسیایی به‌شمار می‌رود و تا کنون سه بار قهرمان جام ملت‌های آسیا در سال‌های ۱۹۶۸، ۱۹۷۲ و ۱۹۷۶ شده است. تیم ملی تا سال ۱۹۹۸ به عنوان نمایندهٔ ایران در بازی‌های آسیایی شرکت کرد و سه بار در دوره‌های ۱۹۷۴ تهران، ۱۹۹۰ پکن و ۱۹۹۸ بانکوک موفق به گرفتن مدال طلا شد. از سال ۲۰۰۲، تیم امید ایران به نمایندگی از ایران در این بازی‌ها شرکت می‌کند که در دوره ۲۰۰۲ بوسان به مقام قهرمانی رسید.
ایران از سال ۲۰۰۰ و با تشکیل فدراسیون فوتبال غرب آسیا به این فدراسیون پیوست و در بازی‌های قهرمانی فوتبال غرب آسیا شرکت کرد. ایران توانست چهار بار و در سال‌های ۲۰۰۰، ۲۰۰۴، ۲۰۰۷ و ۲۰۰۸ قهرمان این بازی‌ها شود. ایران از سال ۲۰۱۴ به عنوان یکی از دو عضو بنیان‌گذار، فدراسیون فوتبال آسیای مرکزی را بنیان نهاد و با ترک کردن فدراسیون فوتبال غرب آسیا به این فدراسیون نوین پیوست.
تیم ملی ایران از سال ۱۹۴۱ تا کنون در ۳۵ تورنمنت غیررسمی و دوستانهٔ فوتبال شرکت کرده که میزبانی پانزده‌تای آن‌ها را بر عهده داشته است. در کل، ایران در هشت تورنمنت دوستانهٔ فوتبال موفق به قهرمانی شده که نخستین آن‌ها جام عمران منطقه‌ای ۱۹۶۵ و واپسین آن‌ها نیز جام ال جی ۲۰۰۲ بوده است.
تیم ملی فوتبال ایران در ۷ بهمن ۱۴۰۰ بعد از پیروزی ۱–۰ بر تیم ملی فوتبال عراق که گل ایران را مهدی طارمی زد، به عنوان نخستین تیم آسیایی راهی جام جهانی ۲۰۲۲ قطر شد.

## پیشینه

### ۱۳۴۱–۱۳۰۰: تلاش‌های نخستین

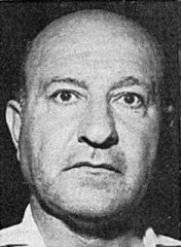
حسین صدقیانی از چهره‌های کلیدی فوتبال ملی ایران در سال‌های نخستین و اولین مربی تیم ملی فوتبال ایران

با ورود فوتبال به ایران در سال‌های پایانی قرن سیزدهم خورشیدی و نخستین سال‌های قرن چهاردهم، تلاش‌های پراکنده‌ای برای شکل‌دهی به تیم‌های فوتبال و مسابقات گوناگون فوتبال انجام شد. به دنبال شکل‌گیری نخستین تیم‌های فوتبال باشگاهی در سال‌های دههٔ نخست قرن چهاردهم، تیم‌هایی با عنوان تیم منتخب تهران نیز پدید آمدند و در مسابقات بین‌المللی نیز شرکت کردند؛ اما هیچ‌یک از این تیم‌ها، تیم ملی به معنای امروزی نبودند، چرا که در ایران هنوز فدراسیون فوتبال تشکیل نشده بود و ایران به عضویت فدراسیون بین‌المللی فوتبال، فیفا، درنیامده بود. عدم برگزاری مسابقات باشگاهی به شکل منسجم و دنباله‌دار و نبود سازمان متولی برای فوتبال همچون فدراسیون فوتبال یا هیئت فوتبال، همه باعث شده بودند تا برای سال‌ها، جنبشی در سطح ملی در فوتبال ایران، دیده نشود؛ اما شرایط کم‌کم تغییر کرد و در ۱۹۲۰، نخستین هیئت فوتبال در ایران پدیدار شد.
در سال ۱۳۰۸ نیز دولت یک زمین مخصوص برگزاری مسابقات فوتبال خرید و آن را چمن کرد. در سال ۱۳۱۳، علی‌اصغر حکمت به دستور رضا شاه، سازمان پیشاهنگی و تربیت‌بدنی ایران را بنیان گذارد. سه سال بعد و در ۱۳۱۶، حسین صدقیانی به این سازمان پیوست و مسئولیت ادارهٔ تیم‌های فوتبال را بر عهده گرفت. در سال ۱۳۱۸ ورزشگاه امجدیه به عنوان نخستین ورزشگاه مدرن و دارای جایگاه برای تماشاگران در تهران ساخته شد و محلی برای برگزاری منظم بازی‌های ملی و باشگاهی فوتبال در تهران به وجود آمد. این ورزشگاه، تا سال‌ها ورزشگاه خانگی تیم ملی فوتبال ایران به‌شمار می‌رفت.
صدقیانی که بعدها به چهره‌ای کلیدی در فوتبال ایران تبدیل شد، از بهترین فوتبالیست‌های آن زمان بود و سابقهٔ بازی در تیم‌های رویال شارلوا بلژیک و راپید وین اتریش را داشت.
در شهریور ۱۳۲۰، تیم ملی ایران به دعوت دولت افغانستان برای حضور در جام استقلال افغانستان و انجام چند بازی دوستانه به این کشور سفر کرد. بازی ایران برابر تیم ملی فوتبال افغانستان در کابل از دید فیفا، نخستین بازی رسمی ایران محسوب می‌شود. سرمربی این تیم حسین صدقیانی بود و بیشتر بازیکنان این تیم از فوتبالیست‌های مشهدی و به همراهی شماری از بازیکنان اهل تهران بودند. این بازی که در حضور محمد ظاهر شاه، شاه وقت افغانستان و با حضور حدود ۱۰٬۰۰۰ تماشاگر برگزار شد با نتیجه ۰–۰ به پایان رسید. برگزاری این بازی در هنگامهٔ اشغال ایران در شهریور ۱۳۲۰ توسط متفقین بود و بحبوحهٔ جنگ جهانی دوم باعث شد تا ایران شماری از بازیکنان نظامی‌اش را همراه نداشته باشد.
با پایان اشغال ایران در ۱۳۲۵ و بازگشت کشور به شرایط عادی، فدراسیون فوتبال ایران تأسیس شد. سپس برای حضور در المپیک ۱۹۴۸ لندن، ایران به عضویت فیفا درآمد. در منابع موجود، تاریخ عضویت ایران در فیفا ۳۰ دی ۱۳۲۶ ثبت شده است. خرسند علی کنی به عنوان نخستین رئیس فدراسیون فوتبال برگزیده شد. در همین زمان و در ۳ آبان ۱۳۲۶ و بیش از شش سال پس از نخستین بازی تاریخ تیم ملی برابر افغانستان، ایران در امجدیه یک بازی دوستانه در برابر تیم ملی ترکیه انجام داد و با نتیجهٔ ۱–۳ باخت. مربی‌گری تیم ملی همچنان بر عهدهٔ صدقیانی بود و زنندهٔ تک گل ایران نیز امیرمسعود برومند بود. ایران در آن سال‌ها سه بار دیگر نیز در برابر ترکیه صف‌آرایی کرد و به نتایج مساوی ۱–۱ و ۲–۲ و شکست ۱–۶ دست یافت. از میان این بازی‌ها تنها یک بازی که در ۷ خرداد ۱۳۲۹ در استانبول برگزار شد و با نتیجه ۱–۶ به سود ترکیه پایان یافت از دیدگاه فیفا رسمیت دارد. زنندهٔ گل ایران در آن بازی نیز امیر خلیلی بود تا وی به عنوان زنندهٔ نخستین گل تاریخ تیم ملی فوتبال ایران، شناخته شود و تا به امروز این شکست، سنگین‌ترین شکست تاریخ فوتبال ملی ایران است.
در اسفند ۱۳۲۹، نخستین دوره بازی‌های آسیایی برگزار شد. ایران که یکی از اعضای تشکیل‌دهندهٔ کمیتهٔ المپیک آسیایی بود، از همین نخستین دوره در بازی‌های آسیایی حاضر شد. تیم ملی فوتبال ایران در آن بازی‌ها تا دیدار نهایی پیش رفت و تنها در فینال بود که به هند میزبان، باخت. این نخستین حضور ایران در مسابقات رسمی و بین‌المللی بود. اما در دههٔ ۱۳۳۰ تیم ملی فعالیت چندانی نداشت و در فاصله سال‌های ۱۳۳۰ تا ۱۳۳۷ تنها یک بازی دوستانه برابر پاکستان برای تیم ملی ثبت شده است.

تیم ملی ایران در بازی‌های آسیایی ۱۹۵۸

در سال ۱۳۳۷ ایران در سومین دوره بازی‌های آسیایی شرکت کرد و نتایج ضعیف و دو شکست سنگین و پرگل باعث شدند و صدقیانی پس از سال‌ها جای خود را به یوژف مساروش مجار داد. به این ترتیب نام مساروش به عنوان نخستین سرمربی خارجی تیم ملی ثبت شد. ایران، با مربی‌گری وی در بازی‌های مقدماتی جام ملت‌های آسیا ۱۹۶۰ شرکت کرد اما نتوانست از گروه خود، صعود کند.
پس از مسابقات مقدماتی جام ملت‌های آسیا ۱۹۶۰، حسین فکری جای مساروش را به عنوان سرمربی تیم ملی گرفت و ایران در خرداد ۱۳۴۱ در تهران دو بازی دوستانه برابر عراق انجام داد اما به نتایجی بهتر از یک مساوی ۱–۱ و یک باخت ۲–۱ دست نیافت. با توجه به شرایط سیاسی آن زمان، شکست در برابر عراق برای ایران، گران تمام شد. پرویز کوزه‌کنانی که هر دو گل ایران را در این دو بازی به ثمر رسانده بود در مورد شرایط تیم ملی گفت: «سال‌هاست که فاقد تیم ملی هستیم و علت آن بر همگان روشن است. به مقتضای زمان برای انجام تماس‌های خارجی عده‌ای را انتخاب و برابر خارجی‌ها قرار می‌دهیم و این کار روی اصل همفکری و هماهنگی نیست. تیمی که برابر عراق بازی کرد تیم ملی واقعی نبود، بلکه تیم منتخب تهران بود.» حسین فکری نیز در این مورد گفت: «تیم ایران مرکب از بازیکنان تهرانی و یک بازیکن اهوازی چند روزی گرد آمدند و برای مقابله با عراق تنها دو جلسه با هم تمرین کردند. بازیکنان ما با خوردن آب دوغ باید کارهای مشکل انجام دهند و این امر آنها را آزرده و رنجور می‌کند.»

### ۱۳۴۹–۱۳۴۲: ورود به عرصهٔ بین‌المللی

هواداران تیم ملی در بازی‌های مقدماتی المپیک ۱۹۶۴ توکیو در ورزشگاه امجدیه تهران

در سال ۱۳۴۲، ایران برای نخستین بار در بازی‌های مقدماتی المپیک تابستانی شرکت کرد و توانست جواز حضور در المپیک ۱۹۶۴ توکیو را به دست آورد. بازی‌های مرحلهٔ مقدماتی المپیک به صورت حذفی و در سه مرحله برگزار شدند و ایران توانست در مجموع بازی‌های رفت و برگشت به ترتیب بر پاکستان، عراق و هند چیره گردد. پیروزی ایران در برابر عراق، به گونه‌ای جنبهٔ انتقامی نیز داشت؛ چرا که افزون بر حذف تیم عراق، انتقام شکست سال ۱۳۴۱ نیز گرفته شد. بازی‌های مرحلهٔ مقدماتی المپیک به صورت رفت و برگشت در خاک دو تیم برگزار شدند. ایران میزبان سه بازی مرحلهٔ مقدماتی بود و این نخستین بار بود که بازی‌های بین‌المللی رسمی در خاک ایران برگزار می‌شدند، ورزشگاه امجدیه در هنگام میزبانی هر سه بازی از تماشاگر پر شده بود و ایران سه پیروزی پر گل کسب کرد و پاکستان، عراق و هند را به ترتیب ۴–۱، ۴–۰ و ۳–۰ از پیش‌روی برداشت و بازی آخر ایران در این مرحله در برابر تیم هند که در کلکته برگزار شد، پخش زندهٔ رادیویی نیز داشت.
با وجود نتایج درخشان ایران در مرحلهٔ مقدماتی، تیم ملی در بازی‌های المپیک با دو شکست برابر آلمان شرقی و رومانی و یک تساوی برابر مکزیک در همان مرحلهٔ گروهی حذف شد. زنندهٔ تنها گل ایران در آن بازی‌ها کرم نیرلو بود؛ گل وی از روی نقطهٔ پنالتی و در تساوی ۱–۱ برابر مکزیک زده شد. بازی برابر آلمان شرقی نخستین بازی رسمی ایران با یک تیم اروپایی و بازی با مکزیک نخستین رویارویی رسمی با یک تیم از ناحیهٔ کونکاکاف بود. بدین ترتیب، ایران برای نخستین بار در تاریخش با تیم‌های غیر آسیایی رو در رو شد. چند ماه پیش از آغاز بازی‌های المپیک ایران برای چند بازی تدارکاتی به شوروی و مجارستان سفر کرد. فدراسیون فوتبال علی‌اکبر محب بنیان‌گذار و مالک باشگاه دارایی را به عنوان سرپرست تیم ملی برای این سفر انتخاب کرد. این کار با مخالفت شش بازیکن ملی‌پوش تیم شاهین مواجه شد و آنان از همراهی تیم ملی، سر باز زدند. فدراسیون فوتبال نیز آنان را به مدت یک سال محروم ساخت و ایران بدون این شش بازیکن که بازیکنان اصلی تیم ملی نیز بودند، پای به رقابت‌های المپیک گذاشت. بسیاری از کارشناسان، این رخداد را چرایی اصلی نتایج نسبتاً ضعیف تیم ملی در المپیک می‌دانند.

بازیکنان تیم ملی ایران در بازی‌های آسیایی ۱۹۶۶ در بانکوک، ایستاده از راست: بهزادی، شیرزادگان، افتخاری، از بازیکنان تیم ملی والیبال، جاسمیان، میرزاحسن، اصلی، حبیبی، قلیچ‌خانی، رنجبر (کاپیتان)، نشسته از راست: کرد (کاپیتان تیم ملی والیبال)، فرزامی، ظلی، جباری، طالبی، حبیبی و عرب

در آذر ۱۳۴۵، ایران در بازی‌های آسیایی ۱۹۶۶ بانکوک شرکت کرد. در این زمان، گئورگی سوچ جای حسین فکری را به عنوان سرمربی گرفته بود. وی با حفظ بازیکنان حاضر در تیم المپیک ۱۹۶۴ و شماری از بازیکنان محروم که در آن زمان بخشیده شده بودند، تیم قدرتمند و هماهنگی را به بازی‌ها فرستاد. با وجود کسب نتایج خوب و صعود تا فینال تیم ملی در گام آخر مغلوب تیم برمه شد و به مدال نقره بازی‌ها قناعت کرد. در دیدار نهایی تنها گل حریف روی اشتباه عزیز اصلی دروازه‌بان تیم ملی ثبت شد و سپس بازی دفاعی و وقت‌کشی بازیکنان حریف باعث شد تا ایران با همان یک گل مغلوب رقیب شد و باز هم از دستیابی به مدال طلا بازماند. این دوره از بازی‌ها با حواشی بسیاری برای تیم ملی همراه بود؛ به عنوان مثال در بازی با ژاپن که با شکست تیم ملی همراه شد، حسینعلی مبشر رئیس وقت فدراسیون فوتبال و شماری از ملی‌پوشان از جمله عزیز اصلی و همایون بهزادی، مورد حمله و ضرب و شتم پلیس و هواداران تایلندی حاضر در ورزشگاه قرار گرفتند. مجموع این رویدادها، باعث شدند که کمیتهٔ ملی المپیک ایران، تصمیم به خروج از بازی‌ها و ترک تایلند در میانهٔ برگزاری بازی‌ها بگیرد و تنها با رایزنی و تماس بومیپول آدولیاده، شاه تایلند با محمدرضا پهلوی، شاه ایران، کاروان ایران در تایلند ماند و به بازی‌ها ادامه داد.
دو سال بعد و در بهار ۱۳۴۷ در جام ملت‌های ۱۹۶۸، تیم ملی، موفق شد نخستین مقام قهرمانی رسمی تاریخش را به دست آورد. ایران که میزبان بازی‌ها نیز بود با مربی‌گری محمود بیاتی که سرمربی تیم ملی شده شده بود در ورزشگاه امجدیه همهٔ بازی‌هایش را با برد پشت سر گذاشت و حسن حبیبی، کاپیتان تیم ملی به عنوان نخستین کاپیتان تاریخ ایران موفق شد یک جام قهرمانی رسمی را بالای سر ببرد. بازی آخر ایران که در برابر تیم ملی اسرائیل انجام شد، به دلایل سیاسی حساسیت ویژه‌ای یافت و پیروزی ایران باعث محبوبیت فراوان فوتبال در جامعهٔ ایران شد.
موفقیت‌های تیم ملی در دو سال آخر دههٔ ۱۳۴۰ ادامه پیدا نکرد. ایران در المپیک ۱۹۶۸ مکزیکوسیتی حاضر نبود و در بازی‌های مقدماتی جام جهانی ۱۹۷۰ نیز شرکت نکرد و در بازی‌های آسیایی ۱۹۷۰ بانکوک در آذر ۱۳۴۹ نیز در همان مرحلهٔ مقدماتی حذف شد. مربی ایران در بازی‌های آسیایی ایگور نتو اهل شوروی بود که به دنبال این عدم موفقیت، جای خود را به پرویز دهداری داد.

### ۱۳۵۷–۱۳۵۰: قهرمانی‌های بین‌المللی

تیم ملی ایران در دیدار فینال جام ملت‌های آسیا ۱۹۷۲، بانکوک، تایلند

دههٔ ۱۳۵۰ دوران موفقی در تاریخ تیم ملی و نقطهٔ عطفی در جهانی شدن فوتبال ایران بود. ایران از زمستان ۱۳۵۰ در بازی‌های مقدماتی المپیک ۱۹۷۲ مونیخ شرکت کرد و با پشت سر گذاشتن رقبا برای دومین بار جواز حضور در المپیک را به دست آورد. در اردیبهشت ۱۳۵۱، ایران با مربی‌گری محمد رنجبر در جام ملت‌های آسیا ۱۹۷۲ شرکت کرد. تیم ملی که به عنوان مدافع عنوان قهرمانی بدون حضور در مرحله مقدماتی پای به این بازی‌ها گذاشته بود تمامی بازی‌هایش را با برد پشت سر گذاشت و دومین قهرمانی پیاپی جام ملت‌ها را به‌دست‌آورد. حسین کلانی نیز با پنج گل زده، توانست عنوان آقای گلی رقابت‌ها را از آن خود کند. ایران در بازی آخر خود در مرحلهٔ گروهی به مصاف تیم میزبان، تایلند رفت. این بازی با استقبال تماشاگران تایلندی روبرو شد و نزدیک به ۲۵٬۰۰۰ نفر از این بازی دیدن کردند. با توجه به پیروزی ایران برابر عراق، دیگر تیم آن گروه و تساوی عراق و تایلند، تیم ملی از گروه خود صعود کرده بود و این بازی در حقیقت، تشریفاتی به‌شمار می‌رفت؛ به همین دلیل، تیم ملی ایران از شماری از بازیکنان ذخیرهٔ خود، بهره برد. بازی با تشویق بی‌امان هواداران تایلندی و خشونت فراوان بازیکنان تایلند تا دقیقه ۸۰ با نتیجه ۰–۲ به سود میزبان در جریان بود. در دقایق پایانی علی جباری هافبک تیم ملی که جلو کشیده بود روی سه پاس حسین کلانی در عرض هشت دقیقه سه بار پیاپی دروازه تیم تایلند را باز کرد و بازی با نتیجهٔ ۳–۲ به سود ایران، پایان یافت. این پیروزی یکی از پیروزی‌های به یاد ماندنی تاریخ تیم ملی بود.
در تیر ۱۳۵۱، کامبیز آتابای به عنوان رئیس فدراسیون فوتبال انتخاب شد و تا ۱۳۵۷ در سمت خود باقی ماند. دوران ریاست وی بر فدراسیون فوتبال بسیار موفقیت‌آمیز بود. وی پایه‌گذار جام تخت جمشید شد و پس از سال‌ها و چندین تلاش ناموفق ایران صاحب یک لیگ سراسری منظم شد. در همان تیر ماه ۱۳۵۱ تیم ملی برای شرکت در بازی‌های جام استقلال برزیل که به مناسبت ۱۵۰امین سالگرد استقلال برزیل برگزار می‌شد به شهر رسیفی آن کشور سفر کرد. این سفر نخستین حضور تیم ملی در آمریکای جنوبی بود و رویارویی ایران با تیم ملی اکوادور نخستین بازی ایران با یک تیم از منطقه کونمبول بود. در شهریور ماه ایران برای دومین بار در بازی‌های المپیک حاضر شد و با وجود دو شکست سنگین در مقابل مجارستان و دانمارک برزیل را با تک گل مجید حلوایی با نتیجه ۰–۱ شکست داد و نخستین پیروزی ایران در بازی‌های المپیک به دست آمد. در این زمان محمود بیاتی جای رنجبر به عنوان سرمربی تیم ملی را گرفته بود.
در اردیبهشت ۱۳۵۲، اتفاق مهمی در فوتبال ملی ایران افتاد و تیم ملی برای نخستین بار در کارزار مقدماتی جام جهانی شرکت کرد. تیم ملی در گروه B منطقه دو آسیا با تیم‌های سوریه، کره شمالی و کویت هم‌گروه بود. بازی‌ها به صورت رفت و برگشت همگی در تهران و در ورزشگاه‌های امجدیه و آریامهر تهران برگزار شدند. ایران موفق شد به سادگی به عنوان صدرنشین از گروهش بالا آمده و به دیدار صدرنشین گروه A، یعنی استرالیا برود. مسئولان و مربیان تیم استرالیا، پیش از برگزاری بازی رفت در خاک آن کشور، جنگ روانی شدیدی علیه تیم ملی ایران راه انداختند و این کار باعث شد تا مسئولان تیم ملی برای آمادگی بیشتر تیم یک بازی دوستانه با نیوزیلند در خاک آن کشور تدارک ببینند. این بازی نتیجه خوبی نداشت چرا که باعث مصدومیت شماری از بازیکنان اصلی ایران شد و تیم ملی نتوانست با تمام قوا به دیدار استرالیا برود و بازی رفت را با نتیجهٔ ۰–۳ واگذار کرد. در بازی برگشت که با حضور پرشمار هواداران تیم ملی در ورزشگاه آریامهر برگزار شد، پرویز قلیچ‌خانی توانست در سی دقیقهٔ نخست بازی دو گل از سه گل خورده را جبران کند اما ایران در مدت باقی‌مانده از بازی نتوانست به گل سوم برسد و با وجود برتری ۲–۰ و حمایت پرشور هواداران تیم ملی، ایران از حضور در جام جهانی بازماند. به دنبال این رویداد، مربی پیشین منچستر یونایتد، فرانک اوفارل ایرلندی جای محمد رنجبر را به عنوان سرمربی تیم ملی گرفت.

عکس گروهی بازیکنان و مربیان تیم ملی، پس از قهرمانی در بازی‌های آسیایی ۱۹۷۴ در تهران، منتشرشده در هفته‌نامهٔ کیهان ورزشی

در شهریور ۱۳۵۳ ایران که میزبان بازی‌های آسیایی ۱۹۷۴ بود، سرانجام موفق شد مدال طلای بازی‌های آسیایی را از آن خود کند و برای نخستین بار فوتبال ایران قهرمان بازی‌های آسیایی شد. تیم ملی در این رقابت‌ها تمامی بازی‌هایش را با برد پشت سر گذاشت و یکی از درخشان‌ترین حضورهای بین‌المللی فوتبال ایران رقم خورد. دیدار فینال این بازی‌ها در ۲۵ شهریور ۱۳۵۳ در حضور ۱۰۰٬۰۰۰ تماشاگر که در آن زمان رکوردی در آسیا محسوب می‌شد در ورزشگاه آریامهر برگزار شد. این بازی با خشونت و درگیری‌های فراوانی همراه بود و در نهایت با گل به خودی ایتسهاک شوم، هافبک اسرائیل که با دخالت و سماجت محمدرضا عادل‌خانی مهاجم تیم ملی در دقیقه ۷۶ به ثمر رسید، ۱–۰ به سود تیم ملی ایران پایان یافت. این بازی آخرین بازی ایران و اسرائیل نیز بود چرا که پس از آن اسرائیل از کنفدراسیون فوتبال آسیا کنار گذاشته شد و ایران دیگر هیچگاه با اسرائیل روبرو نشد.
در مرداد ۱۳۵۴ ایران در بازی‌های مقدماتی المپیک ۱۹۷۶ مونترال شرکت کرد و موفق شد به عنوان سرگروه گروه یک منطقه آسیا به مسابقات المپیک پای نهد. ایران در این بازی‌ها برای نخستین بار با تیم ملی عربستان سعودی رویاروی و موفق شد آن تیم را ۳–۰ مغلوب کند. این نخستین رویارویی ایران با عربستان سعودی بود و این تیم بعدها به رقیبی مهم برای فوتبال ملی ایران بدل و سدی در برابر قهرمانی‌های تیم ملی شد. همچنین این بازی‌ها آخرین دوره مربی‌گری فرانک اوفارل برای تیم ملی بود و پس از آن وی جای خود را به حشمت مهاجرانی داد. در این سال‌ها فوتبال ایران قدرتمندترین تیم آسیا محسوب می‌شد و تیم ملی تنها برای بازی‌های رسمی و مقدماتی به مصاف رقبای آسیایی می‌رفت و اگر تا سال‌های پایانی دههٔ ۱۳۴۰ ایران بازی‌های دوستانه‌اش را برابر تیم‌های آسیایی همچون پاکستان، کویت و عراق انجام می‌داد، در سال‌های میانی دههٔ ۱۳۵۰ تیم‌های اروپایی همچون مجارستان، چکسلواکی و رومانی جای رقبای آسیایی را گرفته بودند یا ایران به بازی‌هایی همچون جام استقلال برزیل، جشنواره فوتبال پاری سن ژرمن و جام ۷۵امین سالگرد تأسیس رئال مادرید دعوت می‌شد و هرجا که حضور نماینده آسیا الزامی بود تیم ملی ایران حاضر می‌شد.
در خرداد ۱۳۵۵، ایران به عنوان میزبان و مدافع عنوان قهرمانی بدون حضور در بازی‌های مقدماتی در جام ملت‌های آسیا ۱۹۷۶ حاضر و به سادگی قهرمان این بازی‌ها شد. تیم ملی در چهار بازی که در این جام برگزار کرد چهار پیروزی به دست آورد و سیزده گل به ثمر رساند ولی حتی یک گل هم دریافت نکرد. بدین ترتیب ایران در سه دوره پیاپی جام ملت‌ها قهرمان شد و تمامی بازی‌هایش را پیروزی پشت سر گذاشت. با وجود این نتایج نسبتاً خوب تماشاگران در دیدار نهایی تیم ملی را هو کردند و بسیاری از آنان در هنگام مراسم اهدای جام قهرمانی به تیم ملی، ورزشگاه را ترک کرده بودند. بازی نسبتاً دفاعی تیم ملی و حملات بی‌هدف و بی‌نتیجه از دلائل اصلی این برخورد خشماگین تماشاگران بود. تیم ملی حتی پس از ده نفره شدن کویت، دیگر تیم حاضر در دیدار نهایی، در نیمه دوم هم حملات جدی‌ای انجام نداد و به دفاع از تک گلش پرداخت. بازیکنان ایران نیز در هنگام مراسم اهدای جام با پیراهن تیم کویت در زمین حاضر شدند.
در تیر ۱۳۵۵، ایران به بازی‌های المپیک پای گذارد، و با وجود شکست در مقابل لهستان کوبا را با تک گل غلامحسین مظلومی با نتیجهٔ ۰–۱ شکست داد و به مرحله یک چهارم نهایی صعود کرد. در این مرحله ایران به مصاف تیم ملی شوروی رفت و بازی را با نتیجه ۱–۲ واگذار کرد. تیم شوروی به شکل غیرقانونی از یک بازیکن که در بازی قبلی اخراج شده بود استفاده کرد اما برگزارکنندگان مسابقات به اعتراض‌های فراوان مسئولان ایرانی به ویژه حسین صدقیانی سرپرست تیم ملی وقعی ننهادند و ایران از دور رقابت‌ها خارج شد. تا به امروز این آخرین حضور ایران در بازی‌های المپیک است.

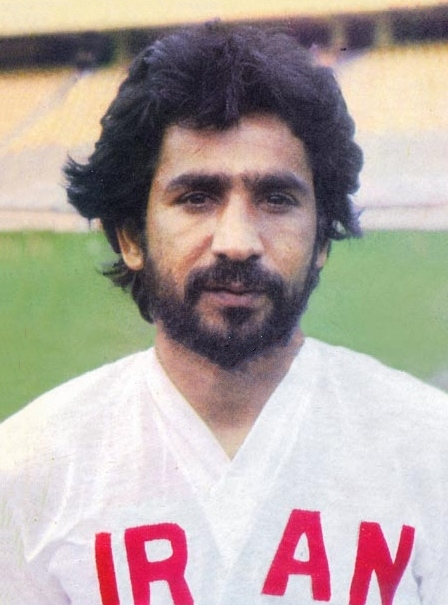
ایرج دانایی‌فرد، زنندهٔ نخستین گل تاریخ ایران در جام جهانی فوتبال

در دی ۱۳۵۵، ایران کارزار مقدماتی جام جهانی ۱۹۷۸ آرژانتین را آغاز کرد و در مرحلهٔ نخست در گروه سه رقابت‌ها با عربستان سعودی، سوریه و عراق همگروه شد و موفق شد به عنوان صدرنشین پای به مرحله نهایی بازی‌ها بگذارد. مرحله نهایی با حضور پنج تیم ایران، استرالیا، کره جنوبی، کویت و هنگ کنگ به صورت رفت و برگشت انجام شد و در نهایت ایران با کسب شش پیروزی و دو تساوی به عنوان صدرنشین بازی‌ها به عنوان نماینده حوزه آسیا-اقیانوسیه انتخاب شد و برای نخستین بار پای به بازی‌های جام جهانی نهاد. بازی رفت ایران و استرالیا که در مرداد ۱۳۵۶ در ملبورن برگزار شد و با تک گل حسن روشن و پیروزی ۰–۱ ایران پایان یافت از بهترین نتایج تیم ملی محسوب می‌شود چرا که ایران توانست انتقام شکست سنگین چهار سال قبل را از استرالیا بگیرد. در میان بازیکنان ایران در آن بازی حسین کازرانی مدافع تیم ملی نقش بسزایی در بسته نگه داشتن دروازه ایران داشت و ایران یکی از باارزش‌ترین پیروزی‌های تاریخ خود را به دست آورد.
تیم ملی در اردیبهشت ۱۳۵۷ در چارچوب بازی‌های جام ملت‌های آفریقا-آسیا در تهران به مصاف غنا قهرمان قاره آفریقا رفت و بازی را با نتیجه ۳–۰ برد. بازی برگشت که قرار بود پس از برگزاری جام جهانی برگزار شود به دلیل شعله‌ور شدن وقایع انقلاب ۱۳۵۷ لغو شد و تکلیف قهرمان مشخص نشد. این بازی نخستین دیدار ایران با نماینده‌ای از کنفدراسیون فوتبال آفریقا بود.
در خرداد ۱۳۵۷، ایران، برای نخستین بار به مرحلهٔ نهایی جام جهانی فوتبال حضور پیدا کرد و در گروه ۴ این رقابت‌ها با تیم‌های هلند، اسکاتلند و پرو همگروه شد. ایران با دو شکست سنگین برابر هلند و پرو و یک تساوی ۱–۱ برابر اسکاتلند به کار خود در جام جهانی پایان داد. ایرج دانایی‌فرد در بازی ایران و اسکاتلند گل تیم ملی را به ثمر رساند و نام وی به عنوان نخستین ایرانی که موفق به گل‌زنی در جام جهانی شده ثبت شد. دیگر گل ایران در آن رقابت‌ها را هم حسن روشن به ثمر رساند. بعدها مهاجرانی، سرمربی تیم ملی و هوشنگ دیده‌بان، دبیر فدراسیون فوتبال، گفتند ران گیرین‌وود سرمربی وقت تیم ملی انگلستان که تیمش از حضور در جام جهانی بازمانده بود به آرژانتین و محل اردوی ایران سفر کرد و به مربیان تیم ایران مشاوره فنی داد تا نگذارد اسکاتلند در مقابل ایران برنده شود. آخرین بازی ایران پیش از انقلاب ۱۳۵۷، یک بازی دوستانه برابر شوروی بود که در شهریور ۱۳۵۷ در تهران برگزار شد و با نتیجه ۰–۱ به سود شوروی به پایان رسید. تیم ملی در بازی‌های آسیایی ۱۹۷۸ که در آذر ۱۳۵۷ برگزار شد به دلیل همزمانی این بازی‌ها با وقایع انقلاب ۱۳۵۷ شرکت نکرد و پرونده تیم ملی ایران در سال‌های پیش از انقلاب بسته شد.

### ۱۳۶۸–۱۳۵۷: دوران سکون و انزوا

علی پروین کاپیتان تیم ملی با پرچم شیر و خورشید نشان در بازی‌های مقدماتی المپیک ۱۹۸۰ در سنگاپور، اسفند ۱۳۵۸

انقلاب ۱۳۵۷ ایران ضربهٔ شدیدی به فوتبال ملی و باشگاهی ایران زد. در نخستین گام و در بحبوحهٔ حوادث انقلاب ۱۳۵۷، مسابقات جام تخت جمشید که لیگ سراسری ایران بود، در فصل ۱۳۵۷، نیمه‌کاره رها شد و پس از آن نیز دیگر پیگیری نشد. کامبیز آتابای رئیس فدراسیون فوتبال و کنفدراسیون فوتبال آسیا نیز ایران را ترک کرد و ناصر نوآموز جای وی را به عنوان رئیس فدراسیون فوتبال گرفت. وی نخستین رئیس انتخابی فدراسیون فوتبال بود.
با این شرایط نوین، برگزاری لیگ سراسری و حضور در مسابقات بین‌المللی در اولویت نبودند و تا اسفند ۱۳۵۸، تیم ملی هیچ بازی‌ای نداشت و تنها در آن زمان با سرمربی‌گری حسن حبیبی در مسابقات مقدماتی المپیک ۱۹۸۰ مسکو شرکت کرد. در حالی که هیچ بازی دوستانه و اردوی تدارکاتی در برنامهٔ تیم ملی نبود و ایران، شماری از بازیکنان اصلی‌اش که استخوان‌بندی تیم ملی فوتبال در جام جهانی ۱۹۷۸ را تشکیل می‌دادند نیز در اختیار نداشت، تیم ملی توانست از سد رقبای خود همچون چین، سنگاپور، کره شمالی و هند بگذرد و به بازی‌های المپیک راه یابد. تیم ملی پیش از اعزام به سنگاپور برای شرکت در بازی‌های مقدماتی المپیک، یک اردوی تدارکاتی در بوشهر برگزار کرد اما انجمن انقلاب اسلامی بوشهر، برگزاری این اردو را «خیانت به امت» دانست و باعث تعطیلی این اردو شد. حسن حبیبی سرمربی تیم ملی بعدها در این مورد گفت: «برخی آمدند شعارهایی دادند و جو را به هم ریختند. دیدم خطرناک است. تیم را برداشتم و آمدم شیراز. با این وضعیت به المپیک مسکو صعود کردیم اما دولت تحریم کرد و نرفتیم.» سپس به دلایل غیر ورزشی ایران المپیک را تحریم کرد. این صعود تا به امروز آخرین صعود فوتبال ایران به بازی‌های المپیک می‌باشد.
در ۱۳۵۹، ایران به عنوان مدافع عنوان قهرمانی در جام ملت‌های آسیا ۱۹۸۰ شرکت کرد. ایران در ابتدا قصد تحریم بازی‌ها را داشت اما در پایان، به دلیل الزامات فیفا و کنفدراسیون فوتبال آسیا در مسابقات شرکت کرد. ایران باز هم بدون برگزاری اردوی تدارکاتی درخور و تنها با انجام دو بازی دوستانه در برابر تیم امارات متحده عربی راهی کویت شد. این دورهٔ جام ملت‌های آسیا، همزمان شد با حملهٔ عراق به ایران و آغاز جنگ ایران و عراق. این رویداد، بر روحیهٔ بازیکنان اثر منفی گذاشت، میزبانی بد کویت نیز شرایط را برای تیم ملی سخت‌تر کرد و بازیکنان حتی قصد ترک مسابقات را داشتند اما در نهایت، ایران به بازی‌ها ادامه داد ولی موفق به کسب عنوانی بهتر از سومی نشد. ایران برای نخستین بار در این دوره از بازی‌های جام ملت‌های آسیا مساوی کرد یا شکست خورد و رشته پیروزی‌های پیاپی تیم ملی در جام ملت‌های آسیا گسسته شد. جنگ ایران و عراق، افزون بر صدماتی که به ساختار کلی ایران زد، به فوتبال این کشور نیز آسیب شدیدی زد. استان خوزستان که یکی از قطب‌های اصلی فوتبال ایران بود و همواره بازیکنان فراوانی به تیم ملی ایران تحویل داده بود، صحنهٔ اصلی این جنگ شد، زیرساخت‌های ورزشی خود را از دست داد و بسیاری از جوانان و فوتبالیست‌های خوزستانی با عنوان جنگ‌زده، آوارهٔ استان‌های دیگر شدند.
تیم ملی پس از جام ملت‌های ۱۹۸۰ به مدت هفده ماه فعالیتی نداشت و به‌طور کامل تعطیل شد تا بهمن ۱۳۶۰ که در مسابقات دوستانهٔ جام قائد اعظم پاکستان شرکت کرد. در این فاصله، مصطفی داوودی رئیس وقت سازمان تربیت بدنی با طرحی به نام ۲۷ ساله‌ها و در ادامهٔ آن، ۳۷ ساله‌ها، حضور بازیکنان بالای ۲۷ سال و مربیان بالای ۳۷ سال را در تیم ملی ممنوع اعلام کرد. هدف از این طرح جوانگرایی تیم ملی اعلام شد اما بعدها برخی هدف آن را حذف کردن ورزشکارانی دانستند که در رقابت‌های پیش از انقلاب و به ویژه جام تخت جمشید چهره شده بودند. این طرح، ضربهٔ سنگینی به فوتبال ایران زد و باعث شد تا تیم ملی برای سال‌ها نتواند مقامی در سطح آسیا کسب کند. در این هنگام، تیم ملی در بازی‌های مقدماتی جام جهانی ۱۹۸۲ شرکت نکرد و ایران جام جهانی ۱۹۸۲ را تحریم کرد. این در حالی بود که برای نخستین بار، شمار تیم‌های حاضر در جام جهانی از شانزده تیم به ۲۴ تیم افزایش یافته بود و سهمیهٔ آسیا-اقیانوسیه نیز از یک تیم به دو تیم رسیده بود؛ به این ترتیب، تیم ملی شانس یک حضور نسبتاً آسان در جام جهانی را از دست داد و کویت و نیوزیلند (هر دو برای نخستین مرتبه) به عنوان نمایندگان آسیا-اقیانوسیه در بازی‌های جام جهانی شرکت کردند.

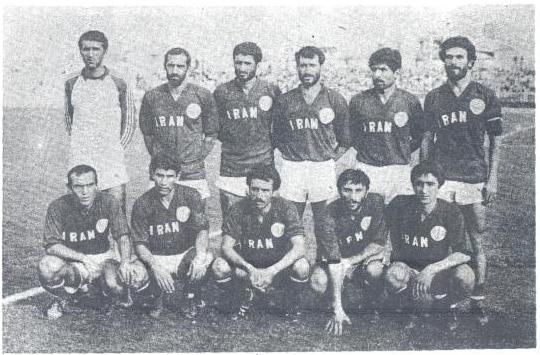
تیم ملی در بازی‌های آسیایی ۱۹۸۲

در آبان ۱۳۶۱، تیم ملی در بازی‌های آسیایی ۱۹۸۲ دهلی‌نو با سرمربی‌گری جلال چراغ‌پور ۳۲ ساله شرکت کرد. تیم ایران که به دلیل طرح ۲۷ ساله‌ها، بهترین بازیکنانش را در اختیار نداشت با شماری بازیکن جوان و کم تجربه از گروهش به عنوان تیم دوم صعود کرد و در مرحلهٔ یک چهارم پایانی مغلوب تیم کویت شد و از گردونهٔ رقابت‌ها، خیلی زود کنار رفت. تیمی که ایران به این بازی‌های فرستاده بود، با وجود طرح ۲۷ ساله‌ها، تعدادی بازیکن بالای ۲۷ سال همچون محمود حقیقیان، مهدی دینورزاده و محمد مایلی‌کهن داشت که به دلیل آنچه که «مکتبی بودن» نامیده شد از طرح ۲۷ ساله‌ها معاف شده بودند. درگیری شماری از بازیکنان تیم ملی با داور هندی مسابقه یک چهارم نهایی ایران و کویت از حواشی بزرگ تیم ملی در آن بازی‌ها بود. مایلی‌کهن در اعتراض به اعلام خطایی که منجر به گل کویت شد، به داور سیلی زد و به همراه شمار دیگری از بازیکنان تیم ملی توسط کنفدراسیون فوتبال آسیا محروم شد. وی در این باره گفت «داور با انقلاب اسلامی دشمنی داشته» و او به عنوان مدافع انقلاب، این کار را انجام داده است.
پس از بازی‌های آسیایی ۱۹۸۲، تیم ملی باز هم تعطیل شد و تا تیر ۱۳۶۳، هیچ بازی دیگری برگزار نکرد. بازی‌های مقدماتی المپیک ۱۹۸۴ لس آنجلس در تابستان ۱۳۶۲ آغاز شدند اما ایران به دلیل آنچه که «دخالت آمریکا در منطقه، حمایت آمریکا از رژیم اشغال‌گر قدس و جنایت‌های آمریکا در آمریکای لاتین به ویژه السالوادور» نامیده بود، بازی‌های المپیک را تحریم کرد و ایران این بار حتی در دور مقدماتی نیز شرکت نکرد.
در تابستان ۱۳۶۳، تیم ملی با سرمربی‌گری محمود یاوری، پس از ۲۴ سال در مرحلهٔ مقدماتی جام ملت‌های آسیا ۱۹۸۴ شرکت کرد و توانست با چیرگی بر رقبایش، پا به مرحلهٔ نهایی رقابت‌ها بگذارد. پس از صعود ایران به مرحلهٔ نهایی، یاوری از مربی‌گری تیم ملی کنار کشید و نصرالله سجادی رئیس جدید فدراسیون فوتبال ناصر ابراهیمی را جایگزین وی کرد و ایران بدون برگزاری بازی دوستانه، مستقیماً پای به مرحلهٔ نهایی رقابت‌ها گذاشت. ایران در حالی که در گروه آسانی قرار گرفته بود، توانست به راحتی به مرحلهٔ نیمه‌نهایی راه بابد؛ در بازی نیمه‌نهایی در حالی که تا دقیقهٔ ۹۰ با یک گل از عربستان پیش بود، با گل به خودی شاهین بیانی بازی به تساوی کشیده شد و در وقت‌های اضافه نیز هیچ‌یک از دو تیم موفق به گلزنی نشدند و ایران در ضربات پنالتی باخت و از حضور در فینال بازماند. ایران در بازی رده‌بندی نیز در ضربات پنالتی به کویت باخت و تیم ملی جام را در مقام چهارمی به پایان رساند.
ایران در بهار ۱۳۶۴، باید در مرحلهٔ مقدماتی جام جهانی ۱۹۸۶ شرکت می‌کرد. اما فیفا دو کشور ایران و عراق را به دلیل درگیر بودن در جنگ، امن تشخیص نداد و هر دو کشور را ملزم به میزبانی در کشور دیگری کرد. مسئولان فدراسیون فوتبال ایران و در رأس آن‌ها، نصرالله سجادی، رئیس وقت فدراسیون فوتبال، این شرط را نپذیرفتند و ایران در رقابت‌های مقدماتی جام جهانی شرکت نکرد. در سوی دیگر، عراق با پذیرفتن شرط فیفا بازی‌هایش را در قطر انجام داد و موفق شد به جام جهانی نیز راه یابد. بدین ترتیب، ایران یک بار دیگر شانس حضور در جام جهانی را از دست داد.
تیم ملی در مهر ۱۳۶۵ در بازی‌های آسیایی ۱۹۸۶ سئول شرکت کرد. در این زمان، پرویز دهداری برای دومین بار به عنوان سرمربی تیم ملی انتخاب شده بود و تیم ایران با مربی‌گری وی، توانست با پیروزی بر ژاپن، نپال و بنگلادش و تنها شکست در برابر کویت، به عنوان تیم دوم از گروه خود، صعود کند و در مرحلهٔ یک چهارم پایانی در برابر کره جنوبی میزبان قرار گرفت. این بازی پس از ۱۲۰ دقیقه وقت‌های اصلی و اضافی با نتیجه ۱–۱ مساوی به پایان رسید و کار تیم ملی یک بار دیگر برای صعود به مرحله بعد یک تورنمنت بین‌المللی به ضربات پنالتی کشید. ایران باز هم در این مرحله مغلوب شد و از صعود به نیمه نهایی بازماند. یکی از مهم‌ترین حواشی تاریخ تیم ملی در هنگام برگزاری این بازی‌ها رخ داد، جایی که پانزده بازیکن ایران (محمد پنجعلی، شاهرخ بیانی، شاهین بیانی، حمید درخشان، ناصر محمدخانی، مرتضی فنونی‌زاده، عبدالعلی چنگیز، ضیا عربشاهی، اصغر حاجیلو، سید مهدی ابطحی، مرتضی یکه، فرشاد پیوس، غلامرضا فتح‌آبادی، سیروس قایقران و احمد سجادی) به دلیل اختلاف با سرمربی و مسئولان تیم ملی با نوشتن نامه‌ای از حضور در تیم ملی استعفا دادند. در هنگام بازگشت تیم ملی به ایران فدراسیون فوتبال با حمایت از سرمربی تیم ملی و همکارانش از جمله رضا وطن‌خواه، دستیار دهداری، تعدادی از این پانزده نفر را محروم کرد اما در سال‌های بعد یازده تن از این بازیکنان مجدداً به تیم ملی دعوت شدند. در زمستان همان سال تیم ملی در رقابت‌های مقدماتی المپیک ۱۹۸۸ سئول شرکت کرد. ایران که در مرحله اول با کویت و یمن شمالی همگروه شده بود با انصراف یمن شمالی دو بازی رفت و برگشت با کویت انجام داد و در حالی که بازی رفت ۲–۱ برده بود با شکست ۰–۱ در بازی برگشت با توجه به قانون گل زده در خانه حریف در همان گام نخست حذف شد.
جام ملت‌های آسیا ۱۹۸۸ مسابقات بعدی بود که تیم ملی در آن‌ها شرکت کرد. ایران که تعدادی از بهترین بازیکنانش را به دلیل محرومیت حاصل از استعفای دسته‌جمعی با خود به همراه نداشت، با ترکیبی جوان پای به رقابت‌ها گذاشت و با این وجود نتایج نسبتاً خوبی در مرحله مقدماتی و گروهی کسب کرد و به عنوان تیم دوم گروه خود، به مرحلهٔ نیمه‌نهایی رسید. ایران در بازی آخر مرحلهٔ گروهی، تن به یک باخت مصلحتی در برابر کره‌جنوبی داد تا در مرحلهٔ نیمه‌نهایی به سد عربستان نخورد اما محاسبات مربیان تیم ملی اشتباه از آب درآمد و تیم ملی به هر حال در نیمه‌نهایی در مقابل عربستان سعودی تیم اول گروه دو قرار گرفت که بازی این مرحله با شکست ایران همراه بود. تیم ملی توسط مرتضی کرمانی‌مقدم یک بار دروازه عربستان را باز کرد و این گل به گفتهٔ شماری از کارشناسان داوری، صحیح بود اما داور انگلیسی بازی آن را مردود اعلام کرد. در بازی رده‌بندی، ایران به دیدار چین رفت و باز هم تیم ملی در ضربات پنالتی مغلوب شد و یک بار دیگر ایران به عنوان چهارمی جام ملت‌های آسیا بسنده کرد. یک ماه پس از این بازی‌ها تیم ملی در یک دیدار دوستانه در تهران به مصاف ژاپن رفت و بازی با نتیجهٔ ۲–۲ پایان یافت. دهداری سرمربی تیم ملی در این بازی که نخستین بازی تیم ملی در ورزشگاه آزادی در سه سال اخیر بود از سوی تماشاگران هو شد و وی اندکی بعد، از سمتش استعفا داد و در آستانهٔ بازی‌های مقدماتی جام جهانی ۱۹۹۰ ایتالیا، رضا وطن‌خواه به عنوان سرمربی موقت تیم ملی، برگزیده شد.
تیم ملی در اسفند ۱۳۶۷، پس از دو دوره غیبت پای به کارزار مقدماتی جام جهانی ۱۹۹۰ ایتالیا گذاشت و در حالی که در گروه E آسیا با تیم‌های تایلند، بنگلادش و چین همگروه شده بود، بدون برگزاری بازی تدارکاتی و با مربی‌ای که تا چندی پیش دستیار سرمربی تیم ملی بود به مصاف رقبا رفت و با وجود نتایج نسبتاً خوب و پیروزی در بازی‌های رفت و برگشت برابر تایلند و بنگلادش، بازی رفت در شن‌یانگ را با نتیجه ۰–۲ به چین واگذار کرد و با وجود پیروزی ۳–۲ در بازی برگشت در تهران با چین هم امتیاز شد و تنها به دلیل تفاضل گل کمتر در رده دوم قرار گرفت و از راه‌یابی به مرحله بعد بازماند و غیبت ایران در جام جهانی به دوازده سال رسید. در فاصله دور رفت و برگشت بازی‌ها مهدی مناجاتی به عنوان سرمربی تیم ملی برگزیده شد اما در پی عدم موفقیت در صعود به جام جهانی اندکی بعد وی نیز جای خود را به علی پروین داد. رئیس فدراسیون فوتبال، محمد پهلوان، نیز از کار خود برکنار شد و ناصر نوآموز برای دومین بار به عنوان رئیس فدراسیون برگزیده شد.

### ۱۳۷۵–۱۳۶۸: دوران بازسازی

تیم ملی پیش از یک دیدار دوستانهٔ غیررسمی در اسفند ۱۳۶۸

جام صلح و دوستی که در آبان ۱۳۶۸ و در کویت برگزار شد، نخستین تجربهٔ سرمربی‌گری علی پروین برای تیم ملی ایران بود. مهم‌ترین بازی ایران در آن مسابقات، در مرحلهٔ گروهی و برابر عراق برگزار شد. دو کشور که سال‌ها درگیر جنگ بودند و طی این جنگ از رویارویی با یکدیگر نیز سر باز زده بودند، در این مسابقات دوستانه برای نخستین بار، پس از سیزده سال با یکدیگر بازی کردند و به نتیجه‌ای بهتر از ۰–۰ دست نیافتند.
تیم ملی در شهریور ۱۳۶۹ پای به بازی‌های آسیایی ۱۹۹۰ در پکن گذاشت و در مرحلهٔ گروهی با کره‌شمالی و مالزی همگروه شد. ایران توانست به آسانی با دو برد از گروهش صعود کند و در مرحله یک چهارم پایانی ژاپن را نیز مغلوب کرد و در مرحله نیمه‌نهایی حریف تیم کره‌جنوبی شد. دیدار با کره که چند ماه پیش به عنوان نماینده آسیا در جام جهانی ۱۹۹۰ شرکت کرده بود تبدیل به دیداری حساس و نفس‌گیر شد که ایران در پایان تنها در وقت‌های اضافه بر روی فرار و ضربه فنی سیروس قایقران موفق شد با نتیجه ۰–۱ کره‌جنوبی را مغلوب کند و پای به دیدار نهایی بگذارد. در دیدار فینال ایران باز هم در مقابل کره شمالی صف‌آرایی کرد و در حالی که تیم کره‌شمالی از دقیقه ۶۵ به دنبال اخراج یک بازیکنش ده نفره شد بود، ایران نتوانست دروازه رقیب را باز کند و پس از ۱۲۰ دقیقه بازی در وقت‌های اصلی و اضافه دو تیم به نتیجه‌ای بهتر از ۰–۰ دست نیافتند و کار به ضربات پنالتی کشید. برای ایران سیروس قایقران، محمد انصاری‌فرد، علی افتخاری و مجید نامجومطلق ضربات‌شان را گل کردند. به این ترتیب، ایران، پس از شانزده سال دوباره قهرمان بازی‌های آسیایی شد. احمدرضا عابدزاده با مهار دو پنالتی از سه پنالتی بازیکنان تیم کره‌شمالی در پیروزی و قهرمانی تیم ملی نقش تعیین‌کننده‌ای داشت. این قهرمانی، نخستین قهرمانی ایران پس از انقلاب ۱۳۵۷ نیز بود.
در مهر ۱۳۷۰، تیم ایران برای تعیین قهرمان جام ملت‌های آفریقا-آسیا به عنوان قهرمان آسیا به مصاف الجزایر قهرمان آفریقا رفت و با وجود برتری ۲–۱ در تهران در بازی رفت در بازی برگشت در الجزیره ۰–۱ باخت و با توجه به قانون گل زده در خانهٔ حریف، این عنوان را به حریف آفریقایی تقدیم کرد. در بهار ۱۳۷۱ تیم ملی یک راه‌یابی آسان را به جام ملت‌های آسیا ۱۹۹۲ تجربه کرد. تیم ملی بر پایهٔ همان ترکیب قهرمان بازی‌های آسیایی برای جام ملت‌ها بسته شد اما در جریان بازی‌ها مشخص شد که تیم ایران بسیار ضعیف و ناآماده بود و با یک برد و تساوی به ترتیب برابر کره‌شمالی و امارات متحده عربی، تکلیف ایران برای صعود به بازی آخر، برابر ژاپن میزبان کشیده شد. ایران در آن بازی با روحیه‌ای متزلزل پدیدار شد و در دقیقهٔ ۵۵ بازی با اخراج جمشید شاه‌محمدی ده نفره نیز شد و در پایان، در دقیقهٔ ۸۷ با اشتباه احمدرضا عابدزاده مقاومت ایران در هم شکست. ژاپن بازی را ۰–۱ برد و به همراه امارات از گروه، بالا رفت و ایران در همان مرحلهٔ گروهی، حذف شد و یکی از تلخ‌ترین نتایج فوتبال ملی ایران، رقم خورد. داور بازی، پس از گل ژاپن، فرشاد پیوس، مجتبی محرمی و نادر محمدخانی را نیز اخراج کرد. این عملکرد تا به امروز بدترین عملکرد ایران در ادوار جام ملت‌های آسیا می‌باشد.
در خرداد ۱۳۷۲، ایران پس از نوزده سال بار دیگر در جام اکو شرکت کرد. این دوره از بازی‌ها که به میزبانی ایران نیز برگزار شد، با قهرمانی تیم ملی پایان یافت. ایران در این بازی‌ها برای نخستین بار با تیم‌های ملی کشورهای تازه استقلال یافتهٔ ترکمنستان و تاجیکستان بازی کرد. یک هفته پس از دیدار نهایی جام اکو ایران وارد کارزار مقدماتی جام جهانی ۱۹۹۴ آمریکا شد. ایران در مرحلهٔ نخست با تیم‌های میانمار، تایوان، سوریه و عمان همگروه شده بود. بازی‌ها به صورت رفت و برگشتی متمرکز در ایران و سوریه برگزار شدند و ایران توانست با سه پیروزی و سه تساوی و با نه امتیاز به عنوان تیم صدرنشین گروه، صعود کند. این در حالی بود که سوریه نیز همین نتایج را کسب کرده بود و ایران تنها با تفاضل گل بهتر توانست صدرنشین گروه شود. ایران در این بازی‌ها، شماری از بازیکنانش را که در جام ملت‌ها محروم شده بودند به همراه نداشت و عابدزاده دروازه‌بان تیم ملی نیز در جریان بازی رفت با تایوان مصدوم شد. علی دایی در آن بازی‌ها برای نخستین بار برای تیم ملی گلزنی کرد. او بعدها بارها برای تیم ملی گل زد و حتی عنوان آقای گل جهان را نیز از آن خود کرد. پس از این بازی‌ها و در مرداد همان سال، محمد صفی‌زاده جای ناصر نوآموز را که استعفا داده بود، به عنوان رئیس جدید فدراسیون فوتبال قرار گرفت. سپس در بازی‌های مرحلهٔ دوم و نهایی که در مهر ۱۳۷۳ و به میزبانی دوحه برگزار شد، تیم ملی در شرایطی به مصاف رقبا رفت که شایعه شده بود حتی در صورت بالا رفتن تیم ملی، ایران بازی‌ها را تحریم خواهد کرد و تیمی به آمریکا نخواهد فرستاد. اما ایران در این بازی‌ها بسیار ضعیف ظاهر شد و خط دفاع و دروازه‌بان ایران به شکل ویژه و غیرمنتظره‌ای ضعیف بودند به گونه‌ای که حتی شایع شده بود ایران از عمد بازی‌هایش را می‌بازد تا به جام جهانی نرود. دو شکست سنگین ۰–۳ برابر کره‌جنوبی و ۳–۴ برابر عربستان از سنگین‌ترین شکست‌های تیم ملی در دههٔ ۱۳۷۰ بودند. ایران پس از شکست ۱–۴ برابر پرو در جام جهانی ۱۹۷۸ تا به آن زمان در هیچ بازی و حریفی چهار گل نخورده بود. پس از این بازی‌ها، علی پروین از پست سرمربی‌گری تیم ملی برکنار شد و حتی ورودش به ورزشگاه‌ها نیز ممنوع اعلام شد.
پس از بازی‌های مقدماتی جام جهانی ۱۹۹۴، تیم ملی به مدت یک سال سرمربی نداشت تا آنکه در مهر ۱۳۷۳ و برای حضور در بازی‌های آسیایی ۱۹۹۴ هیروشیما، استانکو پوکله‌پوویچ به عنوان سرمربی جدید تیم ملی منصوب شد؛ بنابراین، ایران پس از نوزده سال یک بار دیگر دارای یک مربی خارجی شد. تیم ملی که بدون برگزاری اردوی تدارکاتی و بازی دوستانه پای به بازی‌های آسیایی گذاشته بود، نتایج بسیار ضعیفی کسب کرد و در سه بازی نخست خود، هیچ بردی به دست نیاورد و تنها یک گل زد. بدین ترتیب، پیروزی ۰–۴ ایران در بازی پایانی برابر یمن بسیار دیر و بی‌فایده بود و ایران در همان مرحلهٔ گروهی، حذف شد. پس از این حذف سرمربی تیم ملی از کار خود برکنار شد. امیر عابدینی که از فروردین همان سال به عنوان رئیس جدید فدراسیون فوتبال برگزیده شده بود نیز از سمت خود استعفا کرد و تیم ملی ایران به مدت یک سال و نیم، تا اردیبهشت ۱۳۷۵ بدون سرمربی و بازی دوستانه، عملاً برای چهارمین بار پس از انقلاب ۱۳۵۷، تعطیل شد.

### ۱۳۹۰–۱۳۷۵: بازگشت به صحنه بین‌المللی

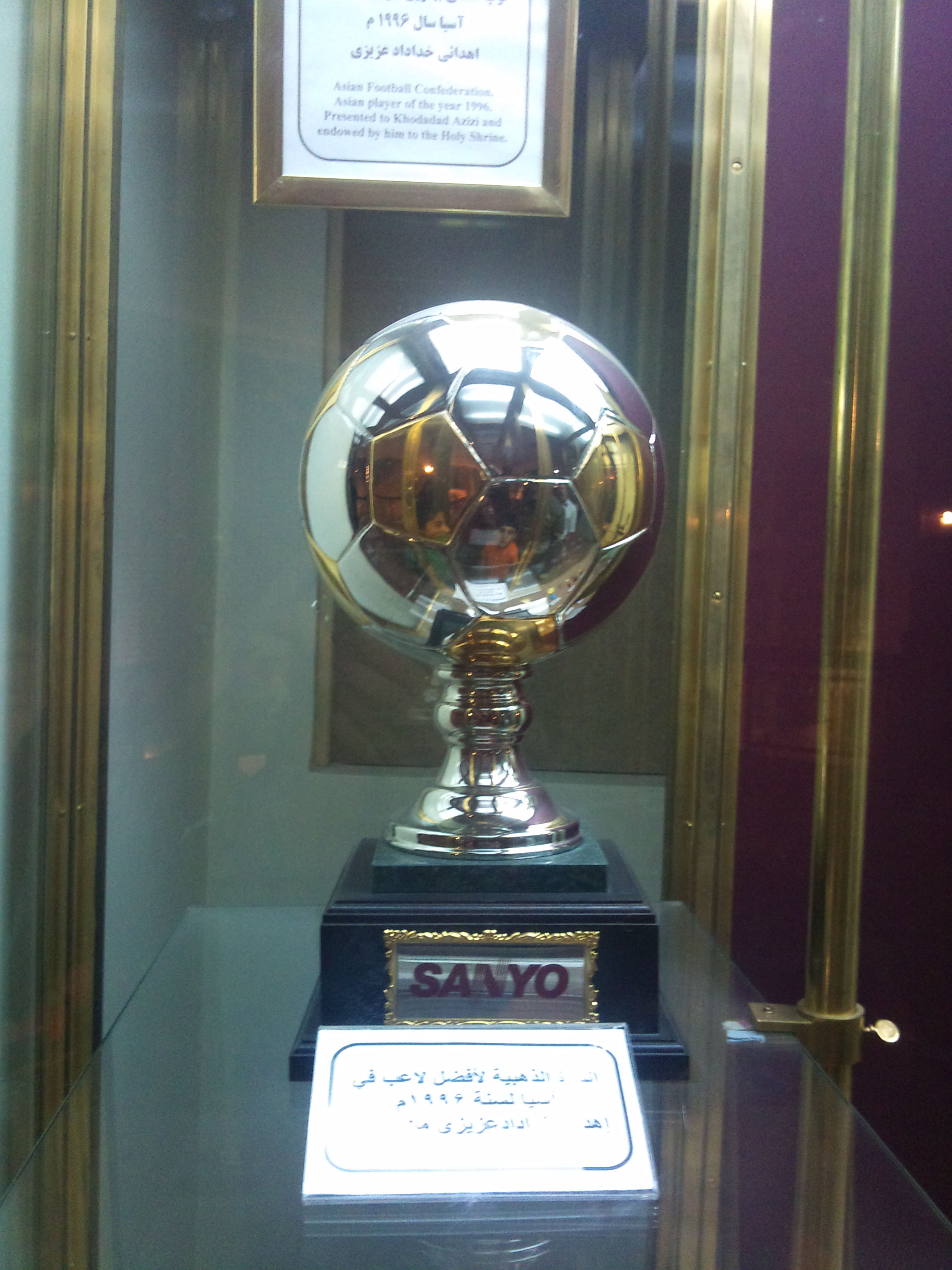
خداداد عزیزی در سال ۱۹۹۶، عنوان بازیکن فوتبال سال آسیا را گرفت تا برای نخستین بار، یک فوتبالیست ایرانی این عنوان را از آن خود کند و برندهٔ توپ طلای آسیا شود.

محمد مایلی‌کهن در ۷ اردیبهشت ۱۳۷۵ به عنوان سرمربی جدید تیم ملی انتخاب شد. وی در حالی به این سمت برگزیده شد که تا پیش از آن، تجربهٔ سرمربی‌گری در فوتبال را نداشت و تنها کمک‌مربی فوتبال بود. در همان زمان نام‌های معتبرتری همچون فیروز کریمی، ناصر حجازی و اتو فیستر برای این پست نیز مطرح شده بودند اما در پایان، مایلی‌کهن برگزیده شد و انتخاب او، انتخاب موفقی نشان داد. وی با تغییر در ترکیب ایران و دعوت از بازیکنان جوان، باعث شد تا ایران بازی‌های مقدماتی جام ملت‌های ۱۹۹۶ را که در خرداد ۱۳۷۵ برگزار شد با موفقیت پشت سر گذاشت و به جام ملت‌ها صعود کرد. ایران در بازی‌های تدارکاتی نتایج پر نوسانی گرفت و با وجود پیروزی برابر تیم مدعی کویت با لبنان مساوی کرد و از ترکمنستان شکست خورد.
تیم ملی در آذر ۱۳۷۵ در جام ملت‌ها شرکت کرد و هر چند که نخست با شکست در برابر عراق بازی‌ها را آغاز کرد اما در ادامه با دو پیروزی درخشان ۰–۳ و ۲–۶ برابر به ترتیب عربستان سعودی و کره‌جنوبی به نیمه‌نهایی بازی‌ها راه یافت. در این مرحله یک بار دیگر ایران با عربستان سعودی روبرو شد و باز هم داور بازی گل بازیکن ایرانی را مردود اعلام کرد تا کار به ضربات پنالتی بکشد و ایران باز هم مغلوب عربستان شد و این تیم برای سومین بار ایران را در نیمه‌نهایی جام ملت‌ها شکست داد. ایران در بازی رده‌بندی کویت را در ضربات پنالتی شکست داد و برای سومین مرتبه عنوان سومی جام ملت‌ها را از آن خود کرد. بازی‌های درخشان تیم ملی و گلزنی‌های خوب مهاجمان تیم ملی، خداداد عزیزی و علی دایی عنوان‌های اول و دوم بهترین بازیکن سال آسیا را برایشان به همراه داشت و برای نخستین بار یک ایرانی برنده توپ طلا شد.
در خرداد ۱۳۷۶، ایران برای پنجمین بار در کارزار مقدماتی جام جهانی ۱۹۹۸ فرانسه شرکت کرد و در یکی از بازی‌های مرحلهٔ نخست، تیم مالدیو را با نتیجهٔ ۰–۱۷ شکست داد و پرگل‌ترین پیروزی تاریخ تیم ملی تا آن زمان ثبت شد. سپس در مرحلهٔ دوم ایران با تیم‌های عربستان، کویت، قطر، چین و کویت همگروه شد و با وجود شروع خوب و دو پیروزی پرگل برابر چین در ادامه بسیار ضعیف عمل کرد و در سه بازی پایانی مرحلهٔ برگشت حتی یک گل نیز نزد و در آستانهٔ حذف قرار گرفت. به دنبال این نتایج ضعیف، محمد مایلی‌کهن از کار خود برکنار شد و والدیر ویه‌را که سرمربی تیم امید ایران بود، جانشین وی شد و ایران را در برابر ژاپن، تیم دوم دیگر گروه آسیا رهبری کرد.
شکست ایران در بازی با ژاپن تیم ملی را به مصاف استرالیا فرستاد و در بازی پلی‌آف آسیا – اقیانوسیه، تیم ملی آخرین شانس خود را برای حضور در جام جهانی امتحان کرد. ایران در بازی رفت در حضور بیش از صد هزار تماشاگر در ورزشگاه آزادی به نتیجه‌ای بهتر از ۱–۱ دست نیافت و همه چیز به بازی برگشت در ملبورن استرالیا موکول شد. در بازی برگشت تیم استرالیا در نیمهٔ اول، پس از حمله‌های فراوان و با وجود دفاع خوب مدافعان ایران به ویژه مهدی پاشازاده و احمدرضا عابدزاده دروازه‌بان تیم ملی، در نهایت در دقیقهٔ ۳۲ دروازهٔ ایران را باز کرد و در آغاز نیمهٔ دوم، ایران یک گل دیگر نیز خورد. در هنگامی که همه‌چیز برای ایران تمام‌شده دیده می‌شد، با دو گل کریم باقری و خداداد عزیزی که در دقایق ۷۱ و ۷۵ به ثمر رسیدند، تیم ملی با توجه به قانون گل زده در خانهٔ حریف، توانست با تساوی ۳–۳ در مجموع دو بازی، پس از بیست سال به جام جهانی راه یابد. این بازی یکی از بازی‌های به یاد ماندنی تیم ایران است و مردم ایران، پس از صعود تیم ملی برای جشن و پایکوبی به خیابان‌ها آمدند.

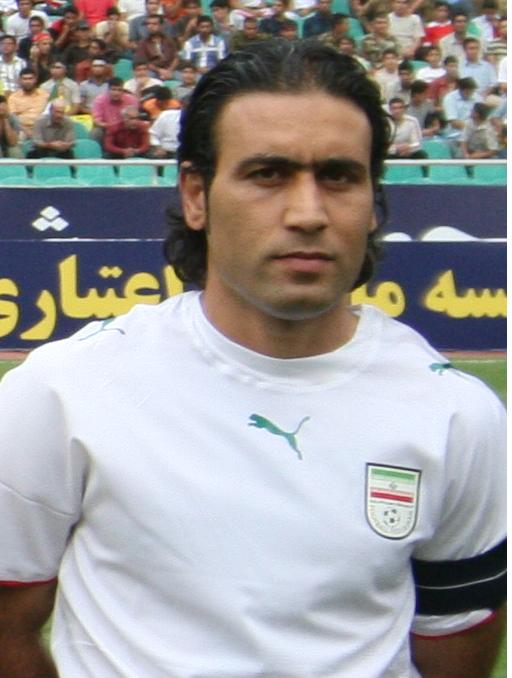
مهدی مهدوی‌کیا، زنندهٔ گل دوم ایران به آمریکا در جام جهانی ۱۹۹۸

پس از راه‌یابی به جام جهانی ۱۹۹۸، فوتبال ایران دچار یک دگرگونی کلی شد: محسن صفایی فراهانی به عنوان رئیس جدید فدراسیون فوتبال منصوب شد و وی تومیسلاو ایویچ را به عنوان سرمربی جدید تیم ملی برای آماده‌سازی ایران در جام جهانی برگزید. تیم ملی در این راه، پس از سال‌ها با تیم‌های اروپایی همچون مجارستان و کرواسی بازی کرد و در نوروز ۱۳۷۷، در فرانسه اردو برگزار کرد اما در اردوی نهایی تیم ملی که چند روز پیش از آغاز جام جهانی برگزار شد ایران برابر تیم باشگاهی آ.اس. رم ایتالیا شکستی سنگین با نتیجهٔ ۱–۷ خورد و ایویچ تنها چند روز پیش از جام جهانی از کار خود برکنار شد و جلال طالبی جای وی را گرفت. صفایی فراهانی بعدها گفت که بازیکنان تیم ملی از عمد با نتیجهٔ سنگین به رم باختند تا زمینهٔ برکناری ایویچ را فراهم کنند و او برخلاف میل باطنی‌اش مجبور به برکناری ایویچ شده است. با این شرایط، تیم ملی پای به آوردگاه جام جهانی گذاشت و در این بازی‌ها به همراه آلمان، یوگسلاوی و آمریکا در گروه F قرار گرفت. ایران در بازی نخست در برابر یوگسلاوی با نتیجهٔ ۰–۱ بازنده شد. تیم ملی در این بازی نمایش نسبتاً خوبی ارائه کرد و یوگسلاوی تنها از روی ضربهٔ آزاد سینیشا میهایلوویچ که درون دروازهٔ نیما نکیسا، دروازه‌بان دوم ایران، جای داد، توانست برتری را از آن خود کند. در روز ۳۱ خرداد ۱۳۷۷ و در ورزشگاه ژرلان شهر لیون تیم ملی توانست نخستین پیروزی خود در مسابقات جام جهانی را به دست آورد. ایران با نتیجهٔ ۱–۲ تیم ملی آمریکا را شکست داد. برای تیم ملی ایران، حمید استیلی و مهدی مهدوی‌کیا گل زدند. استیلی پس از به ثمر رساندن گلش از شدت خوشحالی، گریه کرد و این گل بعدها توسط برخی، «گل قرن» نامیده شد. سومین و واپسین بازی ایران در برابر آلمان و در شهر مون‌پلیه برگزار شد و با نتیجهٔ ۰–۲ به سود آلمان، پایان یافت. بدین ترتیب ایران با دو شکست و یک پیروزی به دومین حضورش در جام جهانی، پایان داد.
پس از جام جهانی، جلال طالبی جای خود را به منصور پورحیدری داد و تیم ملی در آذر ۱۳۷۷ در بازی‌های آسیایی ۱۹۹۸ بانکوک شرکت کرد و توانست به عنوان قهرمانی برسد. این مقام، آخرین مقام قهرمانی تیم ملی در این مسابقات نیز بود؛ چرا که از دور بعد، تیم‌های امید به جای تیم‌های بزرگسالان در بازی‌ها شرکت کردند و بدین ترتیب حضور تیم ملی ایران در بازی‌های آسیایی به پایان رسید. تا به امروز، این مقام قهرمانی همچنین آخرین مقام قهرمانی تیم ملی ایران در سطح آسیا است و پس از گذشت بیش از دو دهه، تیم ملی هنوز موفق به قهرمانی دیگری در آسیا نشده است. ایران در خرداد ۱۳۷۸ در جام کانادا که در ادمونتون برگزار شد شرکت کرد. در مهر همان سال، ایران در کپنهاگ یک دیدار دوستانه با تیم دانمارک انجام داد که با تساوی ۰–۰ پایان یافت. این نخستین بازی تاریخ فوتبال ایران در قارهٔ اروپا بود که با شکست تیم ملی همراه نشد. سپس در دی ماه تیم ملی در سفری به آمریکا در شهرهای اوکلند، لس‌آنجلس و پاسادینا به ترتیب با تیم‌های مکزیک، اکوادور و آمریکا بازی کرد. بدین ترتیب تیم ملی پس از سال‌های دههٔ ۱۳۶۰ و ابتدای دههٔ ۱۳۷۰ که تنها با رقبای آسیایی رو در رو می‌شد، در انتهای دههٔ ۱۳۷۰ مجدداً به رقابت با رقبای آمریکایی و اروپایی برخاست. در بازی ایران برابر اکوادور که در دی ماه برگزار شد جواد نکونام برای نخستین بار با پیراهن تیم ملی به میدان رفت. وی بعدها بازی‌های فراوانی برای تیم ملی انجام داد و هم‌اکنون رکورددار تعداد بازی ملی است. در اسفند ۱۳۷۸ پورحیدری از سمت خود استعفا داد و جلال طالبی مجدداً به عنوان سرمربی تیم ملی انتخاب شد.
ایران در فروردین ماه ۱۳۷۹ در بازی‌های مقدماتی جام ملت‌های آسیا ۲۰۰۰ شرکت کرد و با یک صعود آسان توانست جواز حضور در آن بازی‌ها را کسب کند. سپس ایران در خرداد همان سال در نخستین دوره مسابقات فوتبال غرب آسیا که در اردن برگزار شد شرکت کرد و توانست عنوان قهرمانی را از آن خود کند. ایران پس از چند بازی تدارکاتی در مقابل تیم‌هایی همچون اتریش، قطر و گرجستان در مهر ۱۳۷۹ در جام ملت‌های آسیا شرکت کرد و در بازی افتتاحیه توانست تیم میزبان، لبنان را با نتیجه ۰–۴ از پیش روی بردارد. در ادامه بازی‌ها ایران با یک برد و یک تساوی از گروهش صعود کرد و برای دومین دوره پیاپی در مرحلهٔ یک چهارم پایانی حریف کره‌جنوبی شد و در حالی که لحظات پایانی بازی با یک گل از حریف پیش بود با پذیرفتن گل مساوی کار به وقت‌های اضافه کشیده شد و سپس کره‌ای‌ها در دقیقه ۹۹ بازی با یک گل طلایی ایران را از جام ملت‌ها حذف کردند. این شکست، پایان کار جلال طالبی در تیم ملی نیز بود.
آدمار براگا مربی بعدی بود که ایران را در کارزار مقدماتی جام جهانی ۲۰۰۲ هدایت کرد و با مربی‌گری او، بزرگ‌ترین پیروزی تاریخ فوتبال ایران ثبت شد؛ هنگامی که ایران گوام را با نتیجهٔ ۰–۱۹ شکست داد اما براگا خیلی زود جای خود را به میروسلاو بلاژویچ داد و مربی کرواسی در جام جهانی ۱۹۹۸ سرمربی بعدی تیم ملی شد. ایران با هدایت بلاژویچ نتایج نسبتاً خوبی در بازی‌های مقدماتی جام جهانی گرفت و تا بازی آخر بدون شکست مانده بود اما شکست دور از انتظار ۱–۳ برابر بحرین باعث شد ایران صدر جدول گروه را از دست بدهد. پیروزی در مجموع دو بازی با تیم دوم دیگر گروه آسیا، امارات، ایران را به مصاف ایرلند، نماینده یوفا فرستاد و این بار برخلاف چهار سال قبل معجزه‌ای به وقوع نپیوست و ایران که در دوبلین ۰–۲ بازی رفت را باخته بود در بازی برگشت در آزادی یک برد خفیف ۱–۰ کسب کرد و به جام جهانی نرسید. این شکست، پایان کار بلاژویچ با تیم ملی ایران نیز بود.
برانکو ایوانکوویچ، دستیار بلاژویچ، مربی بعدی تیم ملی بود که هدایت ایران را در مسابقات فوتبال غرب آسیا ۲۰۰۲ که در شهریور ۱۳۸۱ در سوریه برگزار شد، به عهده داشت. ایران در آن بازی‌ها به مقام سومی دست یافت. در همان ماه، صفایی فراهانی از ریاست فدراسیون فوتبال ایران استعفا داد و محمد دادکان جانشین وی شد. صفایی فراهانی، لیگ حرفه‌ای فوتبال ایران را به راه انداخت و کمپ تیم ملی را ساخت. وی این کمپ را که امروزه مرکز ملی فوتبال نامیده می‌شود، با درآمد حاصل از راه‌یابی ایران به جام جهانی ۱۹۹۸ ساخت؛ کاری که با اعتراض بازیکنان وقت تیم ملی از جمله علی دایی، خداداد عزیزی و افشین پیروانی همراه بود؛ چرا که باور داشتند که این درآمد، باید میان بازیکنان تیم ملی تقسیم می‌شده است. سپس و در شهریور ۱۳۸۲، تیم ملی ایران بازی‌های مقدماتی جام ملت‌های ۲۰۰۴ را آغاز کرد. در این زمان، همایون شاهرخی جانشین ایوانکوویچ شده بود و پیش از آن، تیم ملی را در شماری بازی دوستانه از جمله جام‌های چهار جانبه در هنگ‌کنگ و ال‌جی در تهران نیز هدایت کرده بود. اما وی پس از تنها دو بازی برابر اردن، دوباره جای خود را به ایوانکوویچ داد و ایران موفق شد برای دهمین دورهٔ پیاپی در جام ملت‌های آسیا حاضر شود. در مهر همان سال، ایران در جام چالش اِی. اف. سی-اُ. اف. سی که ادامه دهندهٔ جام ملت‌های آفریقا-آسیا بود، شرکت کرد و توانست در ورزشگاه آزادی، تیم نیوزیلند، قهرمان اقیانوسیه را شکست دهد و عنوان قهرمانی این مسابقات را از آن خود کند. تیم ایران از بهمن ۱۳۸۲ وارد کارزار مقدماتی جام جهانی ۲۰۰۶ شد.
در خرداد ۱۳۸۳، ایران قهرمان مسابقات فوتبال غرب آسیا ۲۰۰۴ شد و ماه بعد، تیم ملی وارد جام ملت‌ها شد و با وجود آنکه حتی تا آستانهٔ حذف در مرحلهٔ گروهی نیز پیش رفته بود، سرانجام، پا به مراحل حذفی گذاشت و در بازی یک چهارم نهایی در دیداری مهیج و نفس‌گیر کره‌جنوبی را ۳–۴ شکست داد اما باز هم در بازی نیمه‌نهایی مغلوب شد و با پیروزی برابر بحرین در بازی رده‌بندی برای چهارمین بار به مقام سومی جام ملت‌ها رسید.
پس از جام ملت‌های ۲۰۰۴، ایران برای دومین بار در تاریخش یک صعود نسبتاً آسان به جام جهانی را تجربه کرد و در خرداد ۱۳۸۴، یک سال پیش از شروع بازی‌ها، با پیروزی ۱–۰ برابر بحرین در ورزشگاه آزادی تیم ملی به عنوان چهارمین تیم حاضر در جام جهانی برگزیده شد. در روز ۵ فروردین ۱۳۸۴ و در بازی رفت ایران و ژاپن در چارچوب بازی‌های مقدماتی جام‌جهانی در ورزشگاه آزادی، حادثه‌ای رخ داد که طی آن هفت نفر از تماشاگران کشته و ۳۹ نفر زخمی شدند. گفته شد که دلیل اصلی این رخداد، هلیکوپتری بود که برای بازگرداندن محمدباقر قالیباف — فرماندهٔ وقت نیروی انتظامی — در جلوی یکی از درهای ورزشگاه پارک شده بود؛ هرچند که مقامات نیروی انتظامی، این هلیکوپتر را متعلق به سازمان صدا و سیما دانستند که برای تصویربرداری به ورزشگاه آمده بود. حضور این هلیکوپتر باعث شد یکی از درهای ورزشگاه بسته شود و جمعیت برای خروج به سوی در دیگری منتقل شوند. طبقهٔ دوم ورزشگاه نیز مجانی اعلام شده بود و تلویزیون ایران در ایام نوروز، پیوسته برای این بازی تبلیغ می‌کرد. ورزشگاه آزادی جمعیتی بسیار بیشتر از گنجایش خود را پذیرفته بود و یکی از تلخ‌ترین روزهای فوتبال ایران، رقم خورد. بعدها نه نیروی انتظامی و نه مسئولان ورزشگاه آزادی هیچ‌یک مسئولیت این حادثه را بر عهده نگرفتند.

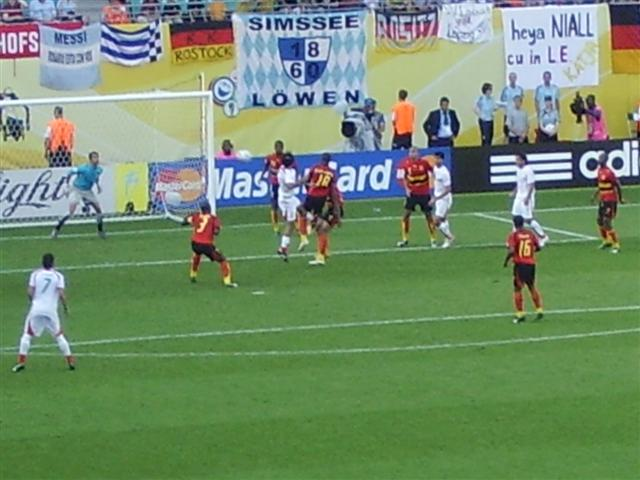
لحظهٔ زده شدن گل ایران در برابر آنگولا توسط سهراب بختیاری‌زاده در جام جهانی ۲۰۰۶

ایران در جام جهانی به همراه پرتغال، آنگولا و مکزیک در گروه D این رقابت‌ها قرار گرفت. به دلیل گروه نسبتاً آسان ایران، انتظارها از تیم ملی بالا بود اما ایران برخلاف انتظارها، خوب کار نکرد و هیچ‌یک از بازی‌هایش را نبرد. خط حملهٔ تیم ملی بسیار ضعیف کار کرد و در این بازی‌ها گل نزد. هر دو گل ایران را نیز مدافعان تیم ملی، یحیی گل‌محمدی و سهراب بختیاری‌زاده که بر روی ضربات کرنر جلو کشیده بودند، به ثمر رساندند. در هنگام برگزاری این بازی‌ها، اختلاف میان بازیکنان تیم ملی و در رأس آنان، علی دایی از یک سو و مهدی مهدوی‌کیا، علی کریمی و جواد نکونام از سوی دیگر، بسیار شدید شد. این اختلافات که بسیار قدیمی بودند، از بازی‌های جام ملت‌های ۲۰۰۰ آغاز شده بودند، در جام ملت‌های ۲۰۰۴ ادامه یافتند و حتی با پادرمیانی رؤسای فدراسیون فوتبال صفایی فراهانی و دادکان و سرمربی پیشین تیم ملی، حشمت مهاجرانی نیز پایان نیافتند.

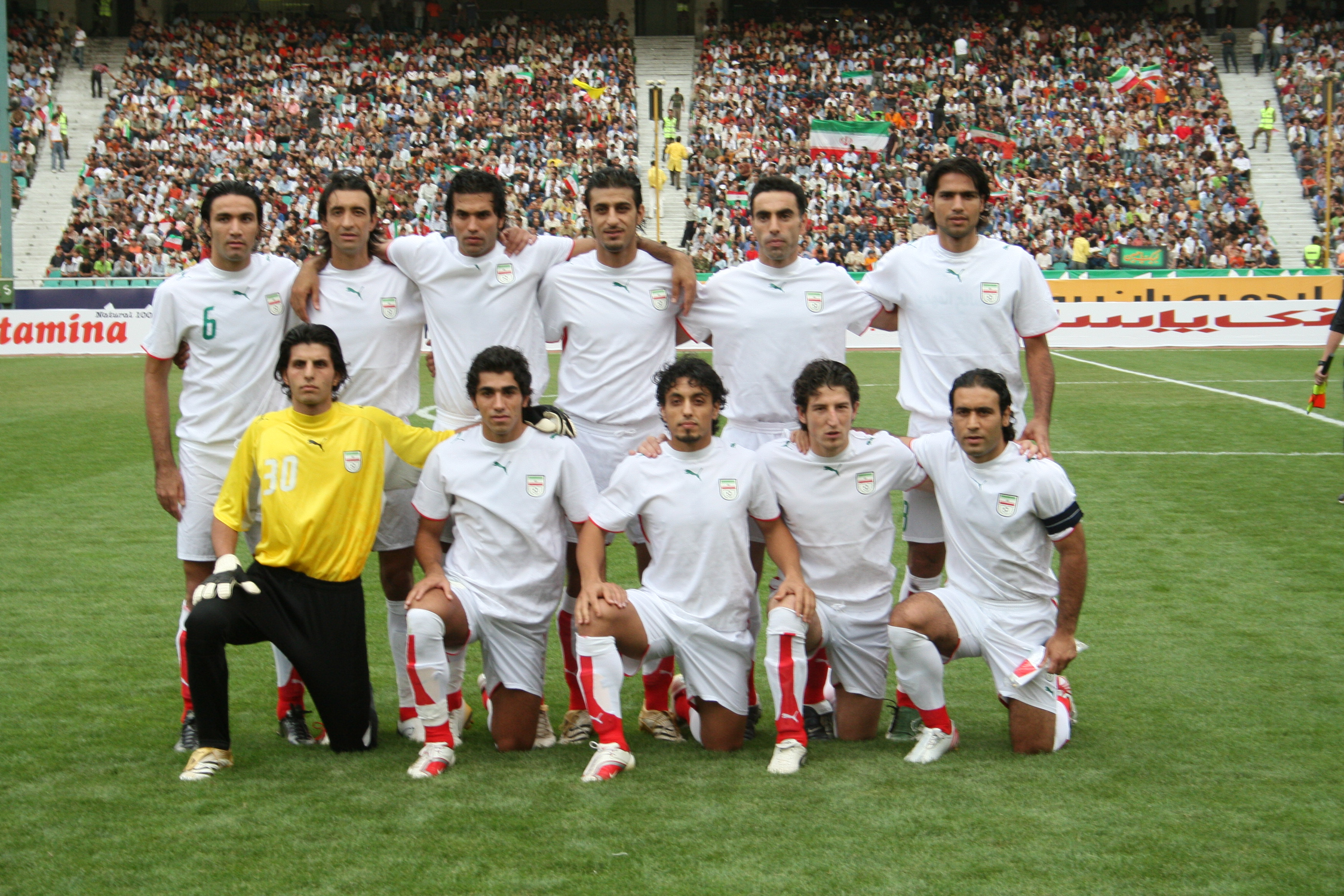
تیم ملی مرداد ۱۳۸۵، دیدار با سوریه

عدم موفقیت در جام جهانی برای تیم ملی پیامدهای فراوانی داشت. در گام نخست، پس از پایان بازی آخر تیم ملی، محمد علی‌آبادی، رئیس سازمان تربیت بدنی محمد دادکان را از کار برکنار و کیومرث هاشمی را جانشینش کرد. این کار با مخالفت فیفا رو به رو شد چرا که این کار را دخالت دولت در ادارهٔ فدراسیون فوتبال تشخیص داد و فدراسیون فوتبال ایران را در آذر همان سال از عضویت در فیفا معلق و کمیته‌ای انتقالی برای تشکیل فدراسیون جدید تعیین شد؛ محسن صفایی فراهانی، رئیس پیشین فدراسیون به ریاست آن کمیته منصوب گردید. پس از هجده ماه پرتنش در نهایت علی کفاشیان، دونده سابق، در آذر ۱۳۸۶ به عنوان رئیس جدید فدراسیون فوتبال برگزیده شد. برانکو ایوانکوویچ که قراردادش به پایان رسیده بود نیز پس از بازی آخر تیم ملی در جام جهانی، به ایران بازنگشت.
امیر قلعه‌نویی، مربی بعدی تیم ملی بود که از مرداد ۱۳۸۵ این سمت را بر عهده گرفت و تیم ملی در بازی‌های مقدماتی جام ملت‌های ۲۰۰۷ شرکت کرد و توانست یک صعود آسان و بی‌دردسر را تجربه کند. در خرداد ماه سال بعد تیم ب ایران با مربی‌گری پرویز مظلومی در مسابقات فوتبال غرب آسیا ۲۰۰۷ شرکت کرد و توانست عنوان قهرمانی را از آن خود کند. چند روز پس از فینال این بازی‌ها تیم ملی در جام ملت‌های آسیا شرکت کرد و با وجود انجام بازی‌های تدارکاتی مناسب از جمله در برابر تیم‌های بلاروس، مکزیک و جامائیکا نتوانست در جام ملت‌ها نتیجه مناسبی کسب کند و در مرحله یک چهارم پایانی و در ضربات پنالتی مغلوب تیم کره‌جنوبی شد. تمام گل‌های ایران در آن بازی‌ها را هافبک‌ها و مدافعان تیم ملی به ثمر رساندند و خط حمله تیم ملی عملکرد قابل انتقادی داشت. در زمستان همان سال قلعه‌نویی از سمت مربی‌گری تیم ملی برکنار شد و منصور ابراهیم‌زاده به شکل موقت جانشین وی شد و ایران وارد کارزار مقدماتی جام جهانی ۲۰۱۰ شد. در فروردین سال ۱۳۸۷ و در حالی که مدت‌ها سخن از مربیانی همچون خاویر کلمنته مربی سابق تیم ملی اسپانیا بود در نهایت به شکل غیرمنتظره‌ای علی دایی به عنوان مربی تیم ملی انتخاب شده بود. وی پیشتر در مصاحبه‌ای تلویزیونی گفته بود، «کسی سرمربی تیم ملی می‌شود که لابی بیشتری داشته باشد» و بعدتر در پاسخ به سؤالی در مورد لابی خودش گفت، «من با خدا لابی کردم.»
دایی دوران موفقیت‌آمیزی را با تیم ملی نداشت و با وجود قهرمانی در مسابقات غرب آسیا ۲۰۰۸ که به میزبانی ایران برگزار شد، تیم ملی در بازی‌های مقدماتی جام جهانی ۲۰۱۰ بسیار ضعیف عمل کرد و امتیازات فراوانی از دست داد. شکست تیم ملی برابر عربستان سعودی در ورزشگاه آزادی در فروردین ۱۳۸۸، پایان کار دایی نیز بود و او از سمت خود برکنار شد و اریش روته‌مولر به عنوان موقت جانشین دایی شد. سپس محمد مایلی‌کهن در انتخابی غیرمنتظره برای دومین بار، به عنوان مربی تیم ملی برگزیده شد. این رویداد با انتقادهای رسانه‌ها و کارشناسان روبرو شد و مایلی‌کهن بیانیه‌ها و نامه‌هایی نوشت و در پایان، از سمتش استعفا کرد و افشین قطبی جانشینش شد. این تغییر بسیار دیر بود و تیم ملی در بازی‌های باقی‌مانده نیز بد کار کرد و با از دست دادن امتیازهای فراوان در گروه پنج تیمی چهارم شد و از صعود به جام جهانی بازماند. بازی آخر ایران در مسابقات در مقابل کره‌جنوبی همزمان شد با حوادث پس از انتخابات ریاست جمهوری ۱۳۸۸ و شماری از بازیکنان ایران با بستن مچ‌بندهای سبز به میدان رفتند. این کار از سوی رسانه‌ها، حرکتی در جهت همبستگی با جنبش سبز ایران شناخته شد.
پس از شکست ایران در راه‌یابی به جام جهانی، تیم ملی بازی‌های مقدماتی جام ملت‌های آسیا ۲۰۱۱ را ادامه داد و توانست برای یازدهمین بار، حضورش در این بازی‌ها را تثبیت کند. سال بعد و در مهر ۱۳۸۹ تیم ملی در مسابقات فوتبال غرب آسیا ۲۰۱۰ شرکت کرد و برخلاف سه دورهٔ گذشته که موفق به قهرمانی در این بازی‌ها شده بود، در گام آخر در برابر کویت شکست خورد و به مقام نایب‌قهرمانی بسنده کرد. سپس در دی ماه تیم ملی در جام ملت‌های ۲۰۱۱ شرکت کرد. ایران در آن بازی‌ها شروع بسیار خوبی داشت و توانست پس از مدت‌ها همهٔ بازی‌های مرحلهٔ گروهی را ببرد و پای به مراحل حذفی گذاشت. در مرحلهٔ یک چهارم نهایی تیم ملی برای پنجمین دوره متوالی با تیم کره‌جنوبی روبه‌رو شد و باز هم همچون دور پیش، مغلوب این تیم شد و برای دومین دورهٔ متوالی در مرحلهٔ یک چهارم نهایی حذف شد. این شکست، پایان کار افشین قطبی نیز بود.

### ۱۳۹۷–۱۳۹۰: دوران کی‌روش

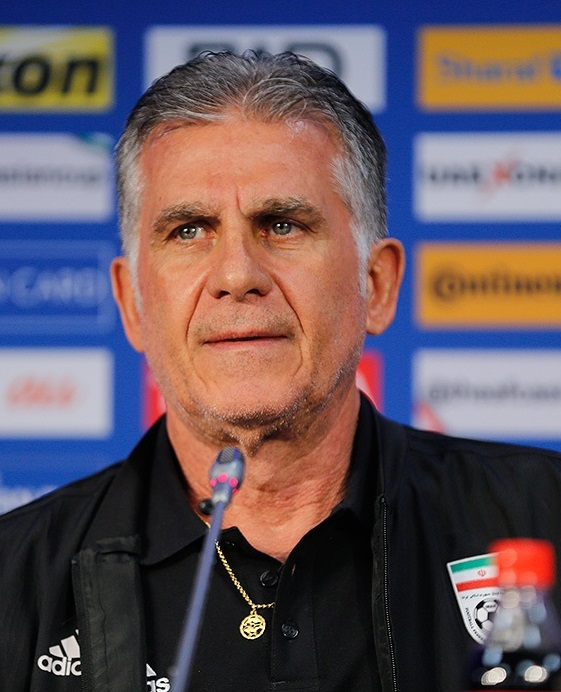
کارلوس کیروش در دههٔ ۱۳۹۰، هفت سال مربی تیم ملی بود و در این مدت، ایران برای دو دورهٔ پیاپی به جام جهانی راه یافت. رویدادی که پیشتر، سابقه نداشته است.

کارلوس کی‌روش در فروردین ۱۳۹۰ به عنوان سرمربی جدید تیم ملی، برگزیده شد تا ایران را برای مرحلهٔ نخست کارزار مرحله مقدماتی جام جهانی ۲۰۱۴ آماده کند. تیم ملی در این بازی‌های نتایج پرنوسانی داشت. شکست در برابر لبنان و همچنین ازبکستان در تهران و تساوی با قطر از نتایج ضعیف تیم ملی بودند که ایران را تا آستانهٔ حذف پیش بردند اما تیم ملی هر سه بازی آخرش را برد و توانست یک بار دیگر پای به رقابت‌های جام جهانی نهد. ایران در این بازی‌ها تیم کره‌جنوبی را در سئول شکست داد و پس از ۳۱ سال، کره‌جنوبی را در یک بازی رسمی در خانه‌اش مغلوب کرد. در آذر ۱۳۹۱، ایران برای آخرین بار در مسابقات فوتبال غرب آسیا شرکت کرد ولی با گرفتن نتایج ضعیف در همان مرحلهٔ گروهی، حذف شد. چند سال بعد در خرداد ۱۳۹۳ ایران به همراهی افغانستان، فدراسیون فوتبال آسیای مرکزی را تشکیل داد و تیم ملی دیگر در رقابت‌های فدراسیون فوتبال غرب آسیا شرکت نکرد. سپس در بهمن ۱۳۹۱ تیم ملی در مرحله مقدماتی جام ملت‌های آسیا ۲۰۱۵ شرکت کرد و توانست به راحتی، با پنج پیروزی و یک تساوی به مرحله نهایی بازی‌ها صعود کند. از اسفند ماه تیم ملی با برگزاری بازی‌های دوستانه برابر تیم‌های بلاروس، مونته‌نگرو و آنگولا آماده حضور در جام جهانی شد.

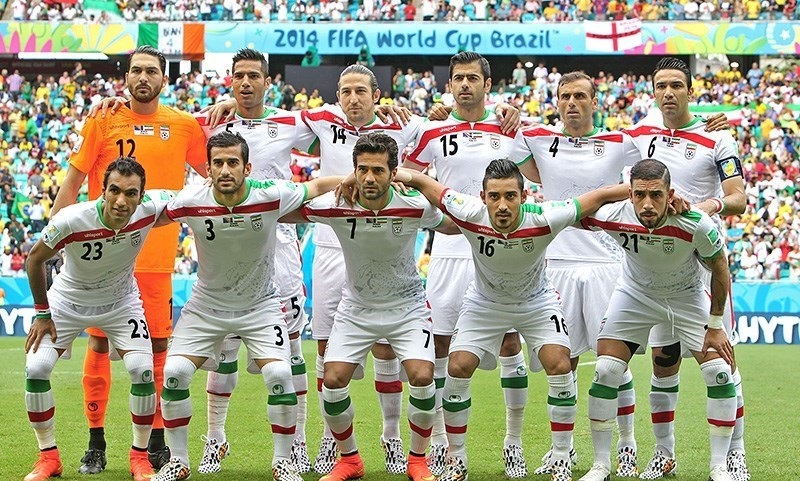
تیم ملی فوتبال ایران در جام جهانی ۲۰۱۴ برزیل

ایران در جام جهانی ۲۰۱۴ در گروه F با تیم‌های نیجریه، آرژانتین و بوسنی و هرزگوین هم‌گروه شده بود. تیم ملی در نخستین بازی به مصاف نیجریه رفت و به نتیجهٔ مساوی ۰–۰ بسنده کرد. این نخستین بار بود که ایران جام جهانی را با نتیجه‌ای غیر از شکست آغاز می‌کرد. در بازی دوم، تیم ملی نمایش درخشانی از خود نشان داد و برابر آرژانتین تا دقایق پایانی بازی ۰–۰ مساوی بود و تنها در وقت‌های اضافه و بر روی ضربهٔ لیونل مسی، دروازهٔ تیم ملی باز شد و ایران، ۰–۱ باخت. در بازی آخر ایران در برابر تیم بوسنی قرار گرفت و در حالی که تا پیش از این بازی رکورد بسیار خوبی در مقابل بوسنی داشت و با یک پیروزی می‌توانست به مرحلهٔ بعد راه یابد، با نتیجهٔ ۱–۳ شکست خورد و در گروهش با یک امتیاز، آخر شد. تنها گل ایران در این بازی‌ها را رضا قوچان‌نژاد به ثمر رساند.
تیم ملی، شش ماه پس از جام جهانی در جام ملت‌های آسیا ۲۰۱۵ شرکت کرد و باز هم با یک صعود آسان، با سه برد و بدون گل خورده، پای به مرحلهٔ یک چهارم پایانی گذارد. ایران در این مرحله برابر تیم عراق صف‌آرایی کرد و در آن بازی با تصمیم سخت‌گیرانهٔ داور از اواخر نیمهٔ اول، ده نفره شد اما در پایان ۱۲۰ دقیقه تلاش بازیکنانش به نتیجه‌ای بهتر از ۳–۳ دست نیافت و کار تیم ملی باز در جام ملت‌ها باز هم به ضربات پنالتی کشید. این بار هم ایران در ضربات ناموفق بود و برای سومین دوره پیاپی در مرحلهٔ یک چهارم نهایی جام ملت‌ها، حذف شد. پس از بازی‌های جام ملت‌ها، تیم ملی از بهار ۱۳۹۴ در مرحله مقدماتی جام جهانی ۲۰۱۸ روسیه که مرحلهٔ مقدماتی جام ملت‌ها نیز بود، شرکت کرد و توانست یک صعود آسان و بدون شکست را تجربه کند و تیم ملی برای نخستین بار در تاریخش در دو دورهٔ پی‌درپی جام جهانی، حاضر شد. ایران در مرحله سوم مقدماتی در ده بازی خود تنها دو گل، آن هم در آخرین بازی‌اش در برابر سوریه دریافت کرد و با شش پیروزی و چهار تساوی و بدون شکست، با عملکردی درخشان بازی‌هایش را به پایان رساند تا عنوان دومین تیم، پس از برزیل، جواز حضور در رقابت‌های جام جهانی را به‌دست‌آورد.

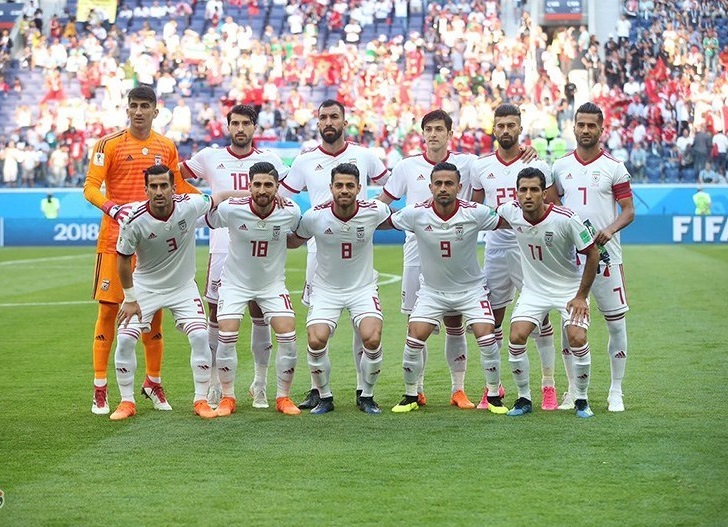
ایران در جام جهانی ۲۰۱۸: پیش از بازی با مراکش و دومین پیروزی ایران در ادوار جام جهانی

ایران در جام جهانی در گروه B که به «گروه مرگ» موسوم شده بود با تیم‌های پرتغال، اسپانیا و مراکش همگروه شد. تیم ملی در راه جام جهانی آماده‌سازی چندان خوبی نداشت، اردوهای تیم ملی به دلیل حضور باشگاه‌های ایرانی در مراحل حذفی لیگ قهرمانان آسیا با تأخیر و شمار کمی از بازیکنان برگزار شدند. شماری از بازی‌های تدارکاتی تیم ملی نیز به دلایل گوناگون، لغو شدند و کی‌روش سرمربی تیم ملی در این باره گفت «هیچ‌کس حاضر نیست با ما بازی کند». مجموع این رویدادها، باعث شدند تا کارشناسان برای تیم ملی شانس چندانی متصور نشوند اما ایران برخلاف انتظارها در جام جهانی موفق عمل کرد و در نخستین بازی‌اش موفق شد با گل به خودی بازیکن حریف تیم مراکش را شکست دهد و برای نخستین بار، ایران جام جهانی را با برد شروع کرد. تیم ملی، سپس در بازی دومش، تنها با یک گل مغلوب تیم اسپانیا شد و در بازی آخرش در حالی به مصاف پرتغال رفت که با یک پیروزی می‌توانست به عنوان صدرنشین به مرحلهٔ بعدی برود اما تیم ملی در پایان به نتیجهٔ مساوی ۱–۱ دست یافت و از راه‌یابی به مرحلهٔ بعد، بازماند. علیرضا بیرانوند در این بازی، ضربهٔ پنالتی کریستیانو رونالدو، کاپیتان پرتغال را مهار کرد و کمک شایانی به ثبت این تساوی کرد. بنابراین، تیم ملی با دو گل زده و خورده از جام جهانی کنار رفت و برای نخستین بار در تاریخش با تفاضل گل غیر منفی، جام جهانی را پایان داد. 
تیم ملی از دی ۱۳۹۷ در رقابت‌های جام ملت‌های آسیا ۲۰۱۹ شرکت کرد. ایران در شرایطی در این بازی‌های حاضر شد که فدراسیون فوتبال و وزارت ورزش حمایت چندانی از تیم ملی نکردند و کاروان ایران بدون بدرقهٔ رسمی، به امارات فرستاده شد. این رویداد، انتقادات ملی‌پوشان و سرمربی تیم ملی را نیز در پی داشت. در پی این انتقادها، مسئولان وزارت ورزش اعلام کردند کسی از آنان برای مراسم رسمی بدرقهٔ تیم ملی دعوت نکرده بود. تیم ملی با وجود این حواشی ایجاد شده نتایج نسبتاً خوبی در جام ملت‌های آسیا گرفت و بدون گل خورده تا بازی نیمه‌نهایی صعود کرد و ایران پس از سه دوره غیبت یک بار دیگر در جمع چهار تیم نهایی آسیا حاضر شد. اما در بازی نیمه‌نهایی ایران با نمایشی ضعیف و قابل انتقاد با سه گل مغلوب تیم ژاپن شد و باز هم از راهیابی به دیدار نهایی بازماند. خط دفاع ایران در بازی بسیار ضعیف ظاهر شد و به ویژه در صحنه گل اول ژاپن با رها کردن جریان بازی و اعتراض دسته جمعی به داور انتقادات فراوانی را برانگیخت. به دنبال این شکست و همچنین حواشی ایجاد شده فراوان برای تیم ملی کی‌روش از سمت خود کنار رفت و دوران طولانی مربی‌گری وی در ایران سرانجام به پایان رسید.

### ۱۴۰۱–۱۳۹۷: سومین جام جهانی پیاپی
پس از دوران طولانی پایان رقابت‌های جام ملت‌های آسیا در دی ماه و تا اواخر بهار سال بعد، ایران بدون سرمربی بود و نام‌های فراوانی برای مربی‌گری تیم ملی مطرح شد تا آن‌که سرانجام، مارک ویلموتس بلژیکی سمت سرمربی‌گری تیم ملی را بر عهده گرفت. ویلموتس دوران کوتاهی با تیم ملی داشت و پس از شروعی خوب و از جمله یک پیروزی پر گل ۱۴–۰ بر تیم ملی کامبوج در دو بازی پشت سر هم برابر بحرین و عراق در مرحله مقدماتی جام جهانی ۲۰۲۲ شکست خورد تا راه‌یابی ایران به جام جهانی، به خطر بیفتد. ویلموتس که در هنگام مربی‌گری چندان در ایران حاضر نبود و از نحوهٔ پرداخت دستمزدش نیز رضایت نداشت، تا هنگامی که حقوق عقب افتاده‌اش را نگرفت، حاضر نشد ایران را در بازی با عراق، همراهی کند. پس از این بازی، ویلموتس قراردادش را فسخ و ایران را ترک کرد. قرارداد ویلموتس و روش فسخ قراردادش، باعث حواشی و بحث‌های فراوانی در فوتبال ایران شد. پس از این ماجرا، رئیس فدراسیون فوتبال نیز از سمت خود استعفا داد و شرایط تیم ملی بیش از پیش پیچیده شد. پس از مدتی سرگردانی دراگان اسکوچیچ به عنوان سرمربی جدید تیم ملی انتخاب شد و ایران را در ادامه بازی‌های کارزار راه‌یابی به جام جهانی همراهی کرد. با دنیاگیری ویروس کرونا مسابقات مرحله مقدماتی جام جهانی ۲۰۲۲ به تعویق افتاد و اسکوچیچ نیز ایران را ترک کرد.
در اسفند ۱۳۹۹، انتخابات ریاست جدید فدراسیون فوتبال ایران برگزار شد. این انتخابات قرار بود در اسفند ۱۳۹۸ برگزار شود اما با ممانعت فیفا برگزاری انتخابات به تعویق افتاد. ایرادات فیفا به اساسنامهٔ فدراسیون فوتبال، دلیل این تعویق بود. در پایان با اصلاح اساسنامه، انتخابات با نظارت مستقیم فیفا برگزار و شهاب‌الدین عزیزی خادم به عنوان رئیس جدید فدراسیون فوتبال برگزیده شد.
با سرمربی‌گری اسکوچیچ، ایران توانست با چهار پیروزی پیاپی در برابر هنگ کنگ، بحرین، کامبوج و عراق در خرداد ۱۴۰۰ به عنوان صدرنشین گروه C به مرحلهٔ پسین راه یابد. اسکوچیچ با پیروزی در برابر عراق همچنین رکورد بهترین آغاز یک مربی در تیم ملی را به دست آورد. تیمی که او در این دوره سرمربی‌گری می‌کرد نیز توسط ورزش سه، «یکی از طلایی‌ترین نسل‌های تاریخ فوتبال ایران» شناخته شد.

### هم‌اکنون–۱۴۰۱: بازگشت تاج و کی‌روش
پس از برکناری شهاب‌الدین عزیزی خادم در ۲۸ آبان ۱۴۰۰، میرشاد ماجدی سرپرستی فدراسیون را تا برگزاری انتخابات جدید ریاست فدراسیون به عهده گرفت؛ در همین روزها کمیته فنی فدراسیون فوتبال تصمیم به برکناری دراگان اسکوچیچ، سرمربی وقت تیم ملی گرفت که با مخالفت هیئت رئیسه فدراسیون روبرو شد اما پس از برگزاری انتخابات ریاست فدراسیون در ۸ شهریور ۱۴۰۱، مهدی تاج با آرای قاطع و برای دومین بار ریاست فدراسیون را به عهده گرفت و در کمتر از یک ماه پس از انتخابات، با برکناری اسکوچیچ، کارلوس کی‌روش پس از ۳ سال دوباره به نیمکت تیم ملی بازگشت.

## ورزشگاه و مرکز ملی فوتبال

### ورزشگاه خانگی
ورزشگاه امجدیه که امروزه ورزشگاه شهید شیرودی نامیده می‌شود نخستین ورزشگاهی بود که بازی‌های خانگی تیم ملی در آن انجام شد. شماری از مهم‌ترین بازی‌های تیم ملی از جمله بازی‌های مقدماتی المپیک ۱۹۶۴ توکیو و بازی‌های جام ملت‌های آسیا ۱۹۶۸ در این ورزشگاه برگزار شدند. دیدار فینال‌گونه جام ملت‌های آسیا ۱۹۶۸ که در بهار ۱۳۴۷ در امجدیه و بین دو تیم ایران و اسرائیل برگزار شد و نخستین قهرمانی تیم ملی ایران را به همراه داشت در همین ورزشگاه برگزار شد. این بازی از بازی‌های به‌یادماندنی تیم ملی ایران شناخته و از عوامل محبوبیت بیش از پیش فوتبال در جامعهٔ ایران نیز نامیده می‌شود.

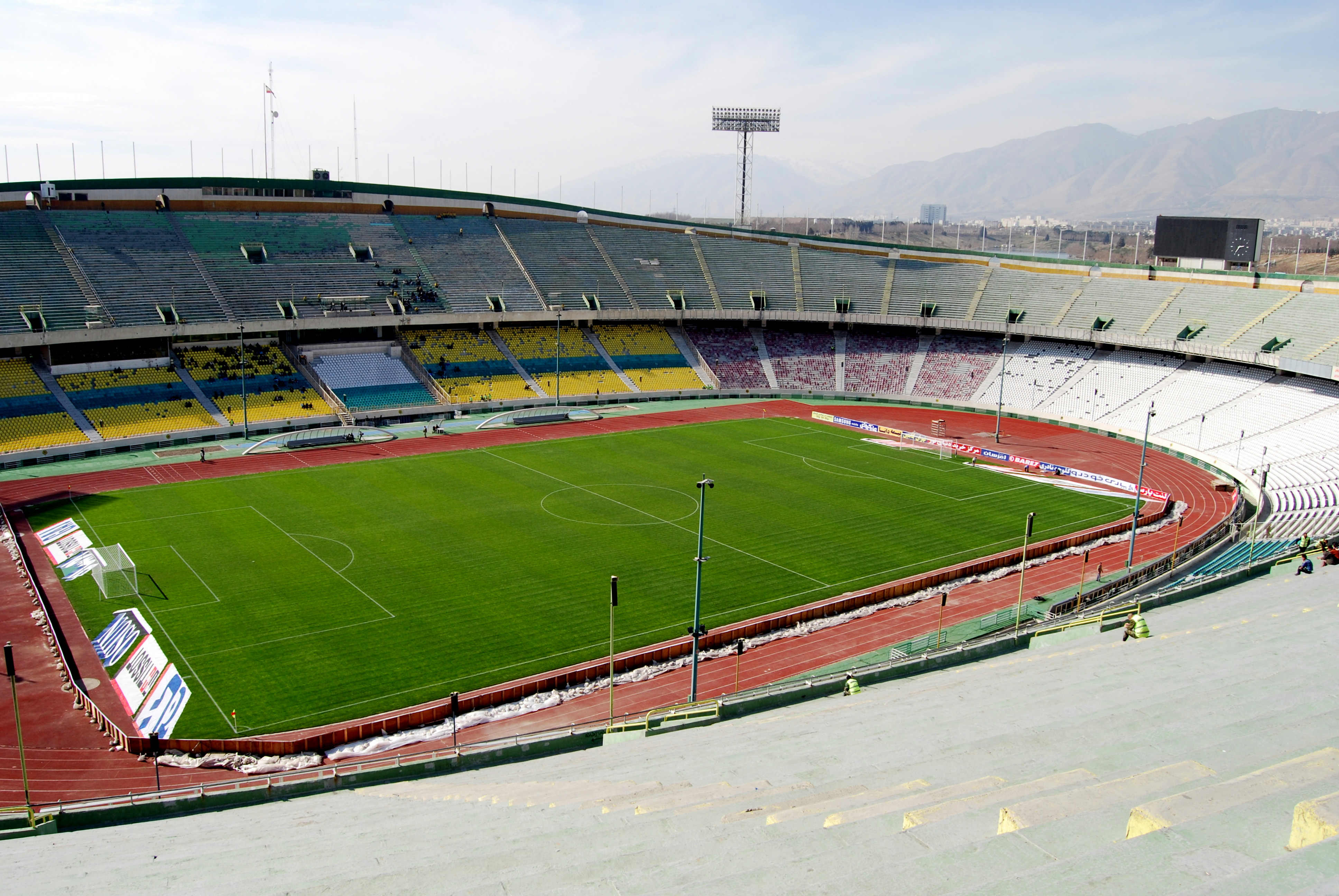
از سال ۱۳۵۳ خورشیدی بدین سو، آزادی ورزشگاه خانگی تیم ملی فوتبال ایران است.

با گسترش علاقه‌مندی نسبت به فوتبال در جامعهٔ ایران، ورزشگاه امجدیه که گنجایش کمی داشت، دیگر توانایی میزبانی از انبوه هواداران فوتبال را نداشت. به این دلیل و همچنین برای میزبانی از بازی‌های آسیایی ۱۹۷۴، ورزشگاه یکصد هزار نفری آزادی در غرب تهران و به عنوان بخشی از مجموعهٔ ورزشی آزادی که در ابتدا آریامهر نامیده شد، ساخته و پس از گشایش رسمی‌اش در تابستان ۱۳۵۳، میزبانی بازی‌های تیم ملی ایران به این ورزشگاه منتقل شد. بخش بزرگی از سکوهای این ورزشگاه در ابتدا صندلی گذاری نشده بود و گنجایش ورزشگاه آزادی هیچگاه دقیقاً معلوم نشد اما ورزشگاه صد هزار نفری آزادی نامیده می‌شد. هم‌اکنون و پس از صندلی گذاری هر دو طبقهٔ ورزشگاه آزادی، گنجایش دقیق آن، ۷۸٬۱۱۶ تماشاگر است. شماری از مهم‌ترین بازی‌های تیم ملی ایران، از جمله دیدار فینال بازی‌های آسیایی ۱۹۷۴، جام ملت‌های آسیا ۱۹۷۶ و دیدار رفت پلی‌اف آسیا اقیانوسیه مرحلهٔ مقدماتی جام جهانی ۱۹۹۸ در این ورزشگاه برگزار شده‌اند.
تیم ملی ایران چند بازی را نیز در شهر تبریز و در ورزشگاه‌های تختی و یادگار امام برگزار کرده است که از جمله می‌توان به رقابت‌های دور نخست مقدماتی جام جهانی ۲۰۰۲ و تورنمنت چهار جانبه ال‌جی در سال ۲۰۰۲ اشاره کرد. پرگل‌ترین بازی تیم ملی ایران که در برابر گوام و با نتیجهٔ ۱۹–۰ به پایان رسید، در ورزشگاه تختی تبریز انجام شده است.
در نهم فروردین ماه سال ۱۴۰۱ در آخرین دیدار دوره دوم مقدماتی راهیابی به جام جهانی ۲۰۲۲ قطر ایران برابر لبنان دو بر صفر پیروز شد که این دیدار در ورزشگاه امام رضا مشهد برگزار شد.

### مرکز ملی فوتبال
مرکز ملی فوتبال ایران که در گذشته کمپ تیم‌های ملی و آکادمی ملی فوتبال ایران نیز نامیده می‌شد، محل تمرین تیم ملی فوتبال ایران، در کنار دیگر تیم‌های ملی فوتبال ایران است. این محل که در زمان مدیریت صفایی فراهانی و از درآمد حاصل از حضور ایران در جام جهانی ۱۹۹۸ ساخته شد، امکاناتی همچون دو زمین فوتبال چمن، دو زمین فوتبال چمن مصنوعی، یک سالن سرپوشیده فوتسال، دو زمین فوتبال ساحلی، دو میهمان‌سرا و مجموعه ایفمارک ساخته شده است. در سال‌های میانی دههٔ ۱۳۹۰، زمین‌های مرکز ملی فوتبال ایران، کیفیت خوبی نداشتند و تیم ملی برای برگزاری تمرین‌هایش از زمین‌های دیگری بهره می‌برد و این رویداد، اعتراض کی‌روش، سرمربی وقت تیم ملی را نیز در پی داشت.

## رنگ‌ها و نشان‌ها

### رنگ‌ها
تیم ملی ایران به‌طور سنتی لباس، شرت و جوراب سفید می‌پوشد و رنگ دوم این تیم، سرخ است اما در گذشته و در رقابت‌های گوناگون، با پیراهن سبز رنگ نیز به میدان رفته است. لباس اصلی ایران همواره سفید ساده بوده اما از بازی‌های مقدماتی المپیک ۱۹۶۴ در سال ۱۳۴۳ واژه لاتین ایران بر روی پیراهن این تیم نقش بست و این سنت تا سال ۱۳۷۵ با تغییراتی در رنگ و اندازه نام ایران ادامه یافت. از سال ۱۳۷۵ و مسابقات مقدماتی جام ملت‌های آسیا ۱۹۹۶ واژه ایران با سه رنگ اصلی پرچم ایران نوشته شد و تیم ملی تا بازی‌های آسیایی ۱۹۹۸ با همین طرح به میدان رفت اما پس از آن واژه ایران از پیراهن تیم ملی حذف شد. تیم ملی ایران در تعدادی از مسابقاتش همانند بازی‌های مقدماتی جام جهانی ۱۹۹۰ با پیراهن سبز رنگ به عنوان پیراهن اصلی به میدان رفت.
رنگ دوم پیراهن تیم ایران به‌طور سنتی، سرخ است اما در برخی مسابقات از جمله جام ملت‌های ۲۰۰۴ ایران با پیراهن سبز رنگ به میدان رفته است. آبی تنها رنگ دیگری‌ست که به غیر از این سه رنگ بر تن تیم ملی نشسته است؛ در مسابقات جام کوروش در سال ۱۳۵۰، تیمی که به نمایندگی از ایران به میدان رفت پیراهن آبی رنگ بر تن داشت.
در مسابقات جام جهانی ۲۰۱۴ برزیل، تیم ایران برای پشتیبانی از پروژهٔ احیای یوز آسیایی با افزودن طرحی از یوزپلنگ بر پیراهن خود، به میدان رفت. این کار با حمایت سپ بلاتر، رئیس وقت فیفا، روبرو شد و بلاتر قول داد که از تلاش‌های ایران برای حمایت از این پروژه، پشتیبانی کند. این طرح نوین، در جام ملت‌های آسیا ۲۰۱۵ نیز تکرار شد اما پس از آن، بهره‌گیری از این طرح، برای مدتی متوقف شد تا آن‌که در جام جهانی ۲۰۱۸ با شکل و اندازه‌ای دیگر، تکرار شد.
| جام جهانی ۱۹۷۸ آرژانتین | مقدماتی جام جهانی ۱۹۹۰ | بازی‌های آسیایی ۱۹۹۰ پکن | جام جهانی ۱۹۹۸ فرانسه | جام جهانی ۲۰۰۶ آلمان |                      |
| مقدماتی جام جهانی ۲۰۱۰  | جام ملت‌های ۲۰۱۱        | جام جهانی ۲۰۱۴ برزیل    | جام ملت‌های ۲۰۱۵       | جام جهانی ۲۰۱۸       | جام جهانی ۲۰۲۲ قطر · |

| جام ملت‌های ۱۹۷۶        | جام جهانی ۱۹۷۸ آرژانتین | جام جهانی ۱۹۹۸ فرانسه | جام ملت‌های ۲۰۰۴ | جام جهانی ۲۰۰۶ آلمان |                      |
| مقدماتی جام جهانی ۲۰۱۰ | جام ملت‌های ۲۰۱۱         | جام جهانی ۲۰۱۴ برزیل  | جام ملت‌های ۲۰۱۵ | جام جهانی · ۲۰۱۸     | جام جهانی ۲۰۲۲ قطر · |

### پشتیبان‌های پوشاک
پوما و آدیداس نخستین پشتیبانان تیم ملی بودند. ایران در مسابقات مقدماتی جام جهانی ۱۹۷۸ با لباس‌های تولید پوما به میدان رفت. تا به حال تمامی پیراهن‌های ایران در جام‌های جهانی را شرکت‌های آلمانی تولید کرده‌اند: آدیداس در جام جهانی ۱۹۷۸، پوما در جام‌های جهانی ۱۹۹۸ و ۲۰۰۶ و اول‌اشپورت در جام جهانی ۲۰۱۴. ایران برای جام جهانی ۲۰۱۸ نیز با لباس‌های تولیدی شرکت آدیداس به میدان رفت. تهیهٔ پوشاک و اسپانسرهای تیم ملی در جام‌های جهانی با انتقادها و ایرادهایی همراه بوده‌اند. برای جام جهانی ۲۰۱۴، طرح یوزپلنگ به‌کار برده‌شده بر روی کیت ایران از یک وبگاه طراحی خریداری شده بود که با نقدهایی همراه شد. در جام جهانی ۲۰۱۸، ایران با قراردادی با آدیداس، مبلغی را هم به این شرکت پرداخت کرد تا کیت‌های آن را بپوشد. فدراسیون فوتبال این کشور، از این قرارداد دفاع کرد و اعلام داشت که ۷۰٪ از آدیداس تخفیف گرفته است و بخشی از درآمد فروش جهانی کیت‌ها نیز به خودش می‌رسد.
| پشتیبان‌های پوشاک تیم ملی فوتبال ایران | پشتیبان‌های پوشاک تیم ملی فوتبال ایران |
| پشتیبان پوشاک                         | مدت قرارداد                           |
| ------------------------------------- | ------------------------------------- |
| بدون پشتیبان پوشاک                    | ۱۹۷۶–۱۹۴۱                             |
| پوما                                  | ۱۹۷۸–۱۹۷۶                             |
| آدیداس                                | ۱۹۷۸                                  |
| بدون پشتیبان پوشاک                    | ۱۹۹۳–۱۹۷۸                             |
| شکاری                                 | ۱۹۹۸–۱۹۹۳                             |
| پوما                                  | ۲۰۰۰–۱۹۹۸                             |
| شکاری                                 | ۲۰۰۴–۲۰۰۰                             |
| دایی                                  | ۲۰۰۶–۲۰۰۴                             |
| پوما                                  | ۲۰۰۷–۲۰۰۶                             |
| مجید                                  | ۲۰۰۷                                  |
| دایی                                  | ۲۰۰۹–۲۰۰۷                             |
| مجید                                  | ۲۰۰۹                                  |
| لگا                                   | ۲۰۱۱–۲۰۰۹                             |
| پوما                                  | ۲۰۱۱                                  |
| آل‌اشپورت                              | ۲۰۱۶–۲۰۱۱                             |
| جیووا                                 | ۲۰۱۶                                  |
| آدیداس                                | ۲۰۱۹–۲۰۱۶                             |
| آل‌اشپورت                              | ۲۰۲۲–۲۰۱۹                             |
| مجید                                  | ۲۰۲۲–تاکنون                           |

### نشان‌واره‌ها
نخستین نشان‌واره مورد استفادهٔ تیم ملی، نشان‌وارهٔ کمیته ملی المپیک ایران بود. ایران در بازی‌های آسیایی ۱۹۵۸ با استفاده از این نشان‌واره به میدان رفت. سپس و در دهه‌های ۱۳۳۰ و ۱۳۴۰ و در مسابقاتی همچون مقدماتی المپیک ۱۹۶۴ توکیو و جام ملت‌های آسیا ۱۹۶۸ نیز این نشان‌واره بر روی کیت‌های تیم ملی دیده شد. بهره‌گیری از این نشان‌واره در ابتدای دههٔ ۱۳۵۰، متوقف شد و ایران در جام جهانی ۱۹۷۸ با استفاده از نشان‌وارهٔ نوینی به میدان رفت که پس از انقلاب ۱۳۵۷ استفاده از این آخری نیز متوقف شد. تیم ملی در بازی‌های آسیایی ۱۹۸۲ با نشان رسمی حکومت انقلابی ایران به بازی‌ها رفت اما استفاده از این نشان‌واره، پس از این بازی‌ها، دیگر تکرار نشد. ایران تا سال ۲۰۰۰، بدون استفاده از نشان‌وارهٔ ویژه‌ای و تنها با درج نام ایران بر روی پوشاک تیم ملی در بازی‌ها شرکت می‌کرد اما از جام ملت‌های ۲۰۰۰ بدین سو، تیم ملی با نشان‌وارهٔ کنونی‌اش به میدان می‌رود.

نشان‌واره تیم ملی در بازی‌های آسیایی ۱۹۵۸[۲۱۹] و جام ملت‌های ۱۹۶۸[۲۲۰]
نشان‌واره فدراسیون فوتبال ایران تا ۱۹۷۹
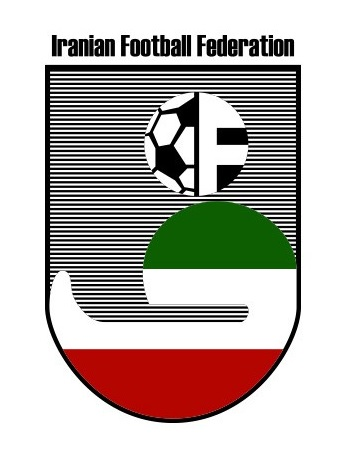
نشان‌واره تیم ملی در جام جهانی ۱۹۷۸
نشان‌واره تیم ملی در بازی‌های آسیایی ۱۹۸۲[۲۲۲]

### نماد
تیم ملی ایران هیچگاه نماد مشخصی نداشت تا آنکه برای نخستین بار در اردیبهشت ۱۳۹۷، یوزپلنگ آسیایی که هم‌اکنون تنها نمونه‌های آن در ایران یافت می‌شود با نام یوپا (کوتاه‌شدهٔ یوزپلنگ تیزپا) به عنوان نماد رسمی تیم ملی فوتبال ایران برگزیده شد.

## تصویر تیم

### در جامعه

شادی مردم ایران پس از قهرمانی تیم ملی در جام ملت‌های آسیا ۱۹۶۸

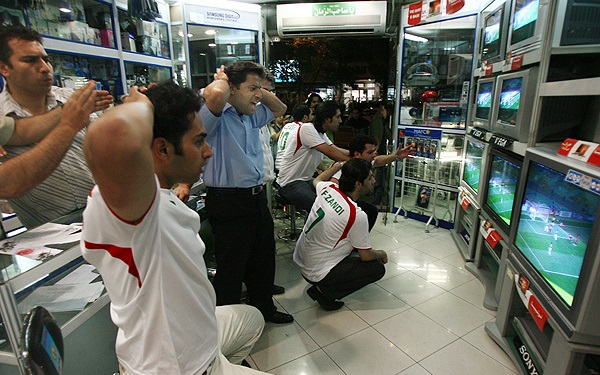
دنبال کردن نتیجه‌ها و بازی‌های تیم ملی، بخشی از زندگی روزمرهٔ شمار زیادی از مردم ایران است.

به‌طور تاریخی در ایران، کشتی پرهوادارترین ورزش و ورزش شمارهٔ یک بود اما از میانه‌های دههٔ ۱۳۴۰، شرایط عوض شد و فوتبال کم‌کم جای کشتی را به عنوان محبوب‌ترین ورزش گرفت. پس از قهرمانی ایران در جام ملت‌های آسیا ۱۹۶۸ تهران غرق در شادی شد و برای نخستین بار، فوتبال مردم ایران را به خیابان‌ها کشاند. فوتبالیست‌های تیم ملی به کاخ نیاوران و مجلس شورای ملی دعوت شدند، خوانندگانی همچون ویگن و دلکش نخستین ترانه‌های فوتبالی در پشتیبانی از تیم ملی را خواندند و حتی نشریات غیر ورزشی نیز به پوشش و پیگیری اخبار مربوط به تیم ملی پرداختند. به عنوان مثال هفته‌نامه زن روز در سرمقالهٔ شمارهٔ ۴ خرداد ۱۳۴۷ نوشت: «اینک کلمه انگلیسی فوتبال کلمه ملی ماست.»
راه‌یابی تیم ملی به جام جهانی ۱۹۹۸ در ۸ آذر ۱۳۷۶ نیز تأثیر فراوانی در جامعهٔ ایران داشت و باعث جشن و شادی بی‌سابقه‌ای در میان شهروندان ایرانی شد. این جشن و شادی از صعود به جام جهانی در زمان برگزاری خود جام جهانی در تیرماه سال ۱۳۷۷ و با پیروزی برابر تیم ملی آمریکا باز هم تکرار شد. به نوشته هوشنگ شهابی برای جوانان ایرانی حضور در جام جهانی که پس از بیست سال غیبت و برای نخستین بار پس از انقلاب ۱۳۵۷ رقم خورد به معنای این بود که کشور طرد شده‌شان دوباره به جامعه جهانی پیوسته است. پس از جام جهانی ۱۹۹۸ دیگر پیروزی‌ها و راه‌یابی‌های تیم ملی به جام‌های جهانی، تبدیل به بهانه‌ای برای جشن‌های خیابانی مردم ایران شدند.
تیم ملی در میان ایرانیان مقیم خارج از ایران نیز محبوب و پرهوادار است. سفر ایران به آمریکا، یک مورد نمونه‌ای برای این محبوبیت است؛ در هنگام سفر تیم ملی ایران به پاسادینا برای برگزاری دیدار دوستانه برابر تیم ملی آمریکا، گروه‌های زیادی از ایرانیان مقیم آمریکا از سراسر این کشور به پاسادینا رفتند تا تیم ملی را تشویق کنند و حضور تیم ملی در آمریکا ایرانیان مقیم این کشور را متحد کرده بود. این استقبال خوب ایرانیان برای آمریکایی‌ها غیرمنتظره بود.

### در سیاست
حکومت ایران در دوران پهلوی به دنبال گسترش فوتبال در ایران بود. رضا شاه به فوتبال علاقه داشت و در جستجوی گسترش آن در ایران بود. فرزند وی محمدرضا شاه نیز همچون پدر به فوتبال علاقه‌مند بود و حتی شخصاً فوتبال بازی می‌کرد، مسابقات باشگاهی و ملی ایران را از نزدیک پیگیری می‌کرد و در ورزشگاه‌ها حاضر بود. اما پس از انقلاب ۱۳۵۷، مسئولان حکومت جدید ایران، به فوتبال علاقه‌ای نداشتند و حتی رژیم شاه را متهم می‌کردند که فوتبال را تبلیغ می‌کند و گسترش می‌دهد تا حواس جوانان را از سیاست پرت کند. آنان تب فوتبال را نیز ضدانقلابی می‌دانستند. پس از انقلاب بسیاری از باشگاه‌های خصوصی دولتی شدند و اموال و دارایی‌های آن‌ها مصادره شد، رئیس پیشین سازمان تربیت‌بدنی، علی حجت، در دادگاه‌های انقلاب اسلامی اعدام شد، کامبیز آتابای رئیس فدراسیون فوتبال و کنفدراسیون فوتبال آسیا نیز از ایران گریخت. ایران پس از انقلاب المپیک‌ها و جام‌های جهانی را به دلایل سیاسی تحریم کرد. به دلیل حمله شوروی به افغانستان که با بازی‌های مقدماتی المپیک ۱۹۸۰ مسکو همزمان شده بود شورای انقلاب بازی‌های المپیک ۱۹۸۰ را تحریم کرد و ایران با وجود صعود به المپیک راهی مسکو نشد.
بازی ایران و آمریکا در جام جهانی ۱۹۹۸ را اوج دخالت سیاست در فوتبال می‌توان نامید. این بازی به دلیل روابط ویژه ایران و آمریکا بسیار حساس شد و حتی از سوی کنفدراسیون فوتبال آسیا «سیاسی‌ترین بازی جام جهانی» نام گرفت. این بازی توسط خبرگزاری‌های ایرانی با القاب دیگری همچون «بازی قرن» و «مادر تمام بازی‌ها» نیز معرفی شده است. سازمان مجاهدین خلق شمار زیادی از بلیت‌های این بازی را خرید و هوادارانش را با بنرها و عکس‌های سیاسی و غیر فوتبالی وارد ورزشگاه کرد که این امر هم بر حساسیت بیش از پیش این بازی افزود. دیگر دیدار ایران و آمریکا که در دی ۱۳۷۸ و در خاک آمریکا برگزار شد نیز با حواشی سیاسی و غیر ورزشی همراه بود. صفایی فراهانی رئیس وقت فدراسیون فوتبال ایران در مورد آن بازی گفت یک هفته پیش از برگزاری بازی رئیس‌جمهور وقت ایران، محمد خاتمی، با او تماس گرفت و درخواست لغو بازی را کرد. محسن صفایی فراهانی، رئیس وقت فدراسیون فوتبال ایران، همچنین در هنگام سفر به آمریکا که از سوی افراد ناشناسی تهدید جانی شده بود.

### لقب‌ها
تاکنون، تیم ملی فوتبال ایران توسط رسانه‌ها و مردم، لقب‌های فراوانی گرفته است. «تیم ملی»، اصلی‌ترین لقب تیم ملی فوتبال ایران است و این تیم حتی در رسانه‌های بین‌المللی نیز با این لقب شناخته می‌شود. «ستاره‌های پارسی» لقب دیگری است که از زمان جام جهانی ۲۰۰۶ بدین سو به تیم ملی ایران داده شده است. «شیرهای ایران»، «شیردلان» و «شاهزادگان پارس» که این آخری در جام ملت‌های ۲۰۱۱ لقب رسمی تیم ملی بود، دیگر لقب‌های تیم ملی فوتبال ایران در رسانه‌های بین‌المللی هستند. «یوزهای ایرانی» نیز آخرین و تازه‌ترین لقب تیم ملی ایران است که در ادامهٔ تلاش برای حمایت از پروژهٔ احیای یوز آسیایی به دیگر لقب‌های تیم ملی افزوده شده است.
حضور تیم ملی ایران در جام جهانی ۲۰۲۲ با خیزش ۱۴۰۱ همزمان شد. با توجه به حواشی پیش آمده در این دوره برای تیم ملی چون حضور در مراسم بدرقه ابراهیم رئیسی و شادی پس از گل و بی‌تفاوتی به اعتراضات با وجود کشته‌شدن چند صد نفر کاربران ایرانی در فضای مجازی به این تیم، لقب «تیم مُلّا» دادند.

## هواداران و هماوردان

### هواداران

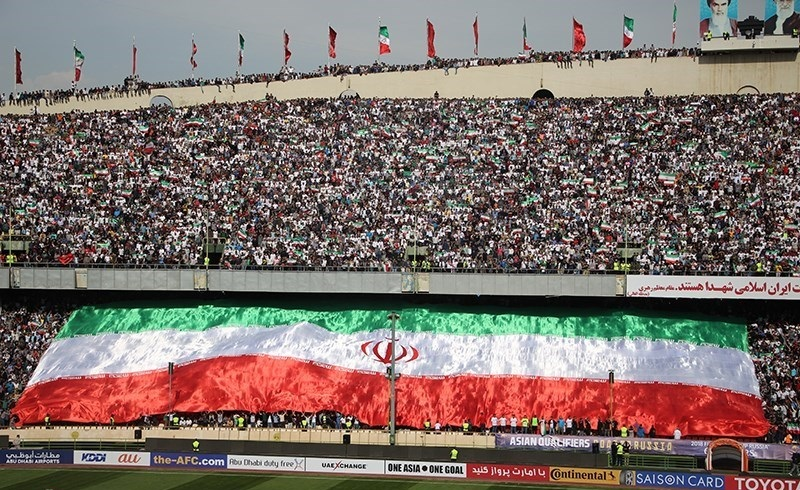
ورزشگاه آزادی در هنگام برگزاری برخی از بازی‌های تیم ملی، بسیار بیشتر از گنجایش خود، تماشاگر می‌پذیرد که این، حادثه‌هایی را نیز در پی داشته است.

ورزشگاه آزادی در هنگام برگزاری بازی‌های حساس تیم ملی ایران از ساعت‌ها پیش از آغاز بازی، پر از تماشاگر می‌شود و حتی در بسیاری از وقت‌ها، بسیار بیشتر از ظرفیت ورزشگاه تماشاگران وارد ورزشگاه می‌شوند و بر روی پله‌ها می‌نشینند یا ایستاده در راهروهای ورزشگاه به تماشای بازی می‌پردازند. بازی رفت ایران و استرالی در مرحله پلی‌آف آسیا و اقیانوسیه مقدماتی جام جهانی ۱۹۹۸ با حضور حدود ۱۲۸۰۰۰ تماشاگر، یکی از پرتماشاگرترین بازی‌های تاریخ تیم ملی به‌شمار می‌رود. ایران به کمک حضور پرشمار تماشاگرانش در بازی‌های مقدماتی جام جهانی ۲۰۱۸، پس از تیم‌های ملی انگلستان و جمهوری کنگو عنوان سومین تیم ملی پرتماشاگر را از آن خود کرد. این حضور کنترل‌نشدهٔ تماشاگران در مواقعی نیز به ضرر تیم ملی ایران بوده است؛ به عنوان مثال، در بازی برگشت ایران و چین در مرحلهٔ مقدماتی جام جهانی ۲۰۱۸ در فروردین ۱۳۹۶، تماشاگران اقدام به پرتاب مواد محترقه به زمین بازی کردند و فیفا به دلیل همین کار و همچنین ازدحام بیش از حد تماشاگران، فوتبال ایران را جریمهٔ نقدی کرد.
ورزشگاه آزادی در هنگام برگزاری بازی‌های حساس تیم ملی جو متفاوتی به خود می‌گیرد. آلکس توبین، کاپیتان تیم ملی استرالیا در مرحلهٔ مقدماتی جام جهانی ۱۹۹۸ در مورد تماشاگران بازی رفت ایران و استرالیا گفت که «بزرگ‌ترین جمعیتی بود که در مقابل آن‌ها بازی کردم.» مارک بوسنیچ دروازه‌بان استرالیا در آن بازی واکنش تماشاگران پس از گل مساوی ایران به بزرگ‌ترین غرشی که در همه عمرش شنیده بود تشبیه کرد. شی گیون دروازه‌بان تیم ملی ایرلند که برای دیدار پلی-آف آسیا اروپا مقدماتی جام جهانی ۲۰۰۲ به تهران آمده بود بعدها در این مورد گفت: «جو آن بازی شاید مخوف‌ترین جوی بود که در تمام عمرم تجربه کردم.»
هواداران تیم ملی در یک تحقیق دانشگاهی که توسط دانشجویان دانشگاه تهران در زمان برگزاری بازی ایران و امارات متحده عربی در ۱۳۸۸ برگزار شد انگیزه‌های مختلفی را به عنوان دلایل هواداری از تیم ملی ذکر کردند. مهم‌ترین این دلایل عبارت بودند از: علاقه به تیم ملی، ملی‌گرایی، علاقه به فوتبال، زیبایی، هیجان، اجتماعی شدن، سرگرمی، گریز و علاقه به بازیکن.

#### زنان

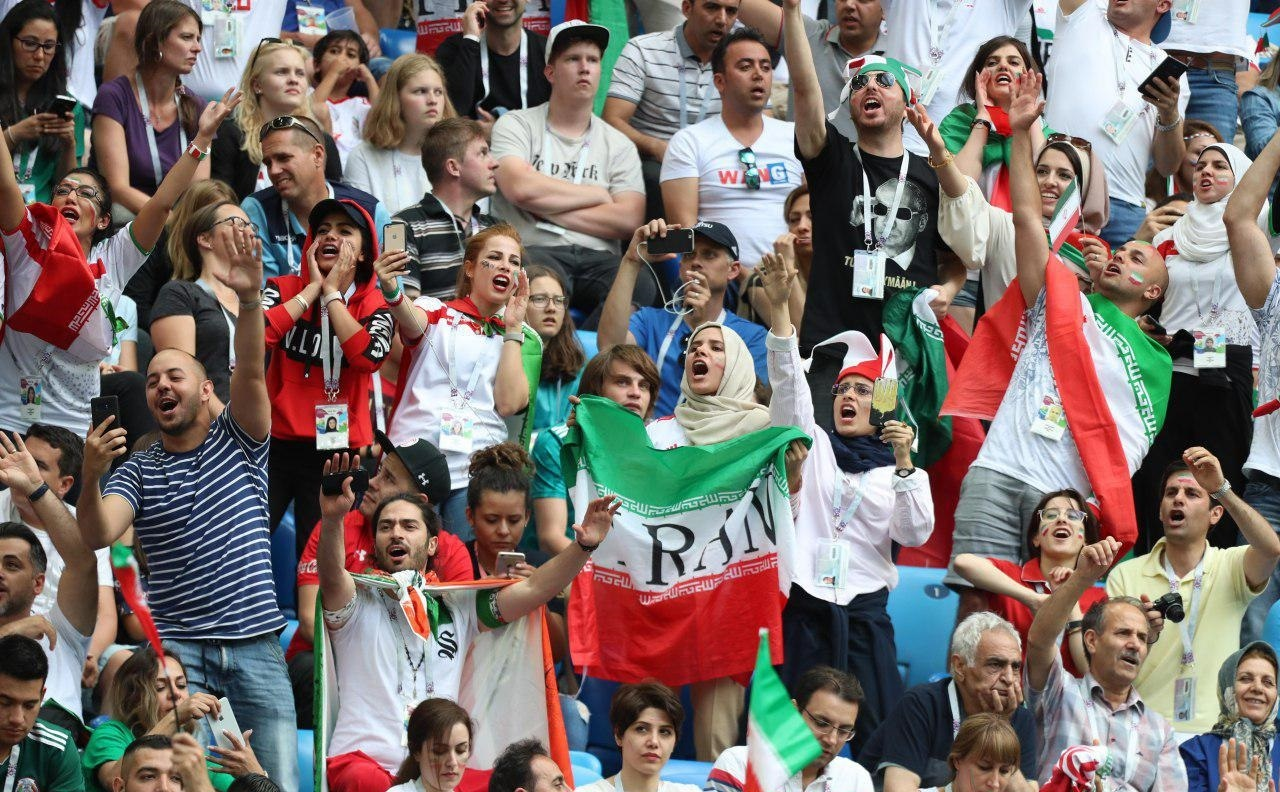
زنان ایرانی پس از انقلاب ۱۳۵۷، تنها در بازی‌های بیرون از خانه توانستند در ورزشگاه حاضر شوند.

در سال‌های پیش از انقلاب ۱۳۵۷، حضور زنان در ورزشگاه‌های ایران، آزاد بود و زنان ایرانی می‌توانستند بازی‌های تیم ملی را آزادانه تماشا کنند اما در سال‌های پس از این انقلاب و در راستای سیاست‌های حکومت جمهوری اسلامی، حضور زنان، محدود و تماشای مسابقات مردان در سالن یا ورزشگاه، ممنوع شد. با وجود این ممنوعیت‌ها، زنان ایرانی همواره تلاش کرده‌اند که وارد ورزشگاه آزادی بشوند تا بازی تیم ملی را از نزدیک ببینند؛ اما نیروی انتظامی جمهوری اسلامی، این زنان را دستگیر کرده و مانع ورودشان به ورزشگاه شده است.
محمود احمدی‌نژاد، رئیس‌جمهور محافظه‌کار ایران، در تیر ۱۳۸۴، وعده داد که ورود زنان به ورزشگاه‌های ایران را آزاد کند؛ اما با مخالفت صریح روحانیت ایران، در طرح خود، شکست خورد. در همین دوره و در حاشیهٔ بازی ایران و بحرین در مرحلهٔ مقدماتی جام جهانی ۲۰۰۶ که منجر به راه‌یابی تیم ملی به جام جهانی شد، شمار کمی از زنان ایرانی (حدود ۷۰ تن) پس از تلاش‌های فراوان و تنها در نیمهٔ دوم، اجازه یافتند در ورزشگاه حاضر شوند؛ این، نخستین حضور زنان تماشاگر ایرانی پس از سال ۱۳۵۷، در ورزشگاه آزادی بود. در شهریور ۱۳۹۸، فیفا ضرب‌الاجلی برای حضور هواداران زن ایرانی در ورزشگاه‌ها داد. در پی این اقدام فیفا، زنان ایرانی در بازی ایران و کامبوج در مرحلهٔ مقدماتی جام جهانی ۲۰۲۲، وارد ورزشگاه آزادی شدند. برای زنان جایگاه ویژه‌ای تعیین شده‌بود و تلویزیون دولتی ایران در هنگام پخش زنده، به حضور زنان در ورزشگاه، اشاره‌ای نکرد.

با وجود محدودیت‌ها برای زنان ایرانی، هواداران زن رقبای تیم ملی، همانند کره‌جنوبی در ۱۳۹۵ و سوریه در سال ۱۳۹۶، توانسته‌اند وارد ورزشگاه آزادی شوند، در هنگامی که هواداران زن ایرانی، در پشت درها مانده‌اند. نخستین مورد از این حضور زنان خارجی در ورزشگاه آزادی در بازی پلی‌آف آسیا و اروپا در مرحلهٔ مقدماتی جام جهانی ۲۰۰۲ بود: زنان ایرلندی، تیم رقیب ایران، توانستند برای تشویق تیم ملی‌شان وارد ورزشگاه آزادی شوند. این رویداد با اعتراض فعالان جنبش زنان ایران مواجه شد؛ چرا که دریافتند این فقط زنان ایرانی هستند که اجازهٔ ورود به ورزشگاه را ندارند.

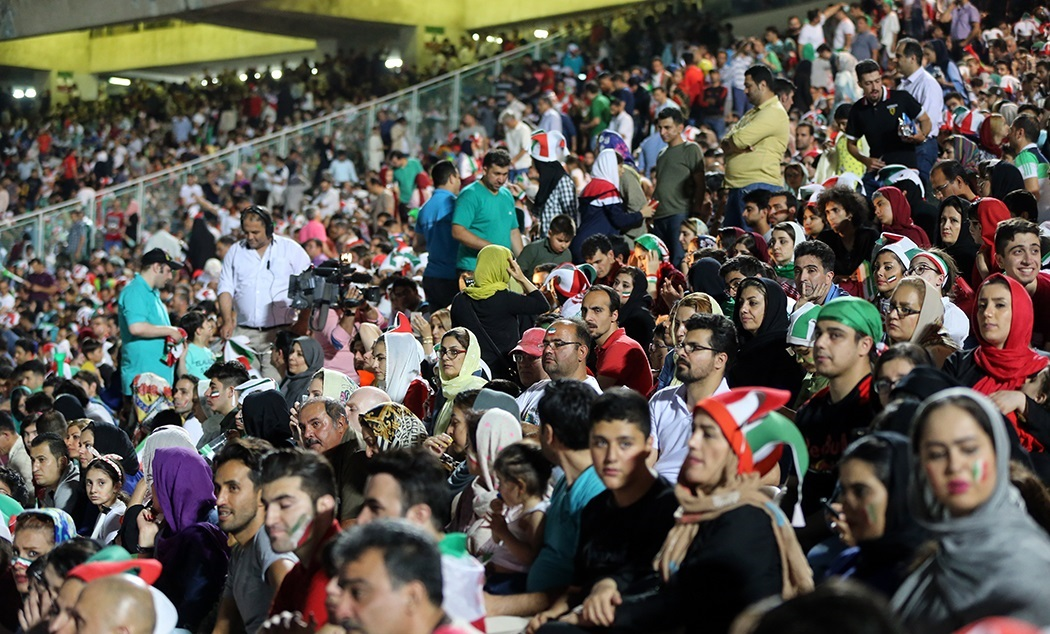
زنان و مردان در حال تماشای بازی ایران در برابر اسپانیا از روی نمایشگر کارگذاشته‌شده در ورزشگاه آزادی

در هنگام برگزاری بازی‌های جام جهانی ۲۰۱۸، قرار شد بازی‌های تیم ملی از ورزشگاه آزادی برای تماشاگران پخش شود و به زنان نیز اجازه داده شد تا وارد ورزشگاه شوند. سپس در حالی که برای بازی دوم ایران، ایران و اسپانیا بلیت فروشی نیز انجام شده بود و تماشاچیان بیرون ورزشگاه در انتظار ورود به ورزشگاه بودند، خبر رسید که پخش بازی در ورزشگاه لغو شد اما سرانجام به دلیل آنچه خبرگزاری‌ها پافشاری استاندار تهران نامیدند، این بازی از ورزشگاه پخش شد و برای نخستین بار و پس از حدود چهار دهه، زنان ایرانی توانستند به شکل آزادانه و انبود وارد ورزشگاه آزادی شوند و بازی تیم ملی را، هر چند از روی نمایشگر، ببینند.
تلاش‌های زنان ایرانی برای حضور در ورزشگاه‌ها دستمایهٔ یک فیلم سینمایی نیز شده است. جعفر پناهی کارگردان سینمای ایران که به همراه دخترش برای تماشای بازی ایران و بحرین در مرحله مقدماتی جام جهانی ۲۰۰۶ به ورزشگاه رفته بود، با ممانعت مأموران با حضور فرزندش در ورزشگاه روبرو شد و با الهام‌گیری از این اتفاق و تلاش‌های زنان برای حضور در ورزشگاه، فیلم آفساید را که در مورد تلاش زنان ایرانی برای حضور در ورزشگاه و تماشای بازی تیم ملی است، ساخت.

### هماوردان

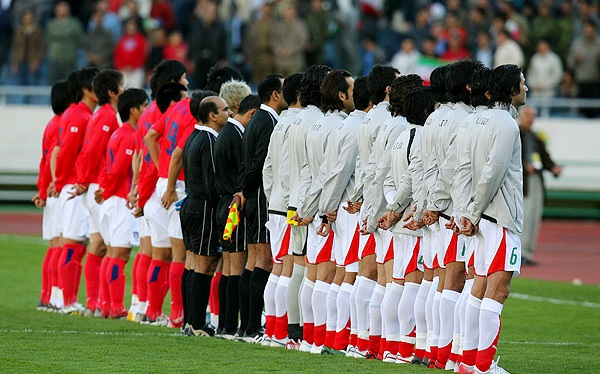
رویارویی ایران و کره‌جنوبی به یکی از دیدارهای حساس و کلاسیک آسیا تبدیل شده است.

ایران در اواخر دههٔ ۱۳۴۰ و اوایل دههٔ ۱۳۵۰، چند دیدار حساس در جام ملت‌های آسیا و بازی‌های آسیایی با تیم ملی فوتبال اسرائیل برگزار کرد و اسرائیل را می‌توان نخستین تیمی نامید که دیدارهایش با تیم ملی به دلایل ورزشی و همچنین غیر ورزشی حساس و جنجالی شد. تیم ملی از ۵ مسابقه برابر اسرائیل ۳ پیروزی، ۱ مساوی و ۱ شکست به دست آورده است. پیروزی بر اسرائیل در جام ملت‌های آسیا ۱۹۶۸ و در دیدار نهایی بازی‌های آسیایی ۱۹۷۴ تهران به ترتیب یک عنوان قهرمانی در آسیا و یک مدال طلای بازی‌های آسیایی را برای ایران به ارمغان آورده است.
از پس از انقلاب ۱۳۵۷ و جنگ ایران و عراق دیدارهای ایران برابر تیم ملی فوتبال عراق حساس و جنجالی شدند. با وجود این حساسیت بالا ایران آمار بسیار خوبی در مقابل عراق دارد و در ۱۹ بازی رسمی، ۱۲ پیروزی، ۵ تساوی و ۲ شکست دارد.
تیم ملی عربستان سعودی دیگر تیم آسیایی است که دیدارهایش با ایران همواره حساس و تنش‌زا بوده و قطع روابط سیاسی دو کشور در سال‌های اخیر بر حساسیت این بازی نیز افزوده است. ایران از ۱۵ مسابقه در مقابل عربستان ۵ پیروزی، ۶ تساوی و ۴ شکست به دست آورده. اما با وجود این برتری نسبی آخرین پیروزی ایران مقابل عربستان در شهریور ۱۳۸۰ رقم خورده و عربستان سعودی بارها در دیدارهای حساس همچون نیمه‌نهایی‌های جام ملت‌های آسیا ایران را مغلوب و از حضور در فینال محروم کرده است.
کره جنوبی دیگر تیمی است که دیدارهایش با ایران با حساسیت و حاشیه‌های فراوانی همراه بوده است. کره جنوبی در سال‌های نخست بسیار برتر از ایران بود و پیروزی ۰–۵ کره‌ای‌ها در بازی‌های آسیایی ۱۹۵۸ یکی از سنگین‌ترین شکست‌های تاریخ تیم ملی است اما در سال‌های اخیر و به ویژه در دههٔ ۱۳۹۰ و دوران مربی‌گری کیروش ایران پیروزی‌های فراوانی برابر کره کسب کرد و در همین زمان حساسیت‌های بازی ایران و کره جنوبی بسیار بیشتر شد. هم‌اکنون از ۳۱ بازی برگزار شده بین این دو تیم ایران ۱۳ برد، ۹ تساوی و ۹ شکست در کارنامه‌اش ثبت کرده است.

## حضور بین‌المللی

### در جام جهانی
- عبارت ضخیم، بهترین نتیجه را در مسابقات بیان می‌کند.

| ایران در جام جهانی فوتبال | ایران در جام جهانی فوتبال | ایران در جام جهانی فوتبال | ایران در جام جهانی فوتبال | ایران در جام جهانی فوتبال | ایران در جام جهانی فوتبال | ایران در جام جهانی فوتبال | ایران در جام جهانی فوتبال | ایران در جام جهانی فوتبال | ایران در جام جهانی فوتبال | ایران در جام جهانی فوتبال | ایران در جام جهانی فوتبال | ایران در جام جهانی فوتبال | ایران در جام جهانی فوتبال | ایران در جام جهانی فوتبال | ایران در جام جهانی فوتبال |
| جام جهانی فوتبال          | جام جهانی فوتبال          | جام جهانی فوتبال          | جام جهانی فوتبال          | جام جهانی فوتبال          | جام جهانی فوتبال          | جام جهانی فوتبال          | جام جهانی فوتبال          | جام جهانی فوتبال          |                           | مقدماتی جام جهانی         | مقدماتی جام جهانی         | مقدماتی جام جهانی         | مقدماتی جام جهانی         | مقدماتی جام جهانی         | مقدماتی جام جهانی         |
| میزبان/سال                | مرحله                     | رتبه                      | بازی                      | برد                       | تساوی                     | باخت                      | گ. ز.                     | گ. خ.                     | بازی                      | برد                       | تساوی                     | باخت                      | گ. ز.                     | گ. خ.                     |                           |
| ------------------------- | ------------------------- | ------------------------- | ------------------------- | ------------------------- | ------------------------- | ------------------------- | ------------------------- | ------------------------- | ------------------------- | ------------------------- | ------------------------- | ------------------------- | ------------------------- | ------------------------- | ------------------------- |
| ۱۹۳۰                      | عضو فیفا نبود             | -                         | -                         | -                         | -                         | -                         | -                         | -                         | -                         | -                         | -                         | -                         | -                         | -                         |                           |
| ۱۹۳۴                      | عضو فیفا نبود             | -                         | -                         | -                         | -                         | -                         | -                         | -                         | -                         | -                         | -                         | -                         | -                         | -                         |                           |
| ۱۹۳۸                      | عضو فیفا نبود             | -                         | -                         | -                         | -                         | -                         | -                         | -                         | -                         | -                         | -                         | -                         | -                         | -                         |                           |
| ۱۹۵۰                      | شرکت نکرد                 | -                         | -                         | -                         | -                         | -                         | -                         | -                         | -                         | -                         | -                         | -                         | -                         | -                         |                           |
| ۱۹۵۴                      | شرکت نکرد                 | -                         | -                         | -                         | -                         | -                         | -                         | -                         | -                         | -                         | -                         | -                         | -                         | -                         |                           |
| ۱۹۵۸                      | شرکت نکرد                 | -                         | -                         | -                         | -                         | -                         | -                         | -                         | -                         | -                         | -                         | -                         | -                         | -                         |                           |
| ۱۹۶۲                      | شرکت نکرد                 | -                         | -                         | -                         | -                         | -                         | -                         | -                         | -                         | -                         | -                         | -                         | -                         | -                         |                           |
| ۱۹۶۶                      | شرکت نکرد                 | -                         | -                         | -                         | -                         | -                         | -                         | -                         | -                         | -                         | -                         | -                         | -                         | -                         |                           |
| ۱۹۷۰                      | شرکت نکرد                 | -                         | -                         | -                         | -                         | -                         | -                         | -                         | -                         | -                         | -                         | -                         | -                         | -                         |                           |
| ۱۹۷۴                      | راه نیافت                 | -                         | -                         | -                         | -                         | -                         | -                         | -                         | ۸                         | ۵                         | ۱                         | ۲                         | ۹                         | ۶                         |                           |
| ۱۹۷۸                      | مرحله گروهی               | ۱۴ام                      | ۳                         | ۰                         | ۱                         | ۲                         | ۲                         | ۸                         | ۱۲                        | ۱۰                        | ۲                         | ۰                         | ۲۰                        | ۳                         |                           |
| ۱۹۸۲                      | حضور نداشت                | -                         | -                         | -                         | -                         | -                         | -                         | -                         | -                         | -                         | -                         | -                         | -                         | -                         |                           |
| ۱۹۸۶                      | کنار گذاشته شد*           | -                         | -                         | -                         | -                         | -                         | -                         | -                         | -                         | -                         | -                         | -                         | -                         | -                         |                           |
| ۱۹۹۰                      | راه نیافت                 | -                         | -                         | -                         | -                         | -                         | -                         | -                         | ۶                         | ۵                         | ۰                         | ۱                         | ۱۲                        | ۵                         |                           |
| ۱۹۹۴                      | راه نیافت                 | -                         | -                         | -                         | -                         | -                         | -                         | -                         | ۱۱                        | ۵                         | ۳                         | ۳                         | ۲۳                        | ۱۳                        |                           |
| ۱۹۹۸                      | مرحله گروهی               | ۲۰ام                      | ۳                         | ۱                         | ۰                         | ۲                         | ۲                         | ۴                         | ۱۷                        | ۸                         | ۶                         | ۳                         | ۵۷                        | ۱۷                        |                           |
| ۲۰۰۲                      | راه نیافت                 | -                         | -                         | -                         | -                         | -                         | -                         | -                         | ۱۴                        | ۹                         | ۳                         | ۲                         | ۳۶                        | ۹                         |                           |
| ۲۰۰۶                      | مرحله گروهی               | ۲۵ام                      | ۳                         | ۰                         | ۱                         | ۲                         | ۲                         | ۶                         | ۱۲                        | ۹                         | ۱                         | ۲                         | ۲۹                        | ۷                         |                           |
| ۲۰۱۰                      | راه نیافت                 | -                         | -                         | -                         | -                         | -                         | -                         | -                         | ۱۴                        | ۵                         | ۸                         | ۱                         | ۱۵                        | ۹                         |                           |
| ۲۰۱۴                      | مرحله گروهی               | ۲۸ام                      | ۳                         | ۰                         | ۱                         | ۲                         | ۱                         | ۴                         | ۱۶                        | ۱۰                        | ۴                         | ۲                         | ۳۰                        | ۷                         |                           |
| ۲۰۱۸                      | مرحله گروهی               | ۱۸ام                      | ۳                         | ۱                         | ۱                         | ۱                         | ۲                         | ۲                         | ۱۸                        | ۱۲                        | ۶                         | ۰                         | ۳۶                        | ۵                         |                           |
| ۲۰۲۲                      | مرحله گروهی               | ۲۶ام                      | ۳                         | ۱                         | ۰                         | ۲                         | ۴                         | ۷                         | ۱۸                        | ۱۴                        | ۱                         | ۳                         | ۴۹                        | ۸                         |                           |
| ۲۰۲۶                      | برگزار نشده               | ۰                         | ۰                         | ۰                         | ۰                         | ۰                         | ۰                         | ۰                         | ۱۶                        | ۱۱                        | ۴                         | ۱                         | ۳۵                        | ۱۲                        |                           |
| مجموع                     | ۶/۲۲                      | -                         | ۱۸                        | ۳                         | ۴                         | ۱۱                        | ۱۳                        | ۳۱                        | ۱۶۲                       | ۱۰۳                       | ۳۹                        | ۲۰                        | ۳۵۱                       | ۱۰۱                       |                           |

* به دلیل جنگ ایران و عراق، فیفا این دو کشور را مجبور به بازی در زمین بی‌طرف کرد که ایران با این موضوع موافقت نکرد و از مسابقات کنار گذاشته شد.
| مسابقه‌های ایران در جام جهانی فوتبال | مسابقه‌های ایران در جام جهانی فوتبال | مسابقه‌های ایران در جام جهانی فوتبال | مسابقه‌های ایران در جام جهانی فوتبال  | مسابقه‌های ایران در جام جهانی فوتبال | مسابقه‌های ایران در جام جهانی فوتبال | مسابقه‌های ایران در جام جهانی فوتبال    |
| سال                                 | مرحله                               | تاریخ                               | ورزشگاه                              | تماشاگر                             | نتیجه                               | گل‌های ایران                            |
| ----------------------------------- | ----------------------------------- | ----------------------------------- | ------------------------------------ | ----------------------------------- | ----------------------------------- | -------------------------------------- |
| ۱۹۷۸                                | مرحله گروهی                         | ۱۳ خرداد ۱۳۵۷، ۱۶:۴۵ ART            | مالویناس آرژنتیناس، مندوزا           | ۳۳،۴۳۱                              | ایران ۰–۳ هلند                      | -                                      |
| ۱۹۷۸                                | مرحله گروهی                         | ۱۷ خرداد ۱۳۵۷، ۱۶:۴۵ ART            | ماریو آلبرتو کمپس، کوردوبا           | ۷،۹۳۸                               | ایران ۱–۱ اسکاتلند                  | ایرج دانایی‌فرد '۶۰                     |
| ۱۹۷۸                                | مرحله گروهی                         | ۲۱ خرداد ۱۳۵۷، ۱۶:۴۵ ART            | ماریو آلبرتو کمپس، کوردوبا           | ۲۱،۲۶۲                              | ایران ۱–۴ پرو                       | حسن روشن '۴۱                           |
| ۱۹۹۸                                | مرحله گروهی                         | ۲۴ خرداد ۱۳۷۷، ۱۷:۳۰ CET            | جئوفروی گویچارد، سن-اتین             | ۳۰،۶۰۰                              | ایران ۰–۱ یوگسلاوی                  | -                                      |
| ۱۹۹۸                                | مرحله گروهی                         | ۳۱ خرداد ۱۳۷۷، ۲۱:۰۰ CET            | ژرلان، لیون                          | ۳۹،۱۰۰                              | ایران ۲–۱ ایالات متحده آمریکا       | حمید استیلی '۴۱، مهدی مهدوی‌کیا '۸۳     |
| ۱۹۹۸                                | مرحله گروهی                         | ۴ تیر ۱۳۷۷، ۲۱:۰۰ CET               | استاد دو لا موسون، مون‌پلیه           | ۲۹،۸۰۰                              | ایران ۰–۲ آلمان                     | -                                      |
| ۲۰۰۶                                | مرحله گروهی                         | ۲۱ خرداد ۱۳۸۵، ۱۸:۰۰ CEST           | فرانکن، نورنبرگ                      | ۴۱،۰۰۰                              | ایران ۱–۳ مکزیک                     | یحیی گل‌محمدی '۳۶                       |
| ۲۰۰۶                                | مرحله گروهی                         | ۲۷ خرداد ۱۳۸۵، ۱۵:۰۰ CEST           | کومرتسبانک آرنا، فرانکفورت           | ۴۸،۰۰۰                              | ایران ۰–۲ پرتغال                    | -                                      |
| ۲۰۰۶                                | مرحله گروهی                         | ۳۱ خرداد ۱۳۸۵، ۱۶:۰۰ CEST           | ردبول آرنا، لایپزیگ                  | ۳۸،۰۰۰                              | ایران ۱–۱ آنگولا                    | سهراب بختیاری‌زاده '۷۵                  |
| ۲۰۱۴                                | مرحله گروهی                         | ۲۶ خرداد ۱۳۹۳، ۱۶:۰۰ UTC-3          | آرنا دا بایشادا، کوریتیبا            | ۳۹،۰۸۱                              | ایران ۰–۰ نیجریه                    | -                                      |
| ۲۰۱۴                                | مرحله گروهی                         | ۳۱ خرداد ۱۳۹۳، ۱۳:۰۰ UTC-3          | مینیرو، بلو هوریزونته                | ۵۷،۶۹۸                              | ایران ۰–۱ آرژانتین                  | -                                      |
| ۲۰۱۴                                | مرحله گروهی                         | ۴ تیر ۱۳۹۳، ۱۳:۰۰ UTC-3             | ایتایپاوا آرنا فونته نوآوا، سالوادور | ۴۸،۰۱۱                              | ایران ۱–۳ بوسنی و هرزگوین           | رضا قوچان‌نژاد '۸۲                      |
| ۲۰۱۸                                | مرحله گروهی                         | ۲۵ خرداد ۱۳۹۷، ۱۸:۰۰ MSK            | کرستوفسکی، سن پترزبورگ               | ۶۲،۵۴۸                              | ایران ۱–۰ مراکش                     | عزیز بوحدوز (گل‌به‌خودی) '۵+۹۰           |
| ۲۰۱۸                                | مرحله گروهی                         | ۳۰ خرداد ۱۳۹۷، ۲۱:۰۰ MSK            | کازان آرنا، قازان                    | ۴۲،۷۱۸                              | ایران ۰–۱ اسپانیا                   | -                                      |
| ۲۰۱۸                                | مرحله گروهی                         | ۴ تیر ۱۳۹۷، ۲۱:۰۰ MSK               | موردوویا آرنا، سارانسک               | ۴۱،۶۸۵                              | ایران ۱–۱ پرتغال                    | کریم انصاری‌فرد '۳+۹۰                   |
| ۲۰۲۲                                | مرحله گروهی                         | ۳۰ آبان ۱۴۰۱، ۱۶:۰۰ UTC+3           | خلیفه، دوحه                          | ۴۵،۳۴۴                              | ایران ۲–۶ انگلستان                  | مهدی طارمی '۶۵ و '۱۳+۹۰                |
| ۲۰۲۲                                | مرحله گروهی                         | ۴ آذر ۱۴۰۱، ۱۳:۰۰ UTC+3             | الریان، الریان                       | ۴۰،۸۷۵                              | ایران ۲–۰ ولز                       | روزبه چشمی '۸+۹۰، رامین رضاییان '۱۱+۹۰ |
| ۲۰۲۲                                | مرحله گروهی                         | ۸ آذر ۱۴۰۱، ۲۲:۰۰ UTC+3             | الثمامه، دوحه                        | ۴۲،۱۲۷                              | ایران ۰–۱ ایالات متحده آمریکا       | -                                      |

### در جام ملت‌های آسیا
راهنما
  قهرمان    نایب قهرمان    سوم    چهارم  
| ایران در جام ملت‌های آسیا | ایران در جام ملت‌های آسیا | ایران در جام ملت‌های آسیا | ایران در جام ملت‌های آسیا | ایران در جام ملت‌های آسیا | ایران در جام ملت‌های آسیا | ایران در جام ملت‌های آسیا | ایران در جام ملت‌های آسیا | ایران در جام ملت‌های آسیا    | ایران در جام ملت‌های آسیا    | ایران در جام ملت‌های آسیا    | ایران در جام ملت‌های آسیا    | ایران در جام ملت‌های آسیا    | ایران در جام ملت‌های آسیا    | ایران در جام ملت‌های آسیا |
| جام ملت‌های آسیا          | جام ملت‌های آسیا          | جام ملت‌های آسیا          | جام ملت‌های آسیا          | جام ملت‌های آسیا          | جام ملت‌های آسیا          | جام ملت‌های آسیا          | جام ملت‌های آسیا          |                             | مقدماتی جام ملت‌های آسیا     | مقدماتی جام ملت‌های آسیا     | مقدماتی جام ملت‌های آسیا     | مقدماتی جام ملت‌های آسیا     | مقدماتی جام ملت‌های آسیا     | مقدماتی جام ملت‌های آسیا  |
| میزبان/سال               | دور                      | بازی                     | برد                      | تساوی                    | باخت                     | گ. ز.                    | گ. خ.                    | بازی                        | برد                         | تساوی                       | باخت                        | گ. ز.                       | گ. خ.                       |                          |
| ------------------------ | ------------------------ | ------------------------ | ------------------------ | ------------------------ | ------------------------ | ------------------------ | ------------------------ | --------------------------- | --------------------------- | --------------------------- | --------------------------- | --------------------------- | --------------------------- | ------------------------ |
| ۱۹۵۶                     | شرکت نکرد                | -                        | -                        | -                        | -                        | -                        | -                        | -                           | -                           | -                           | -                           | -                           | -                           |                          |
| ۱۹۶۰                     | حذف در مقدماتی           | -                        | -                        | -                        | -                        | -                        | -                        | ۶                           | ۳                           | ۱                           | ۲                           | ۱۲                          | ۱۰                          |                          |
| ۱۹۶۴                     | شرکت نکرد                | -                        | -                        | -                        | -                        | -                        | -                        | -                           | -                           | -                           | -                           | -                           | -                           |                          |
| ۱۹۶۸                     | قهرمان                   | ۴                        | ۴                        | ۰                        | ۰                        | ۱۱                       | ۲                        | حضور مستقیم به دلیل میزبانی | حضور مستقیم به دلیل میزبانی | حضور مستقیم به دلیل میزبانی | حضور مستقیم به دلیل میزبانی | حضور مستقیم به دلیل میزبانی | حضور مستقیم به دلیل میزبانی |                          |
| ۱۹۷۲                     | قهرمان                   | ۵                        | ۵                        | ۰                        | ۰                        | ۱۲                       | ۴                        | حضور مستقیم به دلیل قهرمانی | حضور مستقیم به دلیل قهرمانی | حضور مستقیم به دلیل قهرمانی | حضور مستقیم به دلیل قهرمانی | حضور مستقیم به دلیل قهرمانی | حضور مستقیم به دلیل قهرمانی |                          |
| ۱۹۷۶                     | قهرمان                   | ۴                        | ۴                        | ۰                        | ۰                        | ۱۳                       | ۰                        | حضور مستقیم به دلیل میزبانی | حضور مستقیم به دلیل میزبانی | حضور مستقیم به دلیل میزبانی | حضور مستقیم به دلیل میزبانی | حضور مستقیم به دلیل میزبانی | حضور مستقیم به دلیل میزبانی |                          |
| ۱۹۸۰                     | مقام سوم                 | ۶                        | ۳                        | ۲                        | ۱                        | ۱۶                       | ۶                        | حضور مستقیم به دلیل قهرمانی | حضور مستقیم به دلیل قهرمانی | حضور مستقیم به دلیل قهرمانی | حضور مستقیم به دلیل قهرمانی | حضور مستقیم به دلیل قهرمانی | حضور مستقیم به دلیل قهرمانی |                          |
| ۱۹۸۴                     | مقام چهارم               | ۶                        | ۲                        | ۴                        | ۰                        | ۸                        | ۳                        | ۶                           | ۶                           | ۰                           | ۰                           | ۲۲                          | ۲                           |                          |
| ۱۹۸۸                     | مقام سوم                 | ۶                        | ۲                        | ۲                        | ۲                        | ۳                        | ۴                        | ۴                           | ۲                           | ۲                           | ۰                           | ۶                           | ۱                           |                          |
| ۱۹۹۲                     | مرحله گروهی              | ۳                        | ۱                        | ۱                        | ۱                        | ۲                        | ۱                        | ۲                           | ۲                           | ۰                           | ۰                           | ۱۰                          | ۰                           |                          |
| ۱۹۹۶                     | مقام سوم                 | ۶                        | ۳                        | ۲                        | ۱                        | ۱۴                       | ۶                        | ۶                           | ۶                           | ۰                           | ۰                           | ۲۷                          | ۱                           |                          |
| ۲۰۰۰                     | یک‌ چهارم پایانی          | ۴                        | ۲                        | ۱                        | ۱                        | ۷                        | ۳                        | ۶                           | ۴                           | ۱                           | ۱                           | ۱۶                          | ۲                           |                          |
| ۲۰۰۴                     | مقام سوم                 | ۶                        | ۳                        | ۳                        | ۰                        | ۱۴                       | ۸                        | ۶                           | ۵                           | ۰                           | ۱                           | ۱۶                          | ۵                           |                          |
| ۲۰۰۷                     | یک‌ چهارم پایانی          | ۴                        | ۲                        | ۲                        | ۰                        | ۶                        | ۳                        | ۶                           | ۴                           | ۲                           | ۰                           | ۱۲                          | ۲                           |                          |
| ۲۰۱۱                     | یک چهارم پایانی          | ۴                        | ۳                        | ۰                        | ۱                        | ۶                        | ۲                        | ۶                           | ۴                           | ۱                           | ۱                           | ۱۱                          | ۲                           |                          |
| ۲۰۱۵                     | یک چهارم پایانی          | ۴                        | ۳                        | ۱                        | ۰                        | ۷                        | ۳                        | ۶                           | ۵                           | ۱                           | ۰                           | ۱۸                          | ۵                           |                          |
| ۲۰۱۹                     | مقام سوم*                | ۶                        | ۴                        | ۱                        | ۱                        | ۱۲                       | ۳                        | ۸                           | ۶                           | ۲                           | ۰                           | ۲۶                          | ۳                           |                          |
| ۲۰۲۳                     | مقام سوم*                | ۶                        | ۴                        | ۱                        | ۱                        | ۱۲                       | ۷                        | ۸                           | ۶                           | ۰                           | ۲                           | ۳۴                          | ۴                           |                          |
| ۲۰۲۷                     | برگزار نشده              | ۰                        | ۰                        | ۰                        | ۰                        | ۰                        | ۰                        | ۶                           | ۴                           | ۲                           | ۰                           | ۱۶                          | ۴                           |                          |
| مجموع                    | ۱۹/۱۵                    | ۷۴                       | ۴۵                       | ۲۰                       | ۹                        | ۱۴۳                      | ۵۵                       | ۷۶                          | ۵۷                          | ۱۲                          | ۷                           | ۲۲۶                         | ۴۱                          |                          |

۱- خط قرمز رنگ نشان می‌دهد که تیم میزبان مسابقات بوده‌ است.
۲- مساوی‌ها شامل بازی‌هایی که به ضربات پنالتی کشیده شده‌اند نیز می‌شوند.
* در این دوره رقابت رده‌بندی برای مقام سوم برگزار نشد و بر پایۀ عملکرد دو تیم حذف‌شده در مرحلۀ نیمه‌نهایی، تیم سوم انتخاب شد.

### در المپیک تابستانی
| ایران در المپیک تابستانی | ایران در المپیک تابستانی         | ایران در المپیک تابستانی | ایران در المپیک تابستانی | ایران در المپیک تابستانی | ایران در المپیک تابستانی | ایران در المپیک تابستانی | ایران در المپیک تابستانی | ایران در المپیک تابستانی | ایران در المپیک تابستانی | ایران در المپیک تابستانی | ایران در المپیک تابستانی | ایران در المپیک تابستانی | ایران در المپیک تابستانی | ایران در المپیک تابستانی |
| بازی‌های المپیک           | بازی‌های المپیک                   | بازی‌های المپیک           | بازی‌های المپیک           | بازی‌های المپیک           | بازی‌های المپیک           | بازی‌های المپیک           | بازی‌های المپیک           |                          | مقدماتی المپیک           | مقدماتی المپیک           | مقدماتی المپیک           | مقدماتی المپیک           | مقدماتی المپیک           | مقدماتی المپیک           |
| میزبان/سال               | دور                              | بازی                     | برد                      | تساوی                    | باخت                     | گ. ز.                    | گ. خ.                    | بازی                     | برد                      | تساوی                    | باخت                     | گ. ز.                    | گ. خ.                    |                          |
| ------------------------ | -------------------------------- | ------------------------ | ------------------------ | ------------------------ | ------------------------ | ------------------------ | ------------------------ | ------------------------ | ------------------------ | ------------------------ | ------------------------ | ------------------------ | ------------------------ | ------------------------ |
| ۱۹۰۰ تا ۱۹۶۰             | حضور نداشت                       | -                        | -                        | -                        | -                        | -                        | -                        | -                        | -                        | -                        | -                        | -                        | -                        |                          |
| ۱۹۶۴                     | مرحله گروهی                      | ۳                        | ۰                        | ۱                        | ۲                        | ۱                        | ۶                        | ۶                        | ۴                        | ۱                        | ۱                        | ۱۴                       | ۳                        |                          |
| ۱۹۶۸                     | شرکت نکرد                        | -                        | -                        | -                        | -                        | -                        | -                        | -                        | -                        | -                        | -                        | -                        | -                        |                          |
| ۱۹۷۲                     | مرحله گروهی                      | ۳                        | ۱                        | ۰                        | ۲                        | ۱                        | ۹                        | ۵                        | ۳                        | ۲                        | ۰                        | ۶                        | ۰                        |                          |
| ۱۹۷۶                     | یک‌چهارم پایانی                   | ۳                        | ۱                        | ۰                        | ۲                        | ۴                        | ۵                        | ۴                        | ۳                        | ۱                        | ۰                        | ۸                        | ۱                        |                          |
| ۱۹۸۰                     | راه یافت ولی بازی‌ها را تحریم کرد | -                        | -                        | -                        | -                        | -                        | -                        | ۵                        | ۳                        | ۲                        | ۰                        | ۱۸                       | ۲                        |                          |
| ۱۹۸۴                     | شرکت نکرد                        | -                        | -                        | -                        | -                        | -                        | -                        | -                        | -                        | -                        | -                        | -                        | -                        |                          |
| ۱۹۸۸                     | راه نیافت                        | -                        | -                        | -                        | -                        | -                        | -                        | ۲                        | ۱                        | ۰                        | ۱                        | ۲                        | ۲                        |                          |
| مجموع                    | بهترین: یک‌چهارم پایانی           | ۹                        | ۲                        | ۱                        | ۶                        | ۶                        | ۲۰                       | ۲۲                       | ۱۴                       | ۶                        | ۲                        | ۴۸                       | ۸                        |                          |

* پس از المپیک ۱۹۹۲ تیم ملی زیر ۲۱ سال در بازی‌ها شرکت می‌کند. 

### در بازی‌های آسیایی
| ایران در بازی‌های آسیایی | ایران در بازی‌های آسیایی | ایران در بازی‌های آسیایی | ایران در بازی‌های آسیایی | ایران در بازی‌های آسیایی | ایران در بازی‌های آسیایی | ایران در بازی‌های آسیایی | ایران در بازی‌های آسیایی |
| میزبان/سال              | دور                     | بازی                    | برد                     | تساوی                   | باخت                    | گ. ز.                   | گ. خ.                   |
| ----------------------- | ----------------------- | ----------------------- | ----------------------- | ----------------------- | ----------------------- | ----------------------- | ----------------------- |
| دهلی نو ۱۹۵۱            | نایب‌قهرمان              | ۳                       | ۲                       | ۰                       | ۱                       | ۲                       | ۱                       |
| مانیل ۱۹۵۴              | شرکت نکرد               | -                       | -                       | -                       | -                       | -                       | -                       |
| توکیو ۱۹۵۸              | مرحله گروهی             | ۲                       | ۰                       | ۰                       | ۲                       | ۰                       | ۹                       |
| جاکارتا ۱۹۶۲            | شرکت نکرد               | -                       | -                       | -                       | -                       | -                       | -                       |
| بانکوک ۱۹۶۶             | نایب‌قهرمان              | ۷                       | ۴                       | ۰                       | ۳                       | ۹                       | ۶                       |
| بانکوک ۱۹۷۰             | مرحله گروهی             | ۲                       | ۰                       | ۱                       | ۱                       | ۲                       | ۳                       |
| تهران ۱۹۷۴              | قهرمان                  | ۷                       | ۷                       | ۰                       | ۰                       | ۲۰                      | ۱                       |
| بانکوک ۱۹۷۸             | شرکت نکرد               | -                       | -                       | -                       | -                       | -                       | -                       |
| دهلی نو ۱۹۸۲            | یک‌چهارم‌پایانی           | ۴                       | ۲                       | ۰                       | ۲                       | ۳                       | ۲                       |
| سئول ۱۹۸۶               | یک‌چهارم‌پایانی           | ۵                       | ۳                       | ۱                       | ۱                       | ۱۳                      | ۲                       |
| پکن ۱۹۹۰                | قهرمان                  | ۵                       | ۴                       | ۱                       | ۰                       | ۷                       | ۱                       |
| هیروشیما ۱۹۹۴           | مرحله گروهی             | ۴                       | ۱                       | ۲                       | ۱                       | ۵                       | ۲                       |
| بانکوک ۱۹۹۸             | قهرمان                  | ۸                       | ۷                       | ۰                       | ۱                       | ۲۵                      | ۷                       |
| مجموع                   | ۳ قهرمانی               | ۴۷                      | ۳۰                      | ۵                       | ۱۲                      | ۸۶                      | ۳۴                      |

* پس از بازی‌های آسیایی سال ۲۰۰۲ تیم زیر ۲۳ سال در این بازی‌ها شرکت می‌کند. 

### در قهرمانی فوتبال غرب آسیا
| ایران در قهرمانی فوتبال غرب آسیا | ایران در قهرمانی فوتبال غرب آسیا | ایران در قهرمانی فوتبال غرب آسیا | ایران در قهرمانی فوتبال غرب آسیا | ایران در قهرمانی فوتبال غرب آسیا | ایران در قهرمانی فوتبال غرب آسیا | ایران در قهرمانی فوتبال غرب آسیا | ایران در قهرمانی فوتبال غرب آسیا |
| میزبان/سال                       | دور                              | بازی                             | برد                              | تساوی                            | باخت                             | گ. ز.                            | گ. خ.                            |
| -------------------------------- | -------------------------------- | -------------------------------- | -------------------------------- | -------------------------------- | -------------------------------- | -------------------------------- | -------------------------------- |
| ۲۰۰۰                             | قهرمان                           | ۵                                | ۴                                | ۱                                | ۰                                | ۷                                | ۱                                |
| ۲۰۰۲                             | سوم                              | ۴                                | ۱                                | ۲                                | ۱                                | ۴                                | ۳                                |
| ۲۰۰۴                             | قهرمان                           | ۴                                | ۴                                | ۰                                | ۰                                | ۱۷                               | ۳                                |
| ۲۰۰۷                             | قهرمان                           | ۴                                | ۳                                | ۱                                | ۰                                | ۵                                | ۱                                |
| ۲۰۰۸                             | قهرمان                           | ۴                                | ۴                                | ۰                                | ۰                                | ۱۳                               | ۲                                |
| ۲۰۱۰                             | نایب قهرمان                      | ۴                                | ۲                                | ۱                                | ۱                                | ۸                                | ۵                                |
| ۲۰۱۲                             | مرحله گروهی                      | ۳                                | ۱                                | ۲                                | ۰                                | ۲                                | ۱                                |
| مجموع                            | ۴ قهرمانی                        | ۲۸                               | ۱۹                               | ۷                                | ۲                                | ۵۶                               | ۱۶                               |

*در سال ۲۰۰۷ تیم ملی ب ایران با سرمربی‌گری پرویز مظلومی در بازی‌ها شرکت کرد.

### در جام‌های دوستانه
راهنما
  قهرمان    نائب قهرمان    سوم    چهارم    نیمه‌نهایی
| ایران در تورنمنت‌ها و جام‌های دوستانه و غیر رسمی فوتبال | ایران در تورنمنت‌ها و جام‌های دوستانه و غیر رسمی فوتبال | ایران در تورنمنت‌ها و جام‌های دوستانه و غیر رسمی فوتبال | ایران در تورنمنت‌ها و جام‌های دوستانه و غیر رسمی فوتبال | ایران در تورنمنت‌ها و جام‌های دوستانه و غیر رسمی فوتبال | ایران در تورنمنت‌ها و جام‌های دوستانه و غیر رسمی فوتبال | ایران در تورنمنت‌ها و جام‌های دوستانه و غیر رسمی فوتبال | ایران در تورنمنت‌ها و جام‌های دوستانه و غیر رسمی فوتبال | ایران در تورنمنت‌ها و جام‌های دوستانه و غیر رسمی فوتبال                               | ایران در تورنمنت‌ها و جام‌های دوستانه و غیر رسمی فوتبال |
| سال                                                   | رده                                                   | بازی                                                  | برد                                                   | مساوی                                                 | باخت                                                  | زده                                                   | خورده                                                 | یادداشت                                                                             | منبع                                                  |
| ----------------------------------------------------- | ----------------------------------------------------- | ----------------------------------------------------- | ----------------------------------------------------- | ----------------------------------------------------- | ----------------------------------------------------- | ----------------------------------------------------- | ----------------------------------------------------- | ----------------------------------------------------------------------------------- | ----------------------------------------------------- |
| جام استقلال افغانستان ۱۹۴۱                            | ؟                                                     | ۲                                                     | ۱                                                     | ۱                                                     | ۰                                                     | ۱                                                     | ۰                                                     | در مورد نتایج و چگونگی برگزاری این جام گزارش‌های متفاوتی وجود دارد.                  | [ ۲۷۳ ]                                               |
| جام عمران منطقه‌ای ۱۹۶۵                                | قهرمان                                                | ۲                                                     | ۱                                                     | ۱                                                     | ۰                                                     | ۴                                                     | ۱                                                     | بازی اول ایران و ترکیه نیمه‌کاره رها شد و بازی تکراری برگزار شد.                     | [ ۲۷۴ ]                                               |
| جام عمران منطقه‌ای ۱۹۶۷                                | دوم                                                   | ۲                                                     | ۱                                                     | ۰                                                     | ۱                                                     | ۲                                                     | ۱                                                     | -                                                                                   | [ ۲۷۵ ]                                               |
| جام دوستی ۱۹۶۹                                        | دوم                                                   | ۴                                                     | ۳                                                     | ۰                                                     | ۱                                                     | ۱۳                                                    | ۵                                                     | -                                                                                   | [ ۲۷۶ ]                                               |
| جام عمران منطقه‌ای ۱۹۶۹                                | دوم                                                   | ۲                                                     | ۱                                                     | ۰                                                     | ۱                                                     | ۴                                                     | ۶                                                     | -                                                                                   | [ ۲۷۷ ]                                               |
| جام عمران منطقه‌ای ۱۹۷۰                                | قهرمان                                                | ۲                                                     | ۱                                                     | ۱                                                     | ۰                                                     | ۸                                                     | ۱                                                     | -                                                                                   | [ ۲۷۸ ]                                               |
| جام بین‌المللی کوروش ۱۹۷۱                              | قهرمان                                                | ۵                                                     | ۵                                                     | ۰                                                     | ۰                                                     | ۱۰                                                    | ۲                                                     | تیم منتخب تهران با نام ایران در این بازی‌ها شرکت کرد.                                | [ ۲۷۹ ]                                               |
| جام استقلال برزیل ۱۹۷۲                                | مرحله اول                                             | ۵                                                     | ۰                                                     | ۱                                                     | ۴                                                     | ۳                                                     | ۸                                                     | -                                                                                   | [ ۲۸۰ ]                                               |
| جام عمران منطقه‌ای ۱۹۷۴                                | دوم                                                   | ۲                                                     | ۱                                                     | ۰                                                     | ۱                                                     | ۲                                                     | ۲                                                     | باشگاه فوتبال ملوان انزلی با نام ایران در جام شرکت کرد.                             | [ ۲۸۱ ]                                               |
| جام ایران ۱۹۷۴                                        | قهرمان                                                | ۴                                                     | ۲                                                     | ۲                                                     | ۰                                                     | ۴                                                     | ۱                                                     | تیم ب ایران نیز در این مسابقات شرکت کرد.                                            | [ ۲۸۲ ]                                               |
| جام ایران ۱۹۷۵                                        | مرحله اول                                             | ۲                                                     | ۰                                                     | ۱                                                     | ۱                                                     | ۱                                                     | ۲                                                     | تیم ب ایران نیز در این مسابقات شرکت کرد.                                            | [ ۲۸۳ ]                                               |
| ۷۵ سالگی رئال مادرید ۱۹۷۷                             | سوم                                                   | ۲                                                     | ۰                                                     | ۲                                                     | ۰                                                     | ۲                                                     | ۲                                                     | هر دو بازی ایران به ضربات پنالتی کشیده شدند.                                        | [ ۲۸۴ ]                                               |
| تورنمنت پاری‌سن‌ژرمن ۱۹۷۸                               | چهارم                                                 | ۲                                                     | ۰                                                     | ۱                                                     | ۱                                                     | ۱                                                     | ۴                                                     | نتیجه بازی نیمه‌نهایی به جای ضربات پنالتی با شمارش کرنرها تعیین شد.                  | [ ۲۸۵ ]                                               |
| جام قاعد اعظم ۱۹۸۲                                    | قهرمان                                                | ۶                                                     | ۵                                                     | ۱                                                     | ۰                                                     | ۱۱                                                    | ۱                                                     | -                                                                                   | [ ۲۸۶ ]                                               |
| جام نهرو ۱۹۸۵                                         | مرحله اول                                             | ۳                                                     | ۱                                                     | ۰                                                     | ۲                                                     | ۵                                                     | ۵                                                     | -                                                                                   | [ ۲۸۷ ]                                               |
| ج. ب. فجر ۱۹۸۶                                        | دوم                                                   | ۵                                                     | ۳                                                     | ۲                                                     | ۰                                                     | ۱۱                                                    | ۲                                                     | تیم‌های ب ایران و منتخب خوزستان نیز حاضر بودند.                                      | [ ۲۸۸ ]                                               |
| جام صلح و دوستی ۱۹۸۹                                  | چهارم                                                 | ۵                                                     | ۱                                                     | ۳                                                     | ۱                                                     | ۵                                                     | ۴                                                     | -                                                                                   | [ ۲۸۹ ]                                               |
| جام اکو ۱۹۹۳                                          | قهرمان                                                | ۴                                                     | ۴                                                     | ۰                                                     | ۰                                                     | ۱۰                                                    | ۲                                                     | -                                                                                   | [ ۲۹۰ ]                                               |
| جام کارلزبرگ ۱۹۹۸                                     | سوم                                                   | ۲                                                     | ۰                                                     | ۱                                                     | ۱                                                     | ۱                                                     | ۲                                                     | -                                                                                   | [ ۲۹۱ ]                                               |
| جام ال جی ۱۹۹۸                                        | سوم                                                   | ۲                                                     | ۱                                                     | ۰                                                     | ۱                                                     | ۱                                                     | ۲                                                     | -                                                                                   | [ ۲۹۲ ]                                               |
| جام چائو! فوریه ۱۹۹۹                                  | دوم                                                   | ۲                                                     | ۱                                                     | ۰                                                     | ۱                                                     | ۳                                                     | ۴                                                     | -                                                                                   | [ ۲۹۳ ]                                               |
| جام کانادا ۱۹۹۹                                       | دوم                                                   | ۳                                                     | ۱                                                     | ۲                                                     | ۰                                                     | ۴                                                     | ۳                                                     | -                                                                                   | [ ۲۹۴ ]                                               |
| جام ال‌جی ۲۰۰۰                                         | سوم                                                   | ۲                                                     | ۱                                                     | ۱                                                     | ۰                                                     | ۴                                                     | ۲                                                     | -                                                                                   | [ ۲۹۵ ]                                               |
| جام تمدن‌ها ۲۰۰۱                                       | سوم                                                   | ۲                                                     | ۱                                                     | ۱                                                     | ۰                                                     | ۶                                                     | ۲                                                     | -                                                                                   | [ ۲۹۶ ]                                               |
| جام ال جی ۲۰۰۱                                        | چهارم                                                 | ۲                                                     | ۰                                                     | ۰                                                     | ۲                                                     | ۰                                                     | ۲                                                     | -                                                                                   | [ ۲۹۷ ]                                               |
| جام ال‌جی ۲۰۰۱                                         | قهرمان                                                | ۲                                                     | ۲                                                     | ۰                                                     | ۰                                                     | ۹                                                     | ۲                                                     | -                                                                                   | [ ۲۹۸ ]                                               |
| جام ال‌جی ۲۰۰۲                                         | دوم                                                   | ۲                                                     | ۱                                                     | ۰                                                     | ۱                                                     | ۱                                                     | ۰                                                     | -                                                                                   | [ ۲۹۹ ]                                               |
| جام ال جی ۲۰۰۲                                        | قهرمان                                                | ۲                                                     | ۰                                                     | ۲                                                     | ۰                                                     | ۲                                                     | ۲                                                     | -                                                                                   | [ ۳۰۰ ]                                               |
| جام کارلزبرگ ۲۰۰۳                                     | دوم                                                   | ۲                                                     | ۱                                                     | ۱                                                     | ۰                                                     | ۲                                                     | ۱                                                     | -                                                                                   | [ ۳۰۱ ]                                               |
| جام ال جی ۲۰۰۳                                        | ؟                                                     | ۱                                                     | ۰                                                     | ۰                                                     | ۱                                                     | ۱                                                     | ۲                                                     | غنا در بازی رده‌بندی برابر ایران حاضر نشد اما جایزه سومی را به جای ایران دریافت کرد. | [ ۳۰۲ ]                                               |
| جام ال جی ۲۰۰۳                                        | سوم                                                   | ۲                                                     | ۱                                                     | ۰                                                     | ۱                                                     | ۴                                                     | ۲                                                     | -                                                                                   | [ ۳۰۳ ]                                               |
| جام صلح تهران ۲۰۰۵                                    | سوم                                                   | ۲                                                     | ۱                                                     | ۰                                                     | ۱                                                     | ۲                                                     | ۳                                                     | -                                                                                   | [ ۳۰۴ ]                                               |
| جام ال‌جی ۲۰۰۶                                         | ؟                                                     | ۲                                                     | ۱                                                     | ۱                                                     | ۰                                                     | ۲                                                     | ۰                                                     | نحوه برگزاری جام به درستی مشخص نیست و فقط دو بازی برگزار شد.                        | [ ۳۰۵ ]                                               |
| جام بین‌المللی عمان ۲۰۰۸                               | سوم                                                   | ۲                                                     | ۱                                                     | ۰                                                     | ۱                                                     | ۲                                                     | ۱                                                     | -                                                                                   | [ ۳۰۶ ]                                               |
| ج. ب. دوستی قطر ۲۰۰۹                                  | چهارم                                                 | ۳                                                     | ۰                                                     | ۱                                                     | ۲                                                     | ۴                                                     | ۵                                                     | -                                                                                   |                                                       |

### در رده‌بندی جهانی فیفا
فیفا از دسامبر ۱۹۹۲ اقدام به رده‌بندی تیم‌های ملی کشورهای عضو بر پایهٔ قدرت نسبی تیم‌ها کرد. نخستین رتبهٔ ایران در سال ۱۹۹۲، ۶۱ بود. بدترین جایگاه ایران، ۱۰۸ در سال ۱۹۹۵ و بهترین آن، پانزدهم در سال ۲۰۰۵ بود. از ۲۰۱۶ به این سو نیز جایگاه ایران، هیچگاه از ۳۳ پایین‌تر نیامده است.

## نتایج اخیر

### ۱۴۰۳
| ۱۵ شهریور انتخابی جام جهانی ۲۰۲۶ | ایران          | ۱–۰ | قرقیزستان | فولادشهر، ایران                             |
| ۱۹:۳۰                            | مهدی طارمی ۳۴' |     |           | ورزشگاه: فولادشهر داور: یوسوکه آراکی (ژاپن) |

| ۲۰ شهریور انتخابی جام جهانی ۲۰۲۶ | امارات متحدهٔ عربی | ۰–۱ | ایران            | العین، امارات متحده عربی                               |
| ۱۹:۳۰                            |                   |     | ۴۵+۳' مهدی قایدی | ورزشگاه: هزاع بن زاید داور: کیم جونگ-هیئوک (کره جنوبی) |

| ۱۹ مهر انتخابی جام جهانی ۲۰۲۶ | ازبکستان | ۰–۰ | ایران | تاشکند، ازبکستان                         |
| ۱۷:۳۰                         |          |     |       | ورزشگاه: ملی داور: شاون اوانس (استرالیا) |

| ۲۴ مهر انتخابی جام جهانی ۲۰۲۶ | ایران                                       | ۴–۱ | قطر           | دبی، امارات متحده عربی                  |
| ۱۹:۳۰                         | سردار آزمون ۴۲'، ۴۸' · محمد محبی ۶۵'، ۸+۹۰' |     | ۱۷' المعز علی | ورزشگاه: راشد داور: یوسوکه آراکی (ژاپن) |

| ۲۴ آبان انتخابی جام جهانی ۲۰۲۶ | کرهٔ شمالی                               | ۲–۳ | ایران                               | وینتیان، لائوس                                                    |
| ۱۵:۳۰                          | مهدی طارمی ۵۶' (گ.خ.) · کیم یو-سونگ ۵۹' |     | ۲۹' مهدی قایدی · ۴۱'، ۴۵' محمد محبی | ورزشگاه: ورزشگاه ملی جدید لائوس داور: سعدالله گل‌مرادی (تاجیکستان) |

| ۲۹ آبان انتخابی جام جهانی ۲۰۲۶ | قرقیزستان              | ۲–۳ | ایران                                              | بیشکک، قرقیزستان                            |
| ۱۷:۳۰                          | جوئل کوجو ۵۱'، ۶۴' (پ) |     | ۱۲' مهدی طارمی · ۳۳' صالح حردانی · ۷۶' سردار آزمون | ورزشگاه: دولن امورزاکوف داور: ما نینگ (چین) |

| ۳۰ اسفند انتخابی جام جهانی ۲۰۲۶ | ایران                              | ۲–۰ | امارات متحدهٔ عربی | تهران، ایران                                  |
| ۱۹:۳۰                           | سردار آزمون ۲۷+۴۵' · محمد محبی ۷۰' |     |                   | ورزشگاه: آزادی داور: کو هیونگ جین (کره جنوبی) |

### ۱۴۰۴
| ۵ فروردین انتخابی جام جهانی ۲۰۲۶ | ایران               | ۲–۲ | ازبکستان                                  | تهران، ایران                           |
| ۱۹:۳۰                            | مهدی طارمی ۵۲'، ۸۳' |     | ۱۶'خواجه‌مات ارکینوف · ۵۳'عباس‌بک فیض‌الله‌یف | ورزشگاه: آزادی داور: احمد الکاف (عمان) |

| ۷ شهریور تورنمنت کافا ۲۰۲۵ | ایران | v | افغانستان | حصار، تاجیکستان     |
|                            |       |   |           | ورزشگاه: مرکزی حصار |

| ۱۰ شهریور تورنمنت کافا ۲۰۲۵ | هند | v | ایران | حصار، تاجیکستان     |
|                             |     |   |       | ورزشگاه: مرکزی حصار |

| ۱۳ شهریور تورنمنت کافا ۲۰۲۵ | تاجیکستان | v | ایران | حصار، تاجیکستان     |
|                             |           |   |       | ورزشگاه: مرکزی حصار |

## مربیان
| مربیان تیم ملی ایران | مربیان تیم ملی ایران                                       |
| -------------------- | ---------------------------------------------------------- |
| سرمربی               | امیر قلعه‌نویی                                              |
| کمک‌مربی‌ها            | سعید الهویی آندرانیک تیموریان رحمان رضایی آنتونیو مانیکونه |
| آنالیزور             | علی کمانگری                                                |
| بدنساز               | علی‌اصغر قربانعلی‌پور                                        |
| مربی دروازه‌بان‌ها     | آلین دینکا                                                 |
| سرپرست تیم           | مهدی محمدنبی                                               |

## بازیکنان

### بازیکنان کنونی
فهرست تیم ملی برای دو بازی در مرحله مقدماتی جام جهانی ۲۰۲۶ مقابل  قطر و  کرهٔ شمالی در خرداد ۱۴۰۴
- آمار بازی‌ها و گل‌های ملی تا تاریخ ۲۰ خرداد ۱۴۰۴

| ش. | پست       | بازیکن             | ت‌ت (سن)                  | بازی | گل | باشگاه          |
| -- | --------- | ------------------ | ------------------------ | ---- | -- | --------------- |
| ۱  | دروازه‌بان | علیرضا بیرانوند    | ۲۱ سپتامبر ۱۹۹۲ ‏(۳۲ سال) | ۸۰   | ۰  | تراکتور         |
| ۱۲ | دروازه‌بان | پیام نیازمند       | ۶ آوریل ۱۹۹۵ ‏(۳۰ سال)    | ۹    | ۰  | پرسپولیس        |
| ۲۲ | دروازه‌بان | حسین حسینی         | ۳۰ ژوئن ۱۹۹۲ ‏(۳۳ سال)    | ۱۲   | ۰  | سپاهان          |
|    | دروازه‌بان | محمد خلیفه         | ۱۹ اوت ۲۰۰۴ ‏(۲۰ سال)     | ۰    | ۰  | آلومینیوم       |
|    |           |                    |                          |      |    |                 |
|    | مدافع     | شجاع خلیل‌زاده      | ۱۴ مهٔ ۱۹۸۹ ‏(۳۶ سال)      | ۵۰   | ۲  | تراکتور         |
|    | مدافع     | میلاد محمدی        | ۲۹ سپتامبر ۱۹۹۳ ‏(۳۱ سال) | ۷۰   | ۱  | پرسپولیس        |
| ۴  | مدافع     | محمدامین حزباوی    | ۶ مهٔ ۲۰۰۳ ‏(۲۲ سال)       | ۴    | ۰  | سپاهان          |
| ۱۱ | مدافع     | علی نعمتی          | ۷ فوریهٔ ۱۹۹۶ ‏(۲۹ سال)    | ۸    | ۰  | فولاد           |
| ۲۳ | مدافع     | آریا یوسفی         | ۲۲ آوریل ۲۰۰۲ ‏(۲۳ سال)   | ۷    | ۰  | سپاهان          |
| ۸  | مدافع     | مرتضی پورعلی‌گنجی   | ۱۹ آوریل ۱۹۹۲ ‏(۳۳ سال)   | ۵۴   | ۳  | پرسپولیس        |
| ۲  | مدافع     | صادق محرمی         | ۱ آوریل ۱۹۹۶ ‏(۲۹ سال)    | ۳۰   | ۱  | تراکتور         |
| ۲۱ | مدافع     | امید نورافکن       | ۹ آوریل ۱۹۹۷ ‏(۲۸ سال)    | ۳۰   | ۱  | سپاهان          |
| ۵  | مدافع     | صالح حردانی        | ۲۶ دسامبر ۱۹۹۸ ‏(۲۶ سال)  | ۱۴   | ۱  | استقلال         |
| ۱۹ | مدافع     | عارف آقاسی         | ۲ ژانویهٔ ۱۹۹۷ ‏(۲۸ سال)   | ۳    | ۰  | استقلال         |
|    |           |                    |                          |      |    |                 |
|    | هافبک     | محمد کریمی         | ۲۰ ژوئن ۱۹۹۶ ‏(۲۹ سال)    | ۱۰   | ۰  | سپاهان          |
| ۶  | هافبک     | سعید عزت‌اللهی      | ۱ اکتبر ۱۹۹۶ ‏(۲۸ سال)    | ۷۷   | ۱  | شباب الاهلی     |
| ۱۴ | هافبک     | سامان قدوس         | ۶ سپتامبر ۱۹۹۳ ‏(۳۱ سال)  | ۵۹   | ۳  | الاتحاد کلبا    |
| ۱۵ | هافبک     | روزبه چشمی         | ۲۴ ژوئیهٔ ۱۹۹۳ ‏(۳۲ سال)   | ۳۷   | ۳  | استقلال         |
|    | هافبک     | مهدی قایدی         | ۵ دسامبر ۱۹۹۸ ‏(۲۶ سال)   | ۲۷   | ۹  | النصر           |
| ۳  | هافبک     | محمد قربانی        | ۲۱ مهٔ ۲۰۰۱ ‏(۲۴ سال)      | ۷    | ۰  | الوحده          |
| ۷  | هافبک     | محمدجواد حسین‌نژاد  | ۲۶ ژوئن ۲۰۰۳ ‏(۲۲ سال)    | ۴    | ۰  | دینامو مخاچ‌قلعه |
| ۲۰ | هافبک     | محمدمهدی محبی      | ۱۰ فوریهٔ ۲۰۰۰ ‏(۲۵ سال)   | ۲    | ۱  | الاتحاد کلبا    |
| ۱۷ | هافبک     | مهدی هاشم‌نژاد      | ۲۷ اکتبر ۲۰۰۱ ‏(۲۳ سال)   | ۲    | ۰  | تراکتور         |
| ۱۳ | هافبک     | امیرمحمد رزاقی‌نیا  | ۱۱ آوریل ۲۰۰۶ ‏(۱۹ سال)   | ۱    | ۰  | استقلال         |
|    |           |                    |                          |      |    |                 |
| ۱۸ | مهاجم     | امیرحسین حسین‌زاده  | ۳۰ اکتبر ۲۰۰۰ ‏(۲۴ سال)   | ۷    | ۱  | تراکتور         |
| ۱۶ | مهاجم     | علی علیپور         | ۱۱ نوامبر ۱۹۹۵ ‏(۲۹ سال)  | ۵    | ۰  | پرسپولیس        |
| ۹  | مهاجم     | مهدی طارمی کاپیتان | ۱۸ ژوئیهٔ ۱۹۹۲ ‏(۳۳ سال)   | ۹۴   | ۵۵ | اینتر میلان     |
| ۱۰ | مهاجم     | شهریار مغانلو      | ۲۱ دسامبر ۱۹۹۴ ‏(۳۰ سال)  | ۱۶   | ۲  | الاتحاد کلبا    |

### دعوت‌شدگان اخیر
در جدول زیر، نام بازیکنانی که در ۱۲ ماه گذشته به تیم ملی دعوت شده‌اند، آمده است.
یادداشت‌ها
- مصدوم بازیکن به دلیل مصدومیت از ترکیب کنار گذاشته شد.
- خداحافظی بازیکن از تیم ملی خداحافظی کرد.
- اولیه ترکیب اولیه.

### ترکیب‌های پیشین
| - ترکیب ایران در جام جهانی ۱۹۷۸ - ترکیب ایران در جام جهانی ۱۹۹۸ - ترکیب ایران در جام جهانی ۲۰۰۶ - ترکیب ایران در جام جهانی ۲۰۱۴ - ترکیب ایران در جام جهانی ۲۰۱۸ - ترکیب ایران در جام جهانی ۲۰۲۲ | - ترکیب ایران در جام ملت‌های ۱۹۶۸ - ترکیب ایران در جام ملت‌های ۱۹۷۲ - ترکیب ایران در جام ملت‌های ۱۹۷۶ - ترکیب ایران در جام ملت‌های ۱۹۸۰ - ترکیب ایران در جام ملت‌های ۱۹۸۴ - ترکیب ایران در جام ملت‌های ۱۹۸۸ - ترکیب ایران در جام ملت‌های ۱۹۹۲ - ترکیب ایران در جام ملت‌های ۱۹۹۶ - ترکیب ایران در جام ملت‌های ۲۰۰۰ - ترکیب ایران در جام ملت‌های ۲۰۰۴ - ترکیب ایران در جام ملت‌های ۲۰۰۷ - ترکیب ایران در جام ملت‌های ۲۰۱۱ - ترکیب ایران در جام ملت‌های ۲۰۱۵ - ترکیب ایران در جام ملت‌های ۲۰۱۹ - ترکیب ایران در جام ملت‌های ۲۰۲۳ - ترکیب ایران در المپیک تابستانی ۱۹۶۴ - ترکیب ایران در المپیک تابستانی ۱۹۷۲ - ترکیب ایران در المپیک تابستانی ۱۹۷۶ - ترکیب ایران در المپیک تابستانی ۱۹۸۰ بازی‌ها را تحریم کرد | - ترکیب ایران در بازی‌های آسیایی ۱۹۵۱ - ترکیب ایران در بازی‌های آسیایی ۱۹۵۸ - ترکیب ایران در بازی‌های آسیایی ۱۹۶۶ - ترکیب ایران در بازی‌های آسیایی ۱۹۷۰ - ترکیب ایران در بازی‌های آسیایی ۱۹۷۴ - ترکیب ایران در بازی‌های آسیایی ۱۹۸۲ - ترکیب ایران در بازی‌های آسیایی ۱۹۸۶ - ترکیب ایران در بازی‌های آسیایی ۱۹۹۰ - ترکیب ایران در بازی‌های آسیایی ۱۹۹۴ - ترکیب ایران در بازی‌های آسیایی ۱۹۹۸ |  |

### بازیکنان پیشین
برای دیدن بازیکنان پیشین تیم ملی که در ویکی‌پدیا مقاله دارند، رده:بازیکنان تیم ملی فوتبال ایران را ببینید.

## افتخارات

حسن حبیبی کاپیتان ایران و دیگر بازیکنان تیم ملی در جشن قهرمانی تیم ملی فوتبال ایران در جام ملت‌های آسیا ۱۹۶۸

سومین و آخرین قهرمانی ایران در جام ملت‌های آسیا در ۱۹۷۶

### بین‌قاره‌ای
- چلنج کاپ آسیا–اقیانوسیه

قهرمان: ۲۰۰۳
- جام ملت‌های آفریقا–آسیا

نایب قهرمان: ۱۹۹۱

### قاره‌ای
- جام ملت‌های آسیا

قهرمان: ۱۹۶۸، ۱۹۷۲، ۱۹۷۶
 مقام سوم: ۱۹۸۰، ۱۹۸۸، ۱۹۹۶، ۲۰۰۴
 نیمه نهایی: ۲۰۱۹ و ۲۰۲۳ (بازی رده‌بندی انجام نشد)
- بازی‌های آسیایی†

 مدال طلا: ۱۹۷۴، ۱۹۹۰، ۱۹۹۸، ۲۰۰۲
 مدال نقره: ۱۹۵۱، ۱۹۶۶
† از بازی‌های آسیایی ۲۰۰۲ تیم زیر ۲۳ سال در بازی‌ها شرکت می‌کند.

### منطقه‌ای
- قهرمانی فوتبال غرب آسیا

قهرمان: ۲۰۰۰، ۲۰۰۴، ۲۰۰۷، ۲۰۰۸
نایب قهرمان: ۲۰۱۰
مقام سوم: ۲۰۰۲
- مسابقات قهرمانی فوتبال آسیای مرکزی

قهرمان: ۲۰۲۳

## رکوردداران

### بازیکنان با بیشترین بازی ملی
ده بازیکنی که دارای بیشترین تعداد بازی هستند بدین قرار است:
| رکوردداران حضور در تیم ملی فوتبال ایران | رکوردداران حضور در تیم ملی فوتبال ایران | رکوردداران حضور در تیم ملی فوتبال ایران | رکوردداران حضور در تیم ملی فوتبال ایران |
| #                                       | نام                                     | دوران بازی                              | بازی ملی                                |
| --------------------------------------- | --------------------------------------- | --------------------------------------- | --------------------------------------- |
| ۱                                       | جواد نکونام                             | ۲۰۰۰–۲۰۱۵                               | ۱۴۹                                     |
| ۲                                       | علی دایی                                | ۱۹۹۳–۲۰۰۶                               | ۱۴۸                                     |
| ۳                                       | احسان حاج‌صفی                            | ۲۰۰۸–                                   | ۱۴۲                                     |
| ۴                                       | علی کریمی                               | ۱۹۹۸–۲۰۱۲                               | ۱۲۷                                     |
| ۵                                       | سید جلال حسینی                          | ۲۰۰۷–۲۰۱۸                               | ۱۱۵                                     |
| ۶                                       | مهدی مهدوی‌کیا                           | ۱۹۹۶–۲۰۰۹                               | ۱۱۰                                     |
| ۷                                       | کریم انصاری‌فرد                          | ۲۰۰۹–                                   | ۱۰۴                                     |
| ۸                                       | آندرانیک تیموریان                       | ۲۰۰۵–۲۰۱۶                               | ۱۰۱                                     |
| ۹                                       | مهدی طارمی                              | ۲۰۱۵–                                   | ۹۴                                      |
| ۱۰                                      | علیرضا جهانبخش                          | ۲۰۱۳–                                   | ۹۱                                      |
| ۱۰                                      | سردار آزمون                             | ۲۰۱۴–                                   | ۹۱                                      |

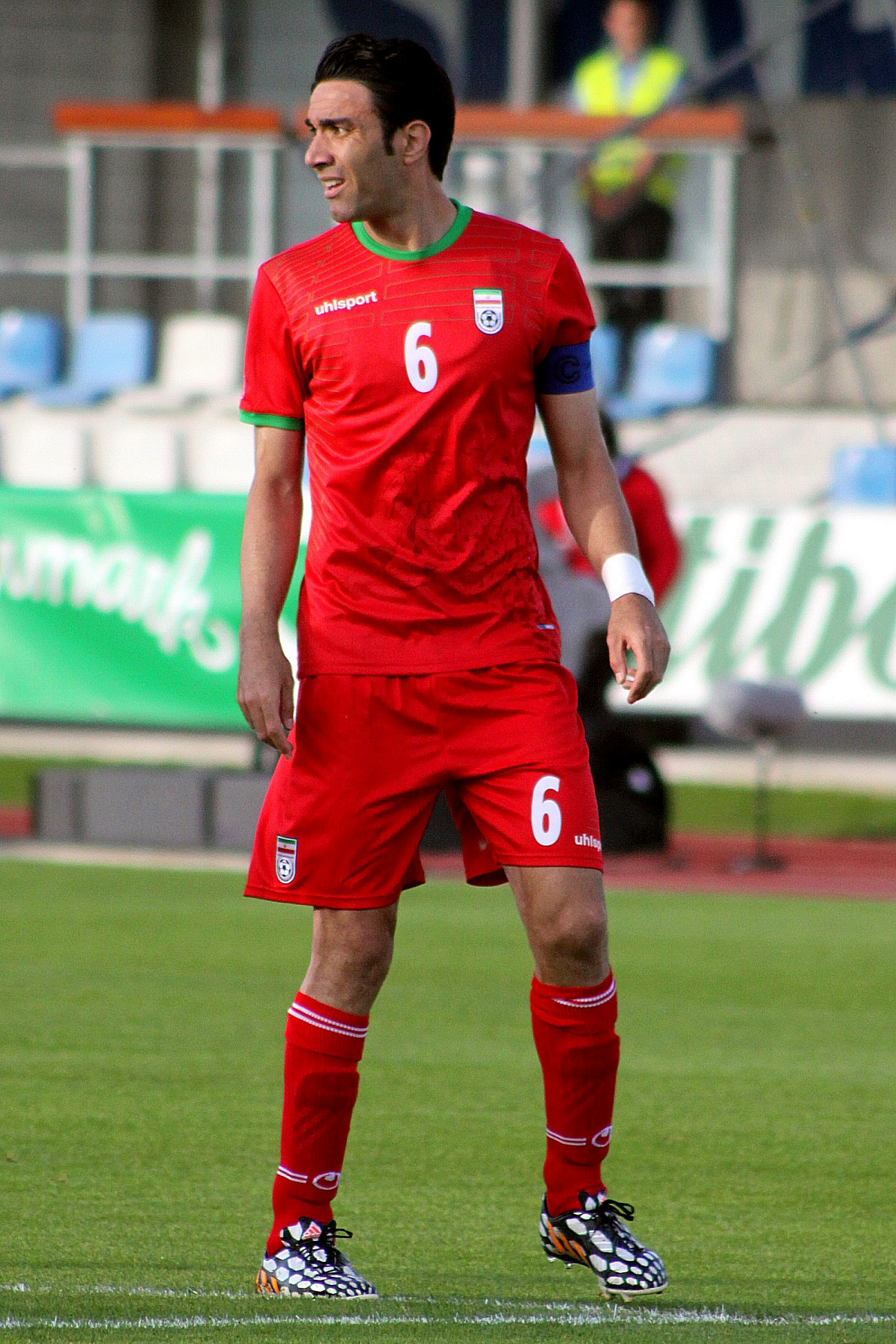
جواد نکونام رکورددار بازی برای تیم ملی

بازیکنانی که نام‌شان به شکل برجسته نوشته شده هنوز برای تیم ملی بازی می‌کنند یا امکان بازی کردن را دارند.

### رکوردداران گلزنی
ده بازیکنی که دارای بیشترین گل زدهٔ ملی هستند بدین قرار است:
| ده گل‌زن برتر تیم ملی فوتبال ایران | ده گل‌زن برتر تیم ملی فوتبال ایران | ده گل‌زن برتر تیم ملی فوتبال ایران | ده گل‌زن برتر تیم ملی فوتبال ایران | ده گل‌زن برتر تیم ملی فوتبال ایران | ده گل‌زن برتر تیم ملی فوتبال ایران |
| #                                 | نام                               | گل                                | بازی ملی                          | میانگین                           | دوران                             |
| --------------------------------- | --------------------------------- | --------------------------------- | --------------------------------- | --------------------------------- | --------------------------------- |
| ۱                                 | علی دایی                          | ۱۰۸                               | ۱۴۸                               | ۰٫۷۳                              | ۱۹۹۳–۲۰۰۶                         |
| ۲                                 | سردار آزمون                       | ۵۷                                | ۹۱                                | ۰٫۶۳                              | ۲۰۱۴–                             |
| ۳                                 | مهدی طارمی                        | ۵۵                                | ۹۴                                | ۰٫۵۸                              | ۲۰۱۵–                             |
| ۴                                 | کریم باقری                        | ۵۰                                | ۸۷                                | ۰٫۵۷                              | ۱۹۹۳–۲۰۱۰                         |
| ۵                                 | علی کریمی                         | ۳۸                                | ۱۲۷                               | ۰٫۳۰                              | ۱۹۹۸–۲۰۱۳                         |
| ۵                                 | جواد نکونام                       | ۳۸                                | ۱۴۹                               | ۰٫۲۵                              | ۲۰۰۰–۲۰۱۵                         |
| ۷                                 | کریم انصاری‌فرد                    | ۳۰                                | ۱۰۴                               | ۰٫۲۸                              | ۲۰۰۹–                             |
| ۸                                 | غلامحسین مظلومی                   | ۱۹                                | ۴۰                                | ۰٫۴۸                              | ۱۹۶۹–۱۹۷۷                         |
| ۹                                 | فرشاد پیوس                        | ۱۸                                | ۳۴                                | ۰٫۵۳                              | ۱۹۸۴–۱۹۹۴                         |
| ۱۰                                | رضا قوچان‌نژاد                     | ۱۷                                | ۴۴                                | ۰٫۳۹                              | ۲۰۱۲–۲۰۱۸                         |
| ۱۰                                | علیرضا جهانبخش                    | ۱۷                                | ۹۱                                | ۰٫۱۹                              | ۲۰۱۳–                             |

- به‌روز شده تا تاریخ ۲۰ خرداد ۱۴۰۴

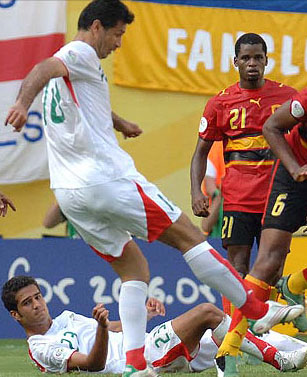
علی دایی در هنگام آخرین بازی ملی‌اش در برابر آنگولا در جام جهانی ۲۰۰۶

- بازیکنانی که نام‌شان به شکل برجسته نوشته شده هنوز برای تیم ملی بازی می‌کنند یا امکان بازی کردن را دارند.

حسن روشن تنها بازیکن تیم ملی است که توانسته در تمامی تورنمنت‌های معتبر بین‌المللی یعنی جام جهانی، جام ملت‌های آسیا، المپیک و بازی‌های آسیایی گلزنی کند که از این لحاظ رکورد دار است
و همچنین ناصر حجازی تنها دروازه‌بانی است که تا حالا برای تیم ملی در جام جهانی، جام ملت‌های آسیا، المپیک و بازی‌های آسیایی بازی کرده است.

### وبگاه‌های رسمی
- وبگاه رسمی
- تیم ملی فوتبال ایران در توییتر
- صفحهٔ ایران بایگانی‌شده  در ۱۲ ژوئیه ۲۰۱۴ توسط Wayback Machine در فیفا

### داده‌های بیشتر
- تمام گل‌های تیم ملی فوتبال ایران فیفا
- بازی‌های تیم ملی از وب‌سایت تیم ملی.کام
- بازی‌های تیم ملی ایران در پایگاه اطلاعات فوتبال ایران
- نگاره‌هایی از تیم ملی فوتبال ایران از نیمهٔ سدهٔ بیستم تا کنون
- ویدئوهای بازی‌های تیم ملی فوتبال ایران

| پیشین: · ۱۹۶۴ اسرائیل        | جام ملت‌های آسیا ۱۹۶۸ (مقام اول) ۱۹۷۲ (مقام دوم) ۱۹۷۶ (مقام سوم)           | پسین: · ۱۹۸۰ کویت             |
| پیشین: · میانمار · کرهٔ جنوبی | بازی‌های آسیایی ۱۹۷۴ (مقام اول)                                            | پسین: · کرهٔ شمالی · کرهٔ جنوبی |
| پیشین: · کرهٔ جنوبی           | بازی‌های آسیایی ۱۹۹۰ (مقام دوم)                                            | پسین: · ازبکستان              |
| پیشین: · ازبکستان            | بازی‌های آسیایی ۱۹۹۸ (مقام سوم)                                            | پسین: ایران (مقام چهارم)      |
| پیشین: نخستین دوره           | قهرمانی فوتبال غرب آسیا ۲۰۰۰ (مقام اول)                                   | پسین: · ۲۰۰۲ عراق             |
| پیشین: · ۲۰۰۲ عراق           | قهرمانی فوتبال غرب آسیا ۲۰۰۴ (مقام دوم) ۲۰۰۷ (مقام سوم) ۲۰۰۸ (مقام چهارم) | پسین: · ۲۰۱۰ کویت             |